# マツダ
マツダ株式会社（英: Mazda Motor Corporation）は、日本の自動車メーカーである。日経平均株価およびJPX日経インデックス400の構成銘柄の一つ。
プロ野球チーム・広島東洋カープ及びJリーグクラブ（J1）・サンフレッチェ広島の大株主でもある。

## 概要
本社所在地は広島県安芸郡府中町新地3-1 で、自動車及び同部品の製造・販売を事業としている自動車メーカー。2018年（平成30年）5月には日本国内生産累計5000万台を達成した。国内メーカーではトヨタ、日産に次ぐ3社目の達成である。2022年度（令和4年度）の世界販売台数は110万台である。
1920年（大正9年）、コルクを生産する「東洋コルク工業株式会社」として創業された。1927年（昭和2年）以来「東洋工業株式会社」が正式社名であったが、1984年（昭和59年）5月1日にブランド名に合わせ「マツダ株式会社」に改称した。現在の社名は、事実上の創業者である松田重次郎の姓と、叡智・理性・調和の神を意味するゾロアスター教の最高神アフラ・マズダー（Ahura Mazdā）にちなみ、自動車産業の光明となるよう願ってつけられた 。英語表記は「MAZDA」。コーポレートマークの「mazda」は1975年から、「M」を模った現在のエンブレム（ブランドシンボル）は1997年（平成9年）から使用されている。
ロータリーエンジンを搭載した自動車を複数量産していたほか、ロードスターは「2人乗り小型オープンスポーツカー」の生産累計世界一としてギネス世界記録の認定を受けている。1991年（平成3年）には日本メーカーとしては初のル・マン24時間レースでの総合優勝を果たした。2002年（平成15年）4月1日以降は「Zoom-Zoom」のキャッチフレーズのもと、走行性能とデザインを特色とした車作りに特化する戦略を進めている。今後は、顧客との間に強い絆をもった「プレミアムなブランド」を目指すとしている。
1979年（昭和54年）以来フォード・モーターとの提携関係が長く、1996年（平成8年）5月には同社の傘下に入りプラットフォームや生産施設などの共有化が進められた。リーマン・ショック以降は、フォードの経営悪化もあり、2015年（平成27年）9月に完全にグループから独立した。
それに先立ち、2012年（平成24年）11月には、翌年から稼働するメキシコ新工場での生産車をトヨタ自動車向けに供給することで合意、2015年（平成27年）5月にはトヨタと中長期的な提携関係を結ぶことを発表し 、2017年（平成29年）8月には業務資本提携を結ぶことで合意。相互に500億円分ずつ株式を取得し、トヨタがマツダの第2位の大株主となった。THS-Ⅱの供給や、BEV開発会社と北米工場の共同設立など、両社は急速に距離を縮めている。

## 歴史

### 創業・コルクから機械事業へ

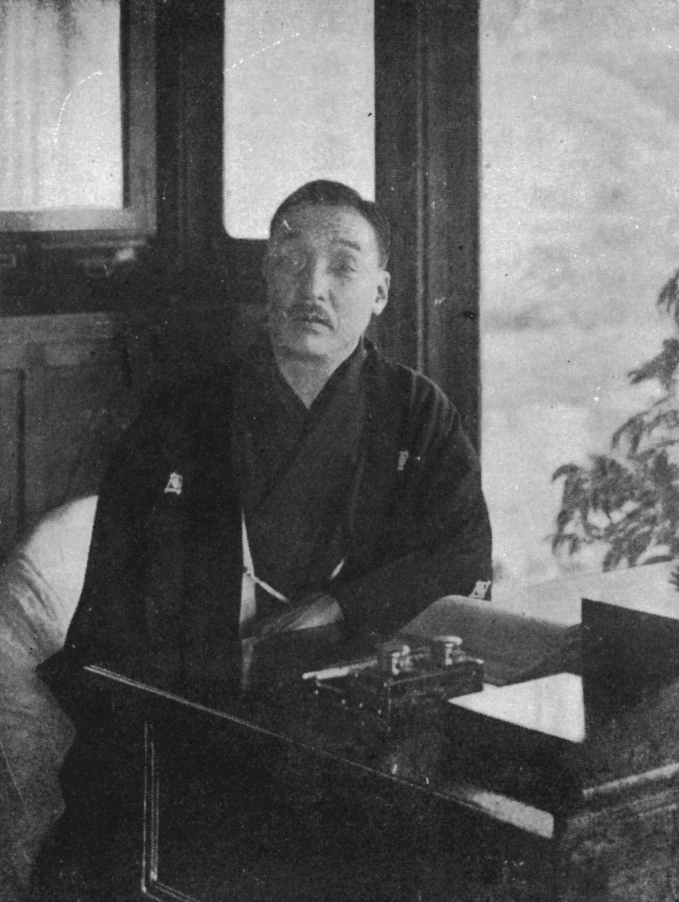
マツダの実質的な創業者である松田重次郎（1921年頃）

1920年（大正9年）1月30日、広島市中島新町10番地にマツダの源流となる東洋コルク工業株式会社が設立された。清谷商会という1890年（明治23年）創業のコルクの製造・販売を手がける企業の経営が悪化したため、主な融資元であった広島貯蓄銀行が中心となり、融資の回収と事業の存続を図る方策として、それまでの個人経営から会社組織に改める形で設立された会社だった。設立にあたっては当時の広島の主要な財界人が参画し、初代社長には互選によって広島貯蓄銀行頭取の海塚新八が就任した。しかし海塚が体調不良により辞任を申し出たため、翌1921年（大正10年）3月、取締役の中で唯一経営に専念できる松田重次郎が社長に就任。松田重次郎はコルク栓を製造する際に出る屑コルクに目をつけ、広島高等工業学校との研究で加熱製法による圧搾コルク板を商品化し、廃材から付加価値の高いコルク製品の製造に成功する。海軍から大量の受注を得て業績は回復し、東京や大阪にも出張所を設けて経営を積極的に展開した。
しかし東京に出張所を設けていたことが仇となり、1923年（大正12年）に発生した関東大震災によって多くの売掛金が回収不能となって経営は大きな打撃を受けた。かねてから松田重次郎と親交のあった日窒コンツェルン総帥の野口遵からの融資で倒産を回避したが、不況の深刻化を受けて従業員の半分を解雇する事態にまで追い込まれ、さらに1925年（大正14年）12月の深夜の火災によりコルク工場が全焼してしまう。

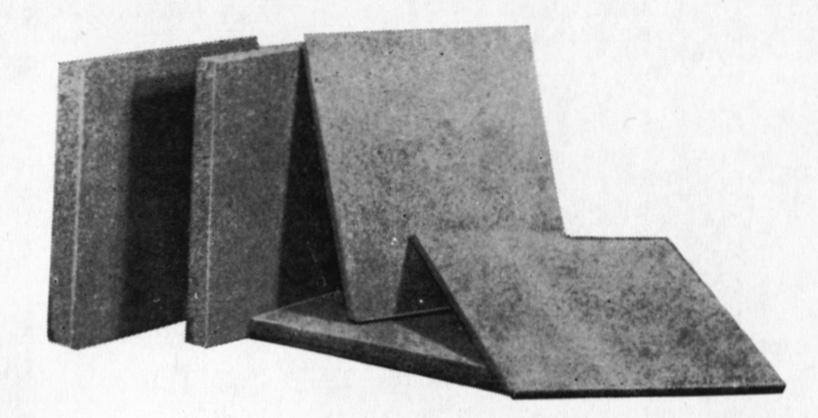
東洋コルク工業の圧搾コルク板

こうした事態を受け、松田重次郎は過当競争となっていたコルク事業から自身が得意とする機械事業への進出を決意。知遇を得ていた呉海軍工廠長の伍堂卓雄に支援を依頼し、日本製鋼所を通す形で注文を取り付け、資金面では野口が保証人となり、芸備銀行から資金を調達した。1927年（昭和2年）には社名を東洋工業株式会社に改称した。
1928年（昭和3年）初頭から、日本製鋼所や宇品造船所などの下請工場として海軍関係の兵器や機械、部品の製造を始めた東洋工業は、同年10月に広海軍工廠の指定工場に、翌1929年（昭和4年）1月に呉海軍工廠および佐世保海軍工廠の指定工場となり、航空機のエンジンやプロペラ、軍艦の精密機械などを受注。同年8月には海軍省購買名簿に登録され、従来の第2次下請けの立場から各海軍工廠の第1次下請け工場の地位を確立した。
前述の債務保証を発端に、日本窒素肥料（現・チッソ）の経営参加が開始され、1931年（昭和6年）には野口自身も取締役に就任したことで、東洋工業の4人の取締役の内、松田重次郎を除く3人が日本窒素肥料系で占められた。第二次世界大戦の頃まで東洋工業の経営はおおむねこの陣容で進められていくことになる。

### 三輪トラック生産の開始

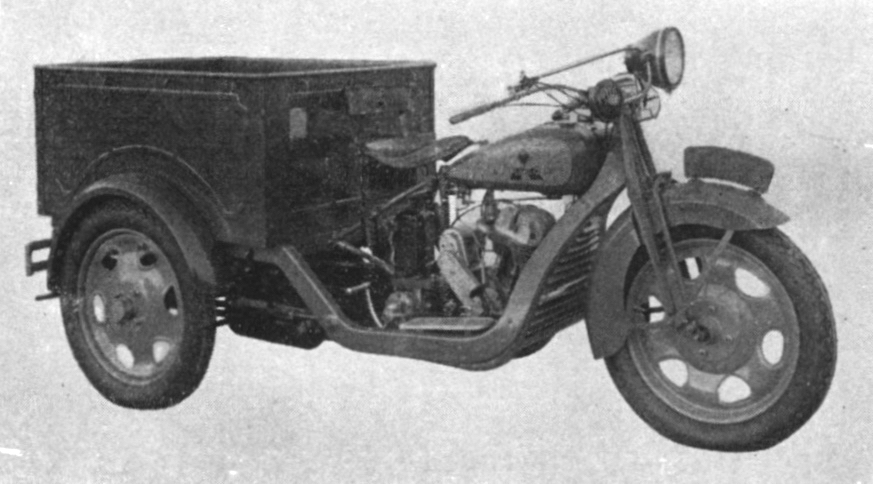
マツダ初の三輪トラック、マツダ号DA型（1931年）

東洋工業は軍工廠の下請けという形で機械事業へと進出したが、軍からの注文は少量多品種な上に繁閑差が大きいため、量産によるコスト低減を図ることが難しいという悩みがあった。独自の製品を持ちたいと考えた松田重次郎は、最終的な目標を自動車製造に置きながらもまずはオートバイから手をつけることにし、1929年（昭和4年）から試作を始め、1930年（昭和5年）に30台と少数ながら市販した。
1930年（昭和5年）には三輪トラックの開発に着手。オートバイから一足飛びに四輪自動車製造に向かうのではなく、まずは当時人気を呼んでいた三輪トラックで実績を積もうという狙いがあった。また、広島市吉島町の工場が手狭になっていたため、現在の本社所在地である広島県安芸郡府中村（現・府中町）の土地を取得。松田重次郎の長男の松田恒次（後に3代目社長）がレイアウトを担当し、三輪トラックを中心に設計された新工場が完成した。コルク製品と機械工業が事業の中心だった東洋工業にとって三輪トラック市場への進出は未知数だったため、野口の斡旋により、東洋工業が生産する三輪トラックを三菱商事の一手販売とする契約を結んだ（そのためタンクマークには、三菱のスリーダイヤが入っている。その頃、乗用車やバス〈現三菱ふそう〉を製造していた三菱造船〈現三菱自動車〉は関係していない）。
1931年（昭和6年）10月、府中の新工場で三輪トラックのマツダ号DA型の生産を開始。軍需景気で需要が増加していたところに、それまでの三輪トラックにはない後退ギアや、カーブをスムーズに曲がれるよう後輪にディファレンシャルギアを装備したDA型は、三菱商事の全国的な販売網も相まって好評を博した。改良型のDB型を発売した翌1932年（昭和7年）には国内シェア25%を獲得。売上は急拡大を遂げ、マツダ号は海外へも輸出された。

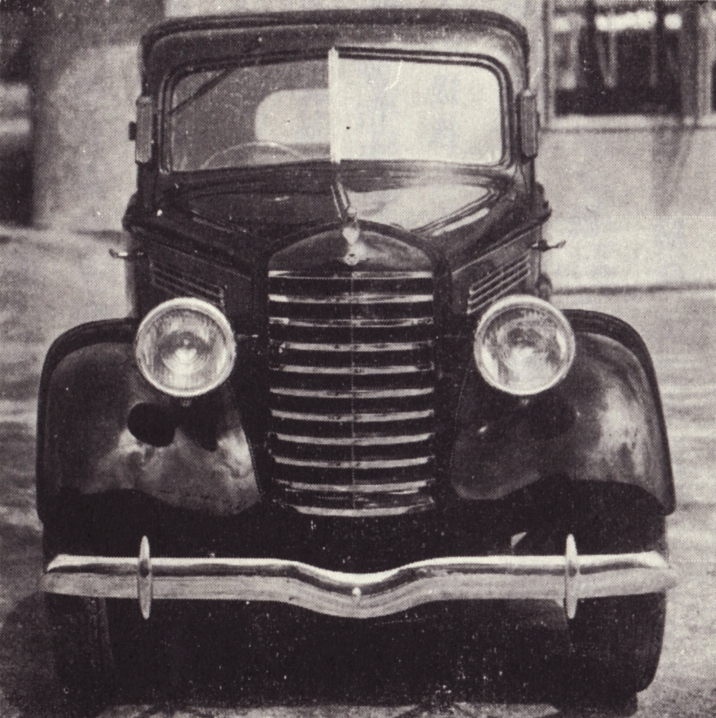
1940年に完成した試作四輪車

1935年（昭和10年）10月、朝鮮半島で大規模な水力発電所をいくつも建設していた野口からの依頼を受けて開発した削岩機を初納入し、またこの年には1929年（昭和4年）から社内向けに製造していた工作機械の外販も始めた。1936年（昭和11年）には三菱商事との販売契約を解消し、オート三輪は東洋工業の直売制に移行した。
この頃には三輪トラックの次なる商品として、四輪自動車の検討を始めた。1936年（昭和11年）の重役会で小型四輪自動車の製造が決議され、イギリスのオースチン・7を購入して研究を開始。さらにドイツ車のオペル1937年式やイギリスのMG1937年式を購入し、最新のプレス機をはじめとする各種設備もアメリカから買い入れた。1940年（昭和15年）には小型四輪自動車の試作車を完成させ、生産体制も整備されつつあったが、この頃すでに東洋工業は軍事体制に組み込まれていたため、自動車の生産は実現不可能になっていた。

### 戦時体制下

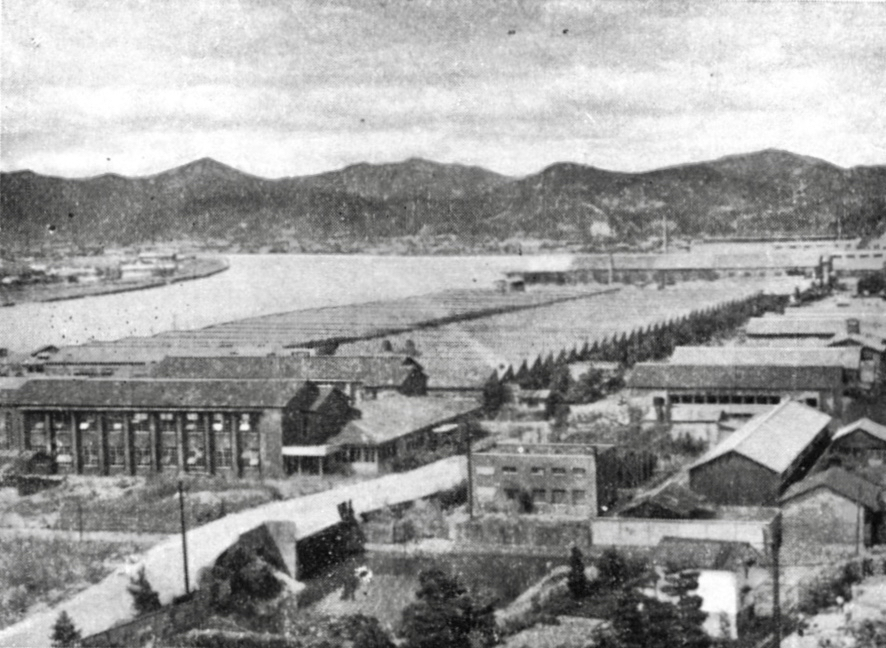
1941年に竣工した小銃工場

1937年（昭和12年）7月に日中戦争が勃発し、国内の組織が総力戦体制へと再編成されていく中、東洋工業は陸軍小倉工廠から三八式歩兵銃と九二式重機関銃の生産を申し渡された。自動車こそ戦時に必須であると主張して断ったものの、認められることはなく、年末には部品の生産が開始された。1938年（昭和13年）1月には軍需工業動員法により陸海軍共同管理工場に指定され、軍部の直接管理を受けることになった。陸軍大臣による小銃生産の命令を受けた東洋工業は、1940年（昭和15年）に九九式短小銃の組み立てを始め、工場が完成した翌1941年（昭和16年）からは本格生産を開始した。呉海軍工廠からは爆弾、水雷、信管などの製造の命令を受けた。
軍国主義の流れが軍需一本槍となる中、民生用品の生産は圧迫を受け、商工省により三輪トラックの生産は東洋工業、発動機製造（現・ダイハツ工業）、日本内燃機の3社にのみ許可された。しかしその後、三輪トラックの生産さえも一時中止に追い込まれるなど、生産台数は極度に落ち込んだ。
1943年（昭和18年）10月には三輪トラックの生産台数はゼロとなり、終戦まで三輪トラック部門は実質的に機能を停止した。
同年の上期には戦時金融金庫が東洋工業株を取得して日本窒素肥料に次ぐ第2位の大株主となり、さらに同年下期に日本窒素肥料が保有する株式を戦時金融金庫に譲渡したことで、資本面でもより強い戦時統制の下に置かれた。翌1944年（昭和19年）1月、兵器増産を目的に前年に施工された軍需会社法に基づき、東洋工業は軍から軍需会社に指定され、軍需省中国軍需管理部の管理下に入った。同月には日窒コンツェルン総帥で取締役の野口遵が死亡し、これを受けて同年5月までに日本窒素肥料系の役員が経営陣から去ったことから、東洋工業と日本窒素肥料の提携は終了した。同年7月には内山コルク工業との共同出資で東洋コルクを設立し、祖業であるコルク製造事業を分離した。この年の10月には東洋工業は8,556人の従業員を抱える国内トップクラスの軍需会社となっており、戦時中に製造した小銃は累計で58万5,646挺に上った。

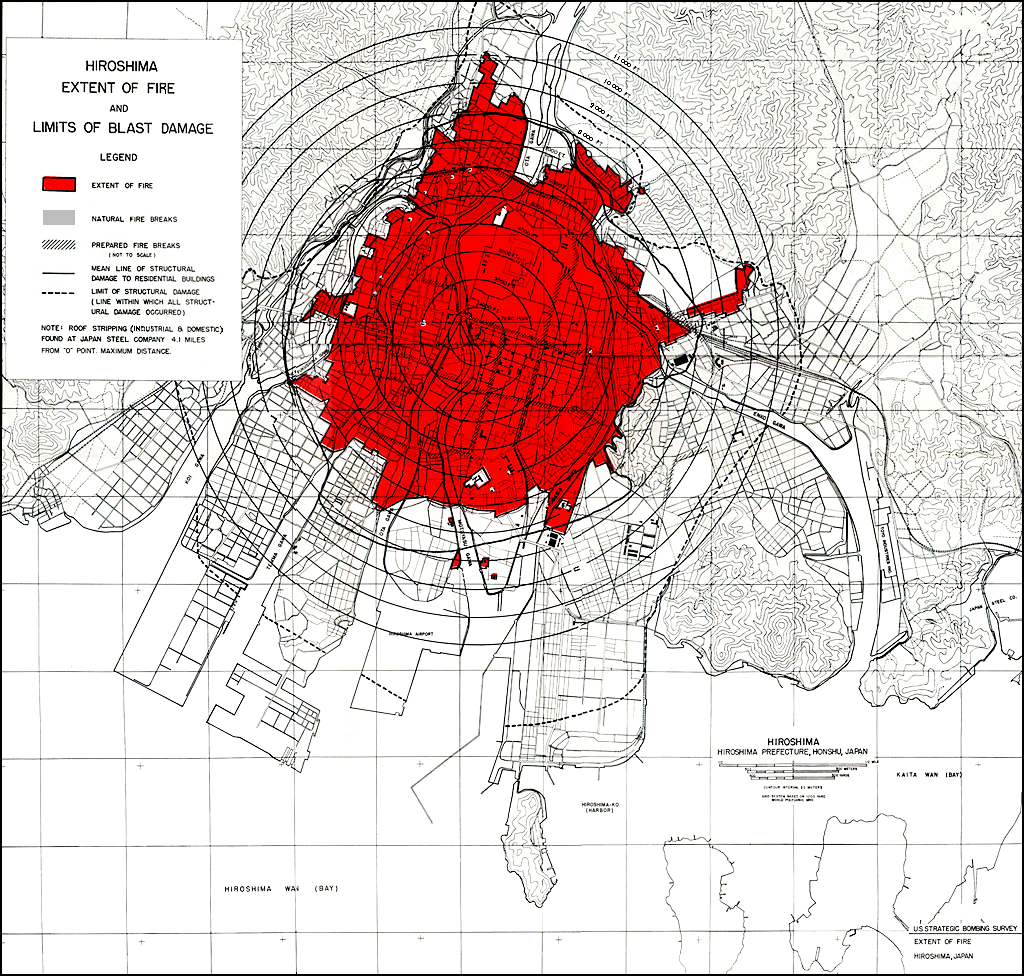
原爆による広島市の火災及び爆風被害状況を示す地図。赤色は全焼区域。東洋工業は地図上の最も東を流れる猿猴川下流域の東側に位置する。

1945年（昭和20年）8月6日、アメリカ軍により広島市に原子爆弾が投下され、細工町（現・中区大手町）上空で炸裂した（広島市への原子爆弾投下）。爆心地から5.3km離れた東洋工業は爆風によって若干の建物が倒壊し、一部工場の屋根が吹き上げられたりほとんどの窓ガラスが割れる被害に遭ったものの、全体としての損害は軽微で、機械設備はほぼ無傷で残存した。しかし県当局の命令により鶴見町（現・中区鶴見町）で建物疎開の作業に動員されていた73名を含め、計119名の社員が命を落とし、負傷者は335名に上った。恒次の弟でマツダモータース（現・広島マツダ）社長の宗弥も全従業員7名と共に死去した。
東洋工業附属医院（現・マツダ病院）は広島市の負傷者が一番広い道を東に向かって避難する際に真っ先に目に入る医療機関だったため、多くの人々が詰めかけてくる事態となり、そのため東洋工業の食堂や寄宿舎も解放・提供し、医療品を含めたあらゆる物資の扉を開いて総出で救護にあたった。しかし負傷者は次々と亡くなっていき、会社のグラウンドでは連日犠牲者の遺体に油をかけて火葬が行われた。同年8月15日、東洋工業は生産を完全に停止したまま終戦を迎えた。

### 戦後の復興期

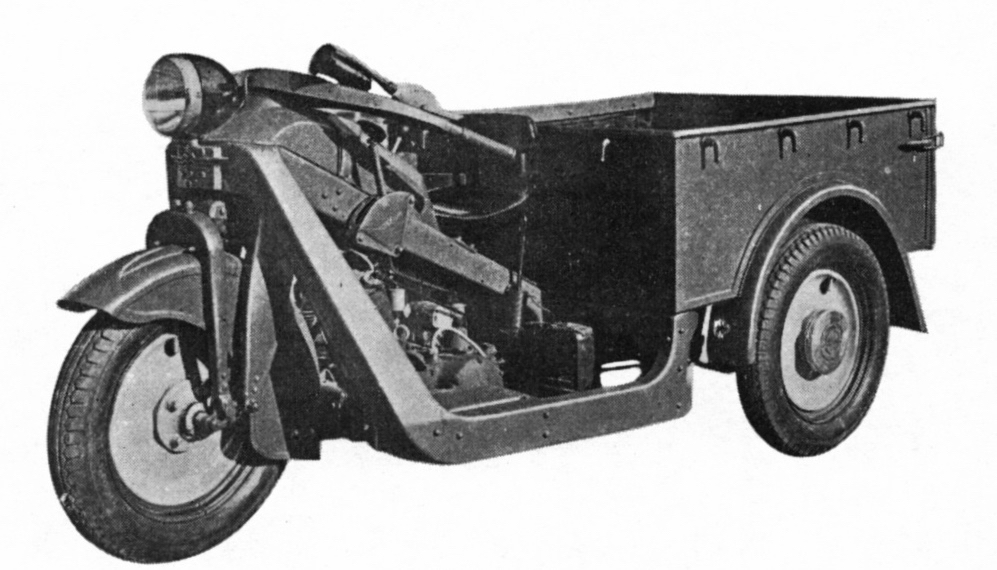
マツダ号GA型

東洋工業本社は広島市周辺で唯一残存した大規模な建物だったため、多くの企業や団体が東洋工業に施設の提供を求めた。広島県庁は1946年（昭和21年）7月まで全機関が東洋工業の施設内で業務にあたり、他にも広島県警察部、広島控訴院、広島区裁判所、広島県食料統制組合なども東洋工業に間借りした。日本放送協会広島中央放送局（現・NHK広島放送局）は東洋工業で放送を再開し、中国新聞は東洋工業から借り受けた三輪トラックで市中に壁新聞を掲示して、救護所の場所といった情報を市民に届けた。
占領にあたった連合国軍最高司令官総司令部（GHQ）は、日本の平和経済に必要な設備・施設のみの存置を認め、その他は賠償として全て接収するという方針を示しため、軍需会社に指定されていた東洋工業は存亡の危機に立たされる事態となった。1946年（昭和21年）に東洋工業は賠償工場に指定され、全社の46 %に上る機械や設備が封印され使えなくなったが、当時の内務省警保局長である谷川昇の取り計らいにより、資本金1億円以上の企業のみがパージの対象となったため、資本金3,000万円の東洋工業は幹部の公職追放などは免れることができた。
企業の存続が許されるかも分からず、社内に不安が漂う中、東洋工業は三輪トラックの生産再開を決定し、1945年（昭和20年）9月には久留米市のブリヂストンの工場を訪ねるなど準備活動を始めていた。GHQからも軍需工場の民需生産転換の許可が降りたことから、終戦から4ヶ月後には生産を再開し、マツダ号GA型10台を完成させた。戦前に三輪トラックは軍用に向かないとして生産台数が大幅に減らされていたため、現役で走るその多くが老朽化していた上、戦後に手軽な輸送手段として急速に需要が高まったことから、1946年（昭和21年）には大手メーカーが相次いで参入し、三輪トラック業界は活況を呈した。その間も東洋工業は新型三輪トラックの開発を進める一方、1947年（昭和22年）から1948年（昭和23年）にかけては日本国内各地への一県一特約店設置を推進し、1948年（昭和23年）秋の奈良県を最後に全国特約店の整備を完了、業界の競合他社に先んじてその後の営業施策における地歩を固めた。
復興が本格化してきた1950年（昭和25年）頃になると市場からはより大きい積載能力を持つ三輪トラックが要望されるようになり、同年9月、東洋工業は業界初の1トンの積載能力を持つマツダ号CT型を発売。CTは新開発した日本車初の油圧調整タペット付OHVエンジンを搭載、前面風防には安全性の高い合わせガラスを採用するなど、当時の日本製四輪車をもしのぐ先進的な取り組みを行った。1951年（昭和26年）に三輪トラックに対する車体サイズや排気量の制限が撤廃されたのを受け、同年に4.8 mのロングボディを持つCTL型を発売し、翌1952年（昭和27年）には2トン積みのCTL型も登場させた。東洋工業の三輪トラックの売上は1949年（昭和24年）から1954年（昭和29年）までの間に12倍以上に増加した。

### 四輪車市場への参入

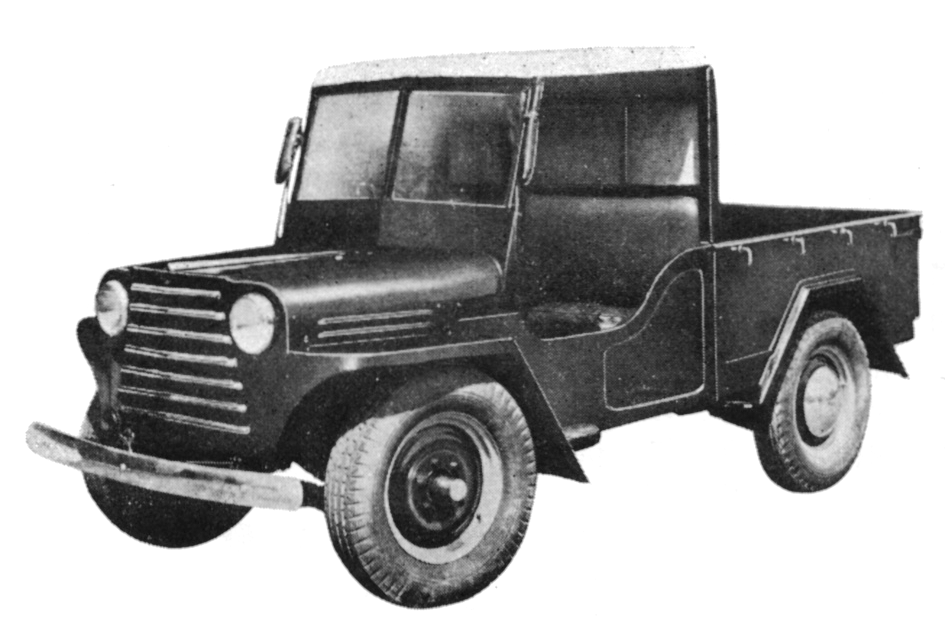
マツダ初の四輪自動車、CA型の試作車

三輪トラックの大型化と多様化を進める一方、東洋工業は小型四輪トラックの開発も並行して行なっていた。1949年（昭和24年）にかけて試作を完了させ、工場生産の準備を開始。翌1950年（昭和25年）には東洋工業初の四輪車となる小型四輪トラック、CA型を発売した。新開発の空冷エンジンを搭載し、28万円の低価格で販売されたCA型だったが、1952年（昭和27年）までの間に35台だけで生産は中止となり、またほぼ同じ時期に発売した消防車のCF型の生産台数も74台に留まったため、四輪車市場への進出は一旦中断されることになった。
1951年（昭和26年）、重次郎の長男で専務の松田恒次が社長に就任。1956年（昭和31年）には再び四輪車の開発に着手し、1958年（昭和33年）、小型四輪トラックのロンパーを発売。翌1959年（昭和34年）には水冷エンジンを搭載したトラックのD1100型、D1500型を登場させた。
1960年（昭和35年）以降になると、日本のモータリゼーションはそれまでの事業用から個人用へと需要が移行しつつあった。1955年（昭和30年）に報道された通商産業省（現・経済産業省）の「国民車構想」の影響もあり、富士重工業（現・SUBARU）のスバル・360や三菱重工業の三菱・500など、他社からは次々と大衆乗用車が発売されていた。

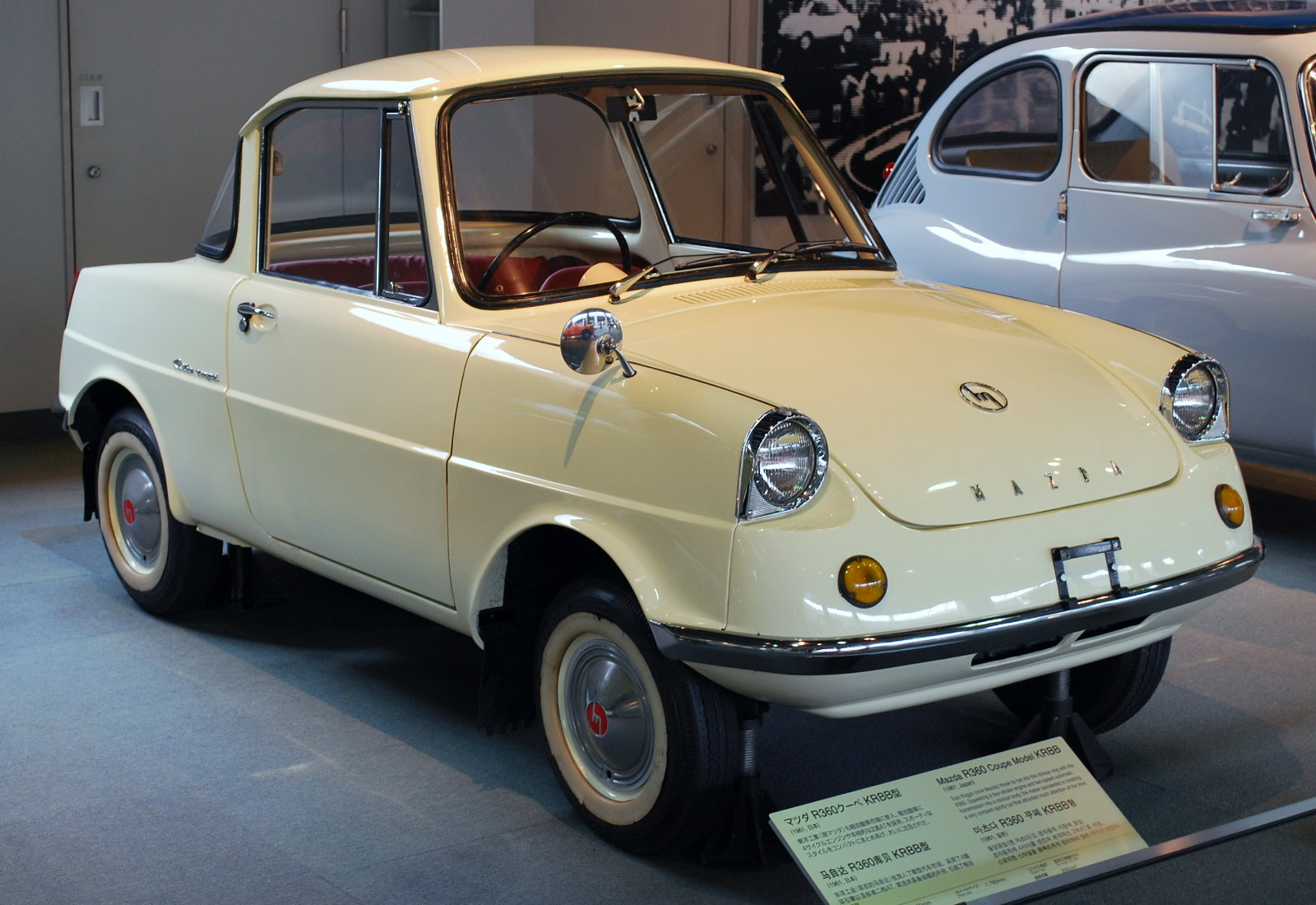
マツダ初の四輪乗用車、R360クーペ（1960年）

このような一連の動きを背景に、東洋工業は乗用車市場に進出するにあたり、「ピラミッドビジョン」という新車開発構想を立案した。これは国民の所得階層分布とそれに対応する乗用車の保有構造をピラミッド型に見立て、まずは下層部を占める大衆向けの乗用車から開拓し、国民所得水準の向上とともに一段ずつ上の車格の車種を展開していくことで、最終的には頂点部である高級車までをも担う総合自動車メーカーを目指すというものだった。この構想に基づき、1959年（昭和34年）4月に軽乗用車の開発に着手し、翌1960年（昭和35年）4月、東洋工業初となる四輪乗用車、R360クーペを発売した。1962年（昭和37年）には大人4人が乗れるファミリーカーとして開発したキャロル360を発売。両車は大ヒットを記録し、1960年（昭和35年）から1962年（昭和37年）までの3年間、東洋工業はトヨタ自動車、日産自動車を抑えて国内販売台数首位に躍進した。
次なる市場として小型乗用車を見据え、1963年（昭和38年）にファミリアバンを発売し、翌1964年（昭和39年）年には本格的なファミリーカーとして開発したファミリア4ドアセダンを投入。その後も2ドア、2ドアスペシャル、ファミリアトラックなど、ファミリアシリーズを中心に小型車を充実させていった。

### ロータリーエンジンの量産化

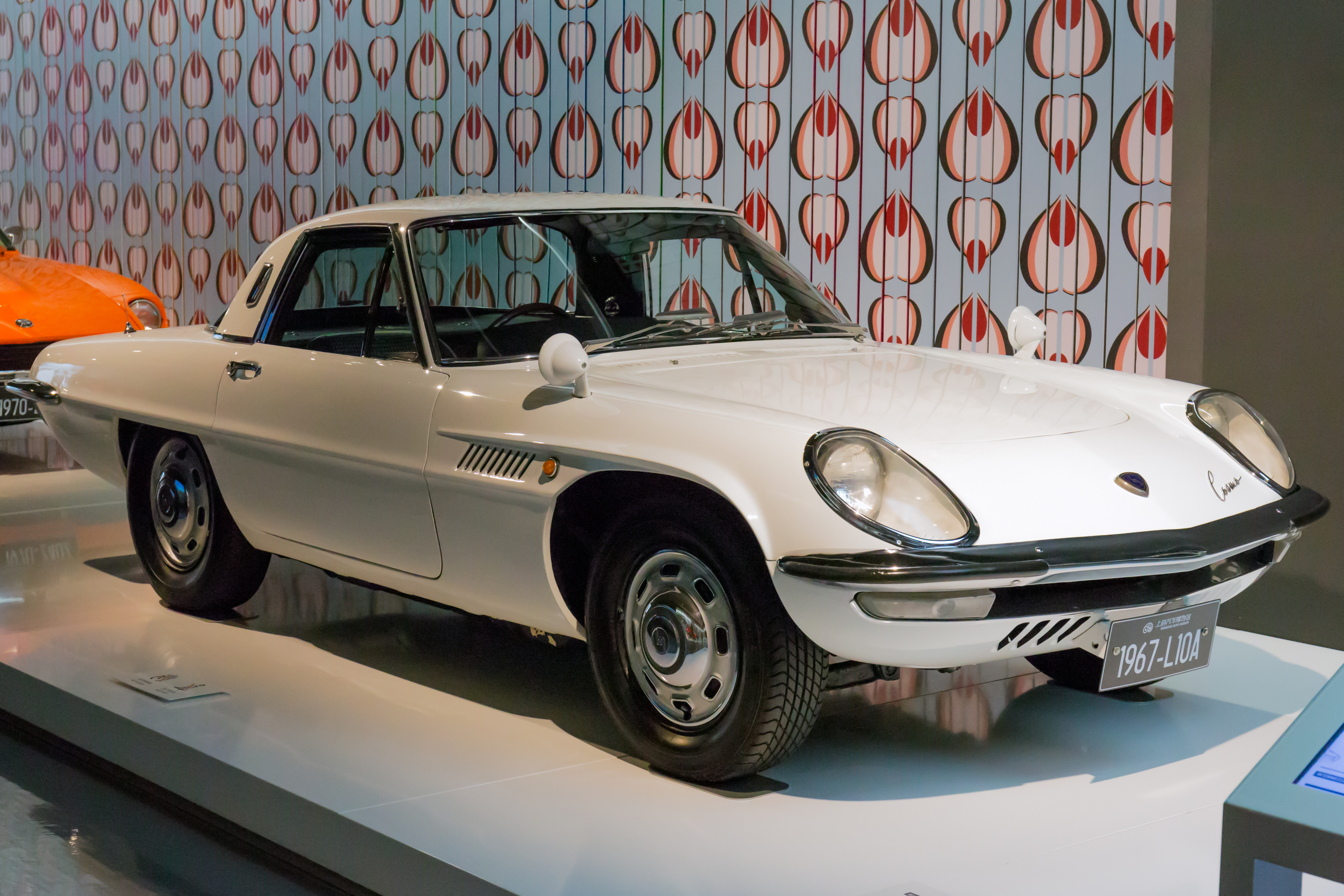
マツダ初のロータリーエンジン搭載車、コスモスポーツ（1967年）

1960年（昭和35年）から3年間にわたり、東洋工業は自動車生産台数で国内首位となっていたが、その多くは三輪トラックと軽乗用車だったため経営基盤は弱く、企業規模や収益性といった点でトヨタや日産に大きな差をつけられていた。また、当時の通商産業省は、近い将来の貿易自由化に備えて国際競争力を強化するために、国内自動車メーカーを「量産車（普通乗用車）」、「特殊乗用車（高級車）」、「ミニカー（軽自動車）」の3グループに統合させるとする「3グループ構想」を抱いており、東洋工業はミニカーグループの代表的なメーカーと見られていた。社長の松田恒次は、総合自動車メーカーを目指しているにもかかわらず東洋工業がミニカー専業会社とされ、その上合併を強いられて経営権を失うなど論外だと考えていた。
こうした状況の中、社の独立を保ちたいと思案していた松田恒次は、1960年（昭和35年）の元旦にドイツ人の友人から、西ドイツ（当時）のNSU社とフェリクス・ヴァンケル博士が率いるヴァンケル社が共同開発したロータリーエンジン（RE）についてのレポートと雑誌記事が同封された手紙を受け取り、1日も早く技術提携を結ぶよう勧められた。REが自動車業界再編を乗り切るための切り札になると確信した松田恒次は、社内の反対の声を無視して技術提携を進めることを決断。松田恒次には、REの技術力によって企業イメージの向上が図れることや、RE開発の名目で銀行からの融資が受けやすくなり、その資金で通商産業省主導の再編を乗り切るための研究開発や設備投資を強化できるといった考えがあった。
NSUには世界各国の約100社から技術提携の申し込みが殺到していたが、駐日西ドイツ大使らの仲介によって、1960年（昭和35年）7月に交渉の約束を取り付けることに成功した。同年9月末、松田恒次一行はメインバンクである住友銀行頭取の堀田庄三の斡旋により手に入れた、吉田茂元首相から西ドイツのアデナウアー首相に宛てた紹介状を携えてNSUへと向かい、当時としては破格の2億8,000万円の特許料を払って技術導入を決めた。
技術提携に関する政府認可がおりた1961年（昭和36年）7月、技術研修団がNSUに派遣され、そこで一定時間の稼動後にエンジン内壁面に発生する「チャターマーク」と呼ばれる摩耗が量産化を妨げる大きな原因であることを知らされた。帰国後に「ロータリーエンジン開発委員会」が設置され、NSUから届いた設計図を元に試作エンジンを完成させたが、契約前には明かされなかった様々な問題が発生し、実用には程遠いものだった。1963年（昭和38年）4月、開発強化のため、「ロータリーエンジン開発委員会」を昇格させた「ロータリーエンジン研究部」を設置。山本健一（後に6代目社長）を部長に総勢47名で発足し、翌年には3億円の総工費をかけた専用の研究室が用意された。山本をはじめとする開発陣は日本カーボンと共同でカーボンを浸潤させたアペックスシールを開発するなどして耐久性の確保に成功。1967年（昭和42年）5月、特許購入から6年の歳月と40億円以上とも言われる巨額をかけたプロジェクトは、RE搭載車のコスモスポーツの発売という形で結実した。
REの圧倒的な動力性能と流麗かつ未来的なデザインを兼ね備えたコスモスポーツはイメージリーダーとして絶大な役割を果たし、それまでの「バタンコ屋」と呼ばれた垢抜けないイメージが「ロータリーのマツダ」という最先端のイメージに取って代わった。企業イメージ向上は販売増にも結びつき、1966年（昭和41年）からの2年間で四輪車の生産台数は19 %も増加。コスモスポーツに続いて、ファミリアロータリークーペやルーチェロータリークーペなど、REを搭載したモデルを次々と発売し、1970年（昭和45年）にはファミリアロータリークーペなどの対米輸出を開始して、念願だったアメリカ市場へと進出した。

### オイルショック下の経営危機

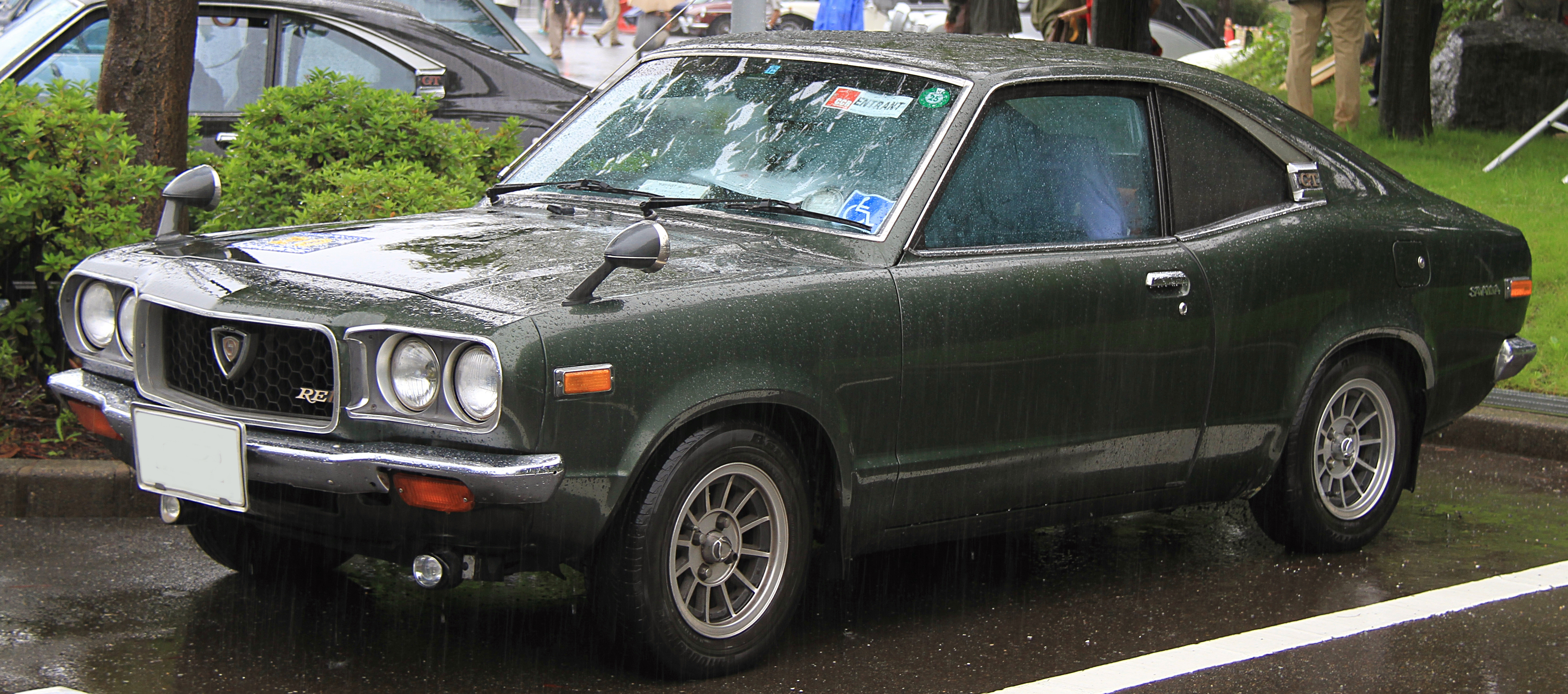
サバンナGT（1972年）

1970年（昭和45年）、東洋工業はフォード、日産と共同で日本自動変速機（現・ジヤトコ）を設立し、同年にはフォードからの強い申し入れを受けて資本提携交渉に入った。マツダの小型トラックをフォードに供給する業務提携がまとまり、本題の資本提携交渉に入ろうとした矢先、社長の松田恒次が死去。後任には長男で副社長の松田耕平が就任し交渉は継続されたが、NSUが東洋工業とフォードの資本提携は認められないと反対した上にニクソン・ショックも重なり交渉は難航。互いの溝は埋まらず、1972年（昭和47年）3月に交渉は決裂に至った。
1970年（昭和45年）、アメリカでは排出ガス規制を大幅に強化するマスキー法が発効され、自動車業界はかつてない技術的困難に直面していた。東洋工業のREはホンダが開発したCVCCエンジンとともにこの規制を達成し、ゼネラルモーターズ（GM）、トヨタ、日産もREの開発に本格的に乗り出す展開となっていた。このような中、松田耕平はいずれREの時代が到来すると予想して大規模な設備増強を決定。増産工事に続いてREの新工場建設に取り掛かり、研究開発費を含めた総投資額は600億円にも及んだ。この間もRE車の販売は国内外で好調で、特に主要な輸出先であるアメリカでは、1973年（昭和48年）に輸出した台数の内の7割から8割をRE車が占めるほどだった。
1973年（昭和48年）10月、第四次中東戦争の勃発を契機に第1次オイルショックが発生した。10月から11月にかけて石油化学製品の価格は40%から50%上昇し、自動車各社は値上げを実施。同年12月に日本の自動車市場は前年同月比75.6%と大幅な落ち込みを記録した。需要の冷え込みを受けて他社がいち早く減産体制を敷く中、松田耕平はオイルショックによる物資不足は一過性のものであり、購買活動が自動車へと戻る際に備えて作り溜めをしなければならないと判断したため、東洋工業は増産体制を取り続けた。ところが翌1974年（昭和49年）1月、アメリカ合衆国環境保護庁（EPA）がREは通常のエンジンと比較して約50%程度多くのガソリンを消費するとの報告を発表。オイルショックとこの指摘の影響が重なったことで極度の販売不振に陥り、国内外で抱える在庫台数は20万台にまで積み上がった。研究開発費の増加や競争の激化、多品種少量生産による低収益性などが重なっていたところにオイルショックが発生し、東洋工業の財務体質は急速に悪化した。

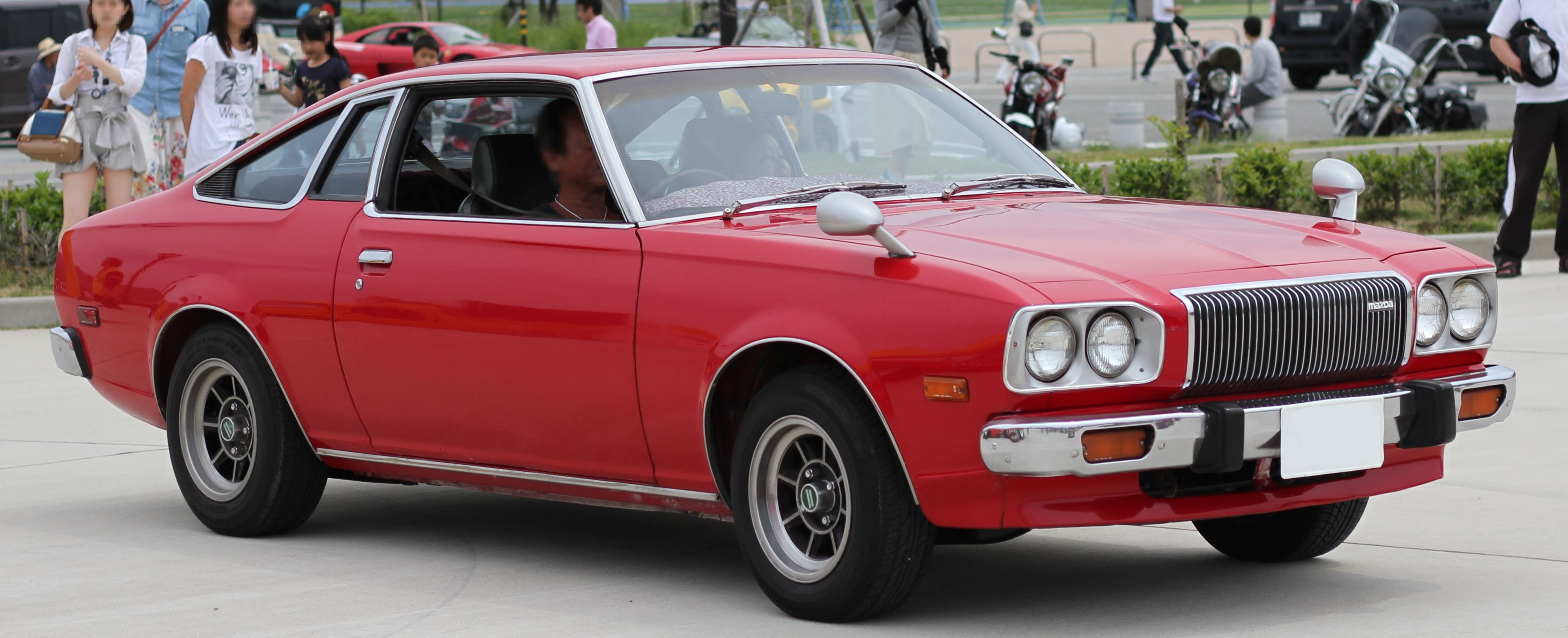
コスモAP（1975年）

通商産業省からの要請を受けて東洋工業の経営実態の調査を進めていたメインバンクの住友銀行は、こうした事態を看過できなくなり、1974年（昭和49年）10月、同行事務管理部長の花岡信平と住友信託銀行法人信託部長の中村和生ら4人を東洋工業に派遣。花岡と中村の両人は翌1975年（昭和50年）1月の株主総会で取締役に選任され、これ以降東洋工業の再建は住友銀行の主導で進められることとなった。同月、住友銀行は東洋工業の管理を専門に担当する「融資第二部」を新設。責任者には専務の磯田一郎（後の頭取・会長）が、部長には本店営業部長で常務の巽外夫（後の頭取・会長）が就任した。
東京及び大阪両支社等の土地建物や有価証券の売却、住友銀行を中心とした協調融資、減産及び在庫一掃を目的とした余剰人員のディーラーへの出向、米国販売会社の分割、コストコントロール部の新設による全社的な原価低減活動の開始といった対策が次々と打たれた。しかし、1975年（昭和50年）10月決算では経常赤字が173億円に上り、同業他社の首脳から「東洋工業は倒産する」との談話が出るなど、東洋工業を取り巻く環境は厳しさを増していった。

### フォードとの資本提携

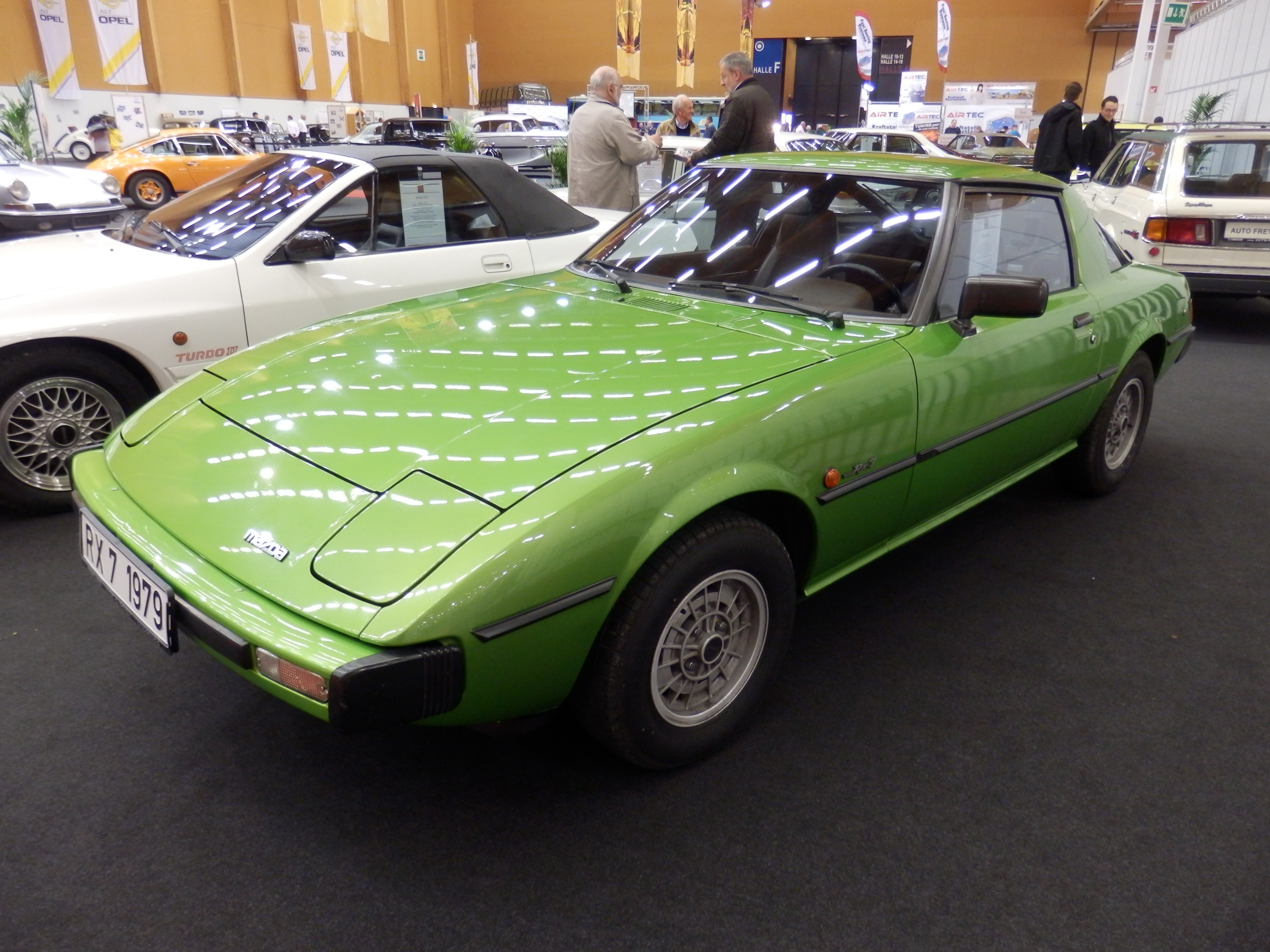
サバンナRX-7（1978年）

1976年（昭和51年）1月、住友銀行は本格的再建のために村井勉常務（後の副頭取）を副社長として派遣。東洋工業を「経営形態を成しておらず、町工場に等しい状況」と判断した村井は、有名無実化していた最高意思決定機関である常務会の強化や、社全体の計画立案・調整を担う社長室の新設を実施。住友銀行式の合議制経営を導入し、それまでの松田ワンマン体制にメスを入れた。
住友銀行は、東洋工業の合理化に成功したとしても単独での生き残りは困難であると考え、開発したREの特許を交渉材料に提携先を探すことにした。しかし、トヨタや三菱自動車との提携を模索するも成就せず、通商産業省も日産に提携を持ち掛けたが、こちらも実現しなかった。松田耕平も独自にゼネラルモーターズ（GM）との交渉に動いていたが、GMはすでにREへの関心を失っていた上にアメリカの独占禁止法上の問題もあったため、この可能性も消えた。
国内自動車会社との提携は困難であると認識した住友銀行は外資との提携に動き、過去の資本提携交渉は決裂したものの、1971年（昭和46年）6月に業務提携を結び、プロシードを OEMとして輸出していたフォードを新たな提携先として選択。1977年（昭和52年）7月、前月に頭取に昇格した磯田は「東洋工業はフォードとの提携強化を望んでおり、その際、住友銀行は主力銀行として支援を惜しまない」との内容のヘンリー・フォード2世会長宛ての親書をしたため、巽外夫に託し交渉を開始した。
こうした中、経営改革に消極的な松田耕平にしびれを切らした住友銀行は、当初より念頭に置いていた社長解任に向けた動きを始め、1977年（昭和52年）12月に出処進退を迫った。同月22日、松田耕平は代表権のない会長に退き、後継には住友銀行の後押しで、コストコントロール部を担当していた専務の山崎芳樹が昇格。これにより3代にわたって57年間続いた松田家による同族経営は終わりを迎えた。山崎は車種ごとに開発や生産、販売を統括する主査室を新設し、経営トップの意向を反映する従来の車づくりから部署を越えて意見を出し合う体制を構築した。
1978年（昭和53年）に入りフォードと東洋工業の接触は頻繁となり、同年12月には東洋工業がフォードにトランスアクスルを供給する交渉がまとまった。翌1979年（昭和54年）11月、アジア太平洋戦略の足がかりとして日本車メーカーとの提携を模索していたフォードと東洋工業・住友銀行の思惑が一致したことで、フォードが東洋工業に25%出資する資本提携が実現した。

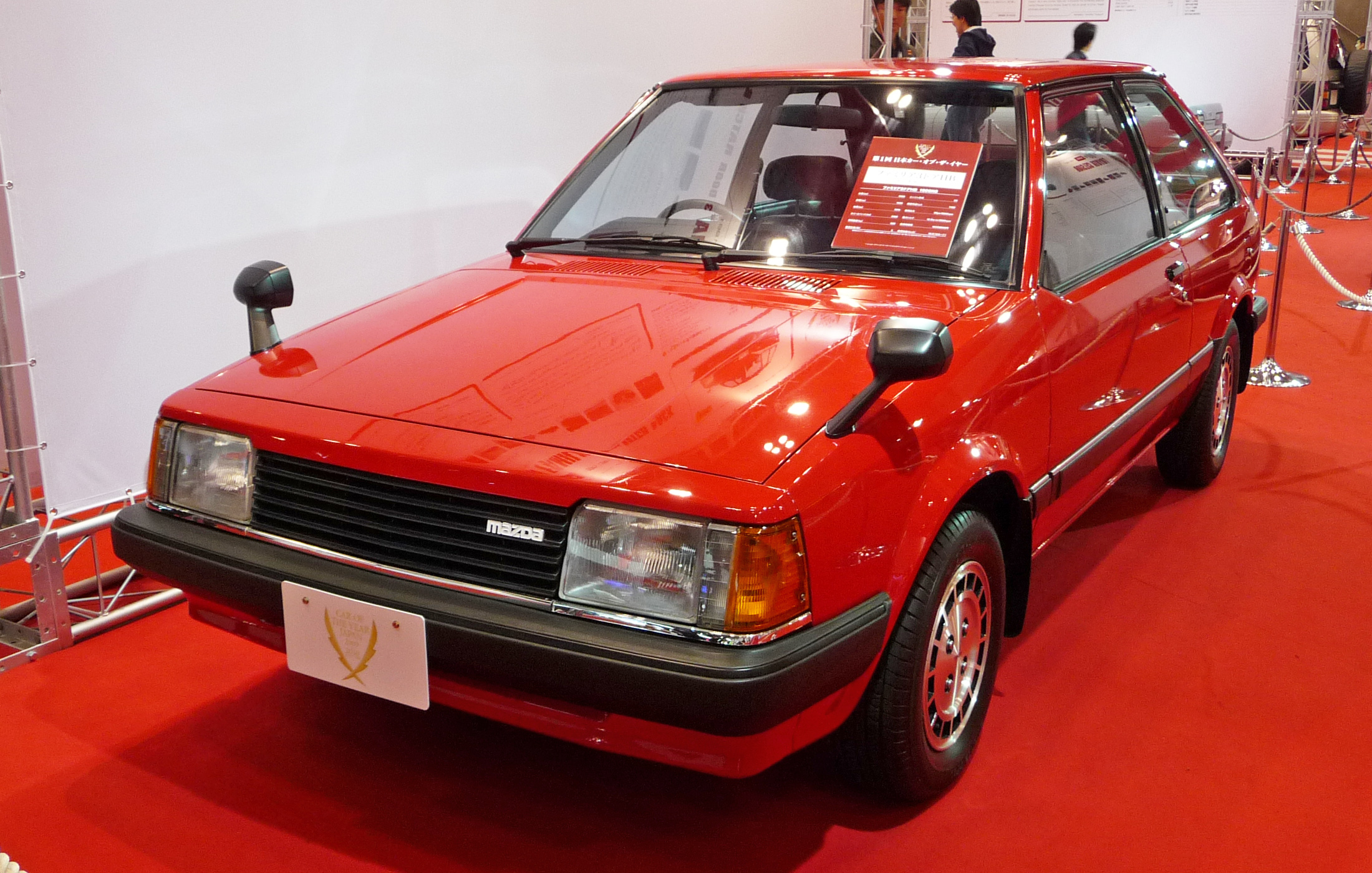
5代目ファミリア（1980年）

住友銀行から派遣された常務の花岡信平の「アメリカでのスポーツカー需要に応えるためにはRE車が必要」との報告を契機にRE搭載の本格スポーツカーの開発が開始され、1978年（昭和53年）3月にサバンナRX-7として発売。日米で大ヒットを記録した。オイルショック以降発売した新型車と社員のディーラー出向制度が効果を発揮したことで販売は回復。1979年（昭和54年）にはトヨタ、日産に次いで生産台数100万台の大台に乗せた。1980年（昭和55年）には主査室制度になってからの最初の商品である5代目ファミリアを発売し、当時の若者らに支持され大ヒットを記録した。
1981年（昭和56年）、東洋工業は新たな卸売会社、オートラマを設立し、マツダが製造するフォードブランド車の国内販売を始めた。オイルショック後に延期が続いていた山口県防府市の完成車工場の建設も再開し、1982年（昭和57年）に操業を開始した。

### 国内販売拡大策の失敗

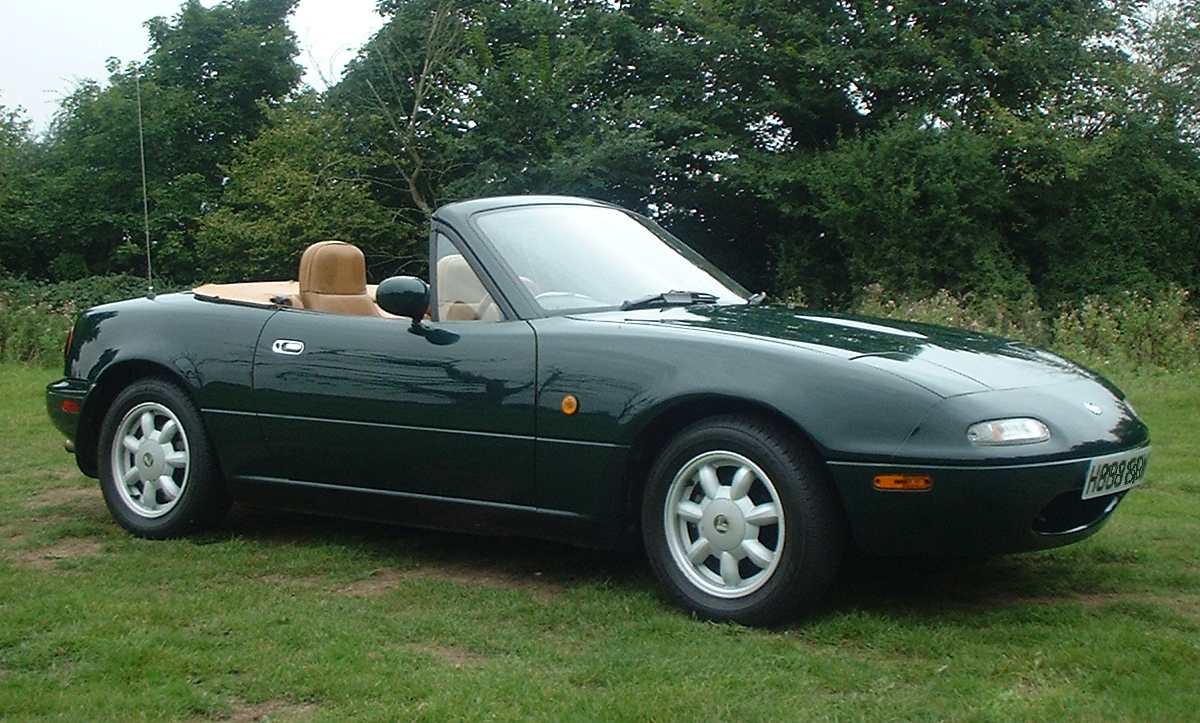
ユーノス・ロードスター（1989年）

1984年（昭和59年）5月、東洋工業は社名をブランド名に合わせマツダ株式会社に改称。同年11月にはロータリーエンジンの生みの親である山本健一が社長に就任し、同時にアメリカへの工場進出を発表した。
1985年（昭和60年）9月、先進5カ国蔵相・中央銀行総裁会議（G5）でプラザ合意が発表されると、1ドル250円だった為替レートは1年後に150円台にまで急騰。自動車を始めとした輸出比率が高い産業を直撃し、とりわけ輸出比率が68 %にも達していたマツダは大きな打撃を受けた。円高は自動車各社の目を一斉に国内市場に向けさせ、特に1987年（昭和62年）に創立50周年を迎えていたトヨタは国内シェア50 %を目指した「T-50作戦」を展開。他社はその影響をまともに受ける格好となり、円高と国内販売競争の激化でマツダの収益は悪化した。
1987年（昭和62年）12月、円高による業績悪化と自身の腰痛を理由に山本は任期途中で会長に退き、後任には2年前に通商産業省からマツダに転じた古田徳昌が就任。会長の山本、社長の古田、住友銀行出身で副社長の和田淑弘の3人が代表権をもつ3頭体制の下、1988年（昭和63年）5月、マツダは1992（平成4）年度を最終年度とする中期経営計画「MI（マツダイノベーション）計画」を開始した。「B-10計画」とよばれる国内販売拡大策をその柱とし、国内販売台数をそれまでの約40万台からシェア10 %にあたる80万台にまで増やすことで、輸出に依存した経営体質を改め、1ドル100円下でも2兆円の売上と1,000億円の経常利益を確保する目標を掲げた。

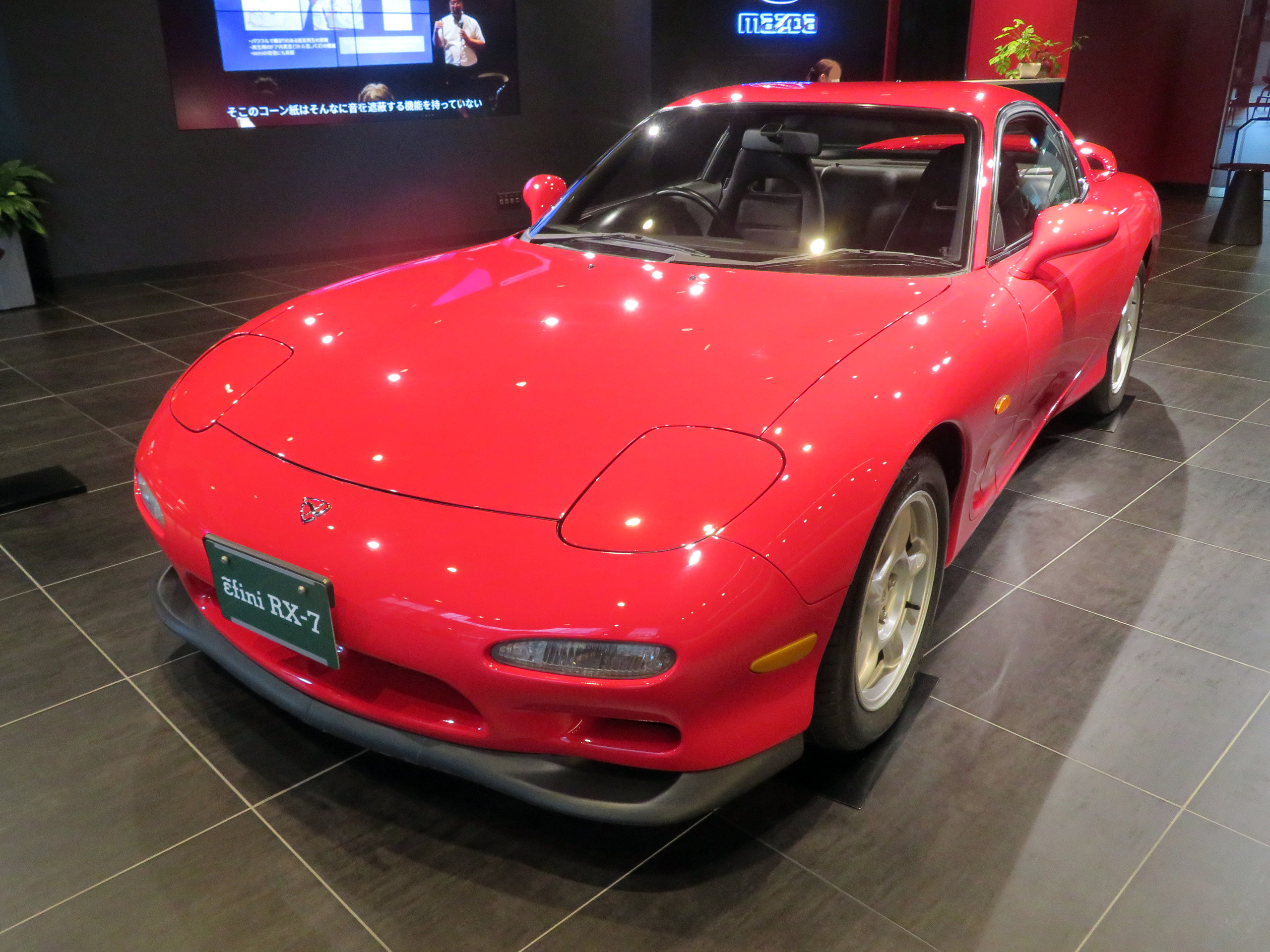
アンフィニ・RX-7（1991年）

「B-10計画」に基づき、マツダは従来の「マツダ」、「マツダオート」、「オートラマ」の3つの販売チャンネルに、新たに「ユーノス」と「オートザム」の2つを加え、トヨタや日産と同等の国内5チャンネル体制を敷いた。3チャンネル体制時に1,500店余りだった店舗数を3,000店近くにまで増やし、600億円を投じて防府第二工場の建設にも取り掛かった。この拡大策はバブル経済期には一定の成果を上げ、1990年（平成2年）には生産台数が140万台にまで達して過去最高を記録、国内販売台数も60万台と最高記録を更新した。1991年（平成3年）には「B-10計画」の後を見据え、「マツダオート」を「アンフィニ」に変更した。
しかしその後、バブル経済が崩壊。それとともに販売台数は急速に減少した。5チャンネル体制はバブル崩壊後すぐにその効果が疑問視されるようになり、長期的にこの体制を維持することが困難であると感じ取った住友銀行は、1991年（平成3年）に同行で取締役を務めた和田淑弘を社長に据えた。マツダは1993（平成5）年度から3年連続して大幅な赤字を計上。1995（平成7）年度の生産台数は77万台とピーク時の1990年（平成2年）からほぼ半減し、国内販売台数もわずか35万台にとどまるという惨憺たる状況に陥った。販売チャンネルと車種を増やしたことで営業や生産にかかる費用が増大し、高コスト体質がマツダを蝕んだ。マツダの名ではなく、チャンネルの名称やシンボルマークを冠した商品の投入を続けたことでブランドも毀損した。拡大策は完全な失敗となった。

### フォード傘下での再建

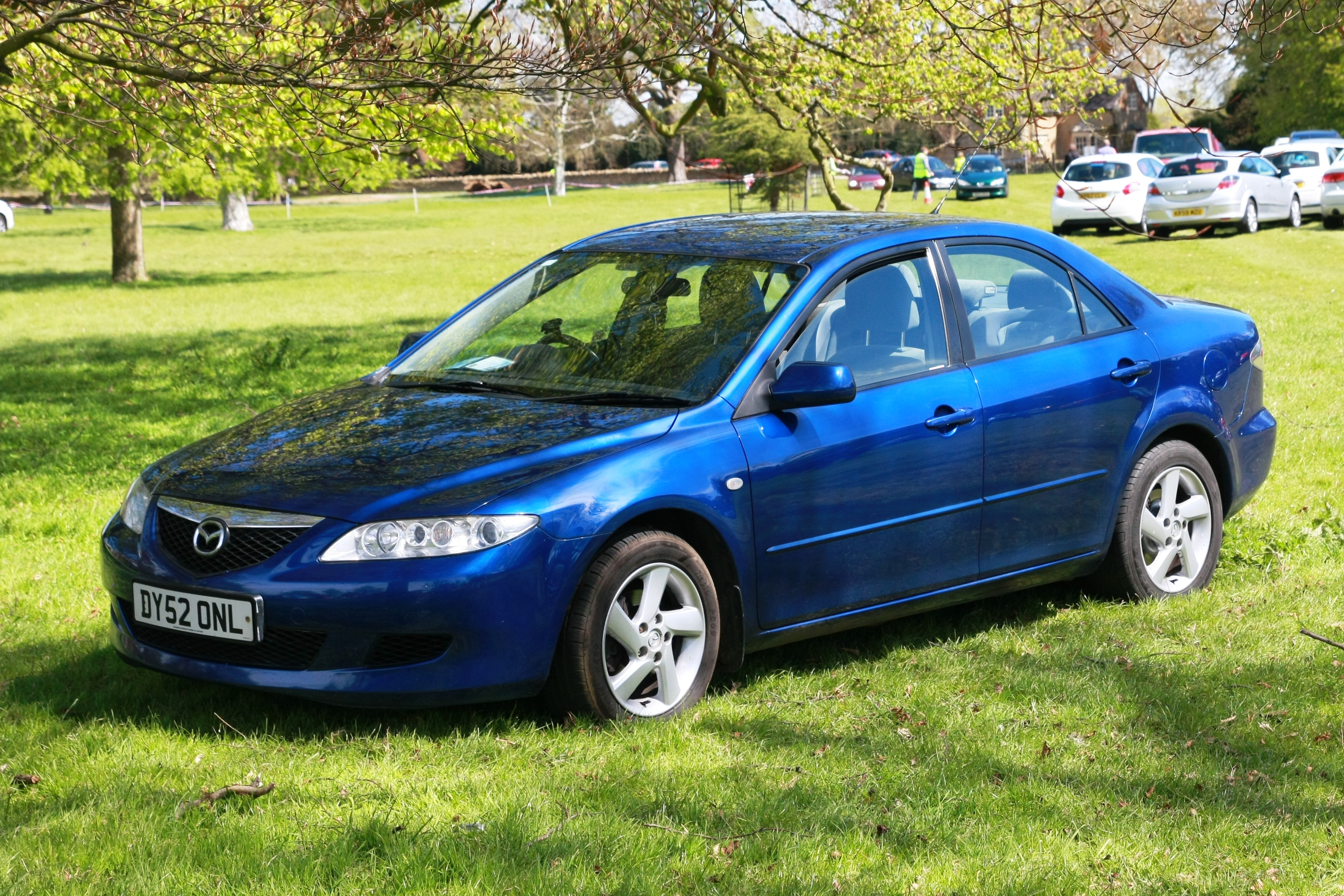
アテンザ（2002年）

住友銀行の巽外夫は、マツダを再び再建させるには銀行主導では限界があり、フォードの世界戦略への編入以外に生き残る術はないと判断した。巽の要請に応じたフォードは、1994年（平成6年）に将来を有望視されている40歳代の4人の社員を顧問としてマツダに派遣。同年6月の株主総会後に4人は役員に就任し、これをもってフォードは実質的にマツダの経営を掌握した。1996年（平成8年）4月、マツダはフォードに対する第三者割当増資を決定。これによりフォードの出資比率は24.5%から33.4%に高まり、マツダは正式にフォード傘下に入ることとなった。合わせてフォードから派遣されていた副社長のヘンリー・ウォレスが社長に昇格し、日本の自動車会社初の外国人社長が誕生した。
ウォレスが社長に就任した1996年（平成8年）頃、マツダの有利子負債は7,000億円を越えていた上、生産台数はピーク時の約半分に落ち込んでいた。財務の専門家であるウォレスら経営陣は、保有株式や不要不急の施設などの資産を売却し、伝統的に資金の面で寛容に扱われてきた開発部門に対しても厳しいコストダウンを要求。増えすぎた車種の整理と販売チャネルの簡素化や、フォード車とのプラットフォームの共通化を発表し、開発や生産、購買までの全業務のデジタル化により経営効率化を図る「マツダデジタルイノベーション」も導入した。1996年（平成8年）には短期間で開発したコンパクトカーのデミオが予想を超えるヒットを記録。翌1997年（平成9年）9月の中間決算では5年ぶりに営業利益が黒字に転じた。
1997年（平成9年）11月、副社長で販売が専門のジェームズ・ミラーが社長に昇格。社長のミラーと技術担当役員のマーティン・リーチの下、ブランドの再興に乗り出し、役員や技術者、海外現地法人との議論を重ねる中で、スポーティさ、走りの良さを全面に打ち出す考えをまとめた。この新たなブランド戦略を遂行するため、すでに進行していた主要車種の開発を白紙に戻し、車種名から内容まで一新したモデルを改めて開発することを決断。このため2000年（平成12年）11月から2002年（平成14年）春までの一年半にわたり、新型車が投入されない異例の時期が生じることになった。
1999年（平成11年）12月、専務で新ブランド戦略策定の中心人物であるマーク・フィールズ（後にフォード社長）が社長に昇格。さらなるコストの見直しを図るため、2000年（平成12年）11月、スペインのフォードの工場でのマツダ車の生産、宇品第2工場の閉鎖、早期退職者募集を柱とする「ミレニアムプラン」を発表。1,800人を募集した早期退職優遇プランには受付開始と同時に申し込みが殺到したため即時に募集が打ち切られる事態となり、最終的に2,210人が会社を去ることとなった。積立不足だった退職給付債務を一括償却した影響もあり、この年には1,552億円の損失を計上した。

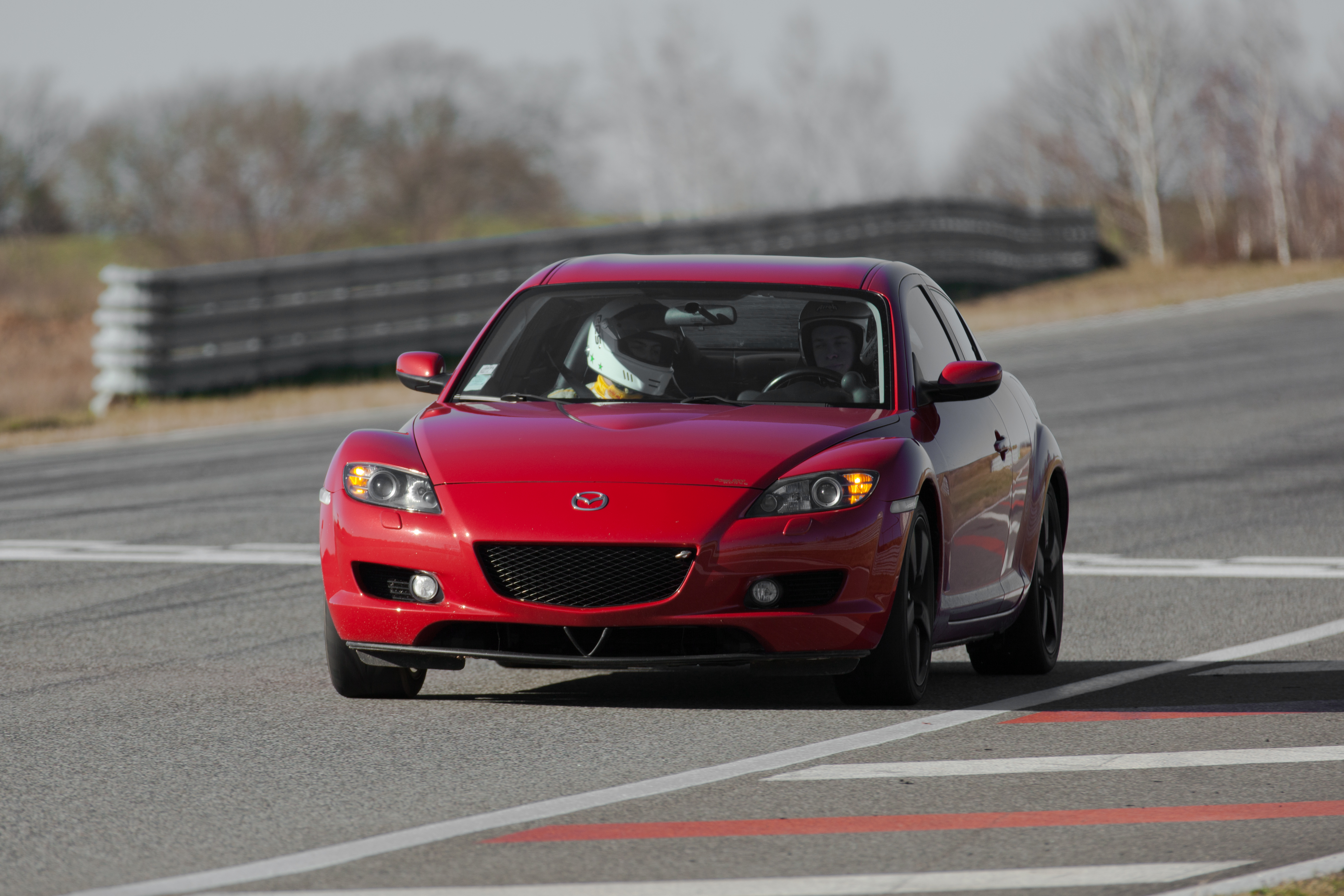
RX-8（2003年）

2001年（平成13年）10月、第35回東京モーターショーにて新ブランドメッセージの「Zoom-Zoom」を打ち出すとともに、新生マツダブランドを体現する商品の第一弾である中型セダンのアテンザと、ロータリーエンジンを搭載したスポーツカーのRX-8を公開。プラットフォームからエンジンまでを一新し、翌2002年（平成14年）5月に発売されたアテンザは国内外で高い支持を受け、生産能力を引き上げるほどのヒット作となった。新生マツダを象徴する主力車種であるアテンザ、デミオ、アクセラといったモデルの投入によって業績は回復。全く新しいマツダブランドの商品を開発する作戦は成功を収めた。
2003年（平成15年）8月、前年6月に社長に就任したルイス・ブースに代わり、井巻久一が社長に就任。日本人社長としては7年ぶり、生え抜き社長としては山本健一以来16年振りのことだった。2007年（平成19年）3月期には営業利益が1,621億円と過去最高を記録した。

### 「モノ造り革新」への挑戦

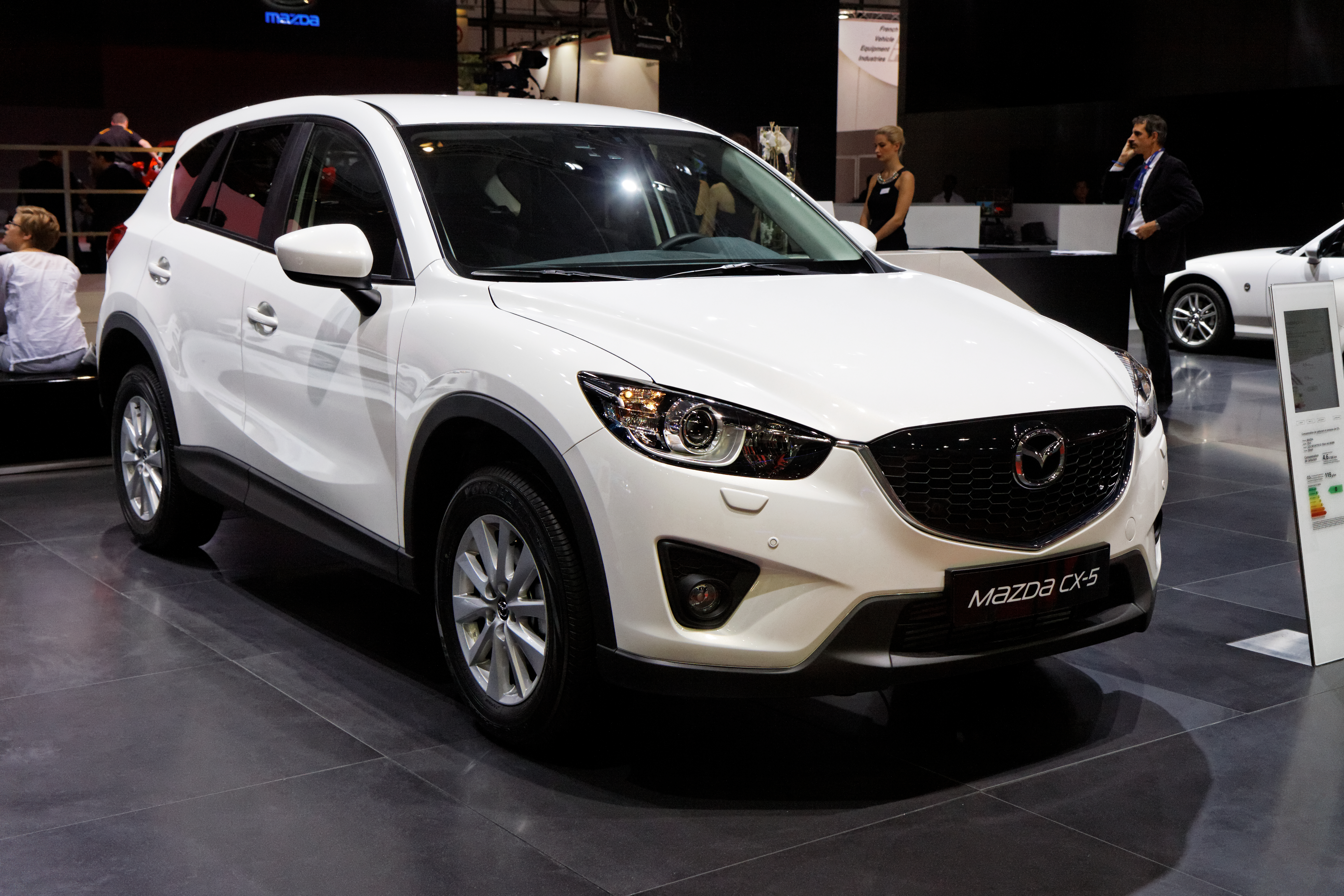
CX-5（2012年）

マツダの業績はフォードの下で回復基調へと転じたが、開発や生産部門の中では、フォードグループの軛から離れ、商品の多様性とコスト低減を両立させる戦略を実行したいとの思いが強まっていた。2005年（平成17年）7月、マツダは好調な業績を背景に長期戦略の策定を始め、10年後の2015年（平成27年）までに全てのマツダ車が世界のベンチマークになるとする目標を設定した。その実現手段として「モノ造り革新」を立案し、開発から生産にいたるまでの全ての業務プロセスを一新する構想をまとめた。
翌2006年（平成18年）末に親会社のフォードに計画の説明に訪れ、否定的な意見に遭いながらも、最終的に黙認に近い形で了承を得るに至った。同時にこれはマツダが失敗してもフォードは手を差し伸べないということを意味し、この時にエンジンの開発方針を分けたことが後の提携解消の契機となった。2007年（平成19年）には技術開発ビジョン「サステイナブル“Zoom-Zoom”宣言」を発表。走る楽しさと環境安全性能の両立を打ち出し、翌2008年（平成20年）6月には2015年（平成27年）までにマツダ車の平均燃費を30%向上させる目標を公表した。
しかしその直後の2008年（平成20年）9月、リーマン・ショックが発生。世界の経済界・産業界は混乱に陥り、自動車産業も深刻な打撃を受けた。経営が悪化したフォードは同年11月に資金調達のため保有するマツダ株の一部を売却したため、出資比率は13%に低下した。これと同時にマツダは副社長の山内孝が社長に昇格する人事を発表し、経営陣をマツダ出身者主体に刷新した。リーマン・ショック後に円相場が急激な円高に振れたことで輸出比率の高いマツダは大きなダメージを受け、2009年（平成21年）3月期には赤字に転落。さらに2011年（平成23年）にかけて東日本大震災やタイの洪水といった事態が続き、最終的にマツダの業績は2012年（平成24年）3月期まで4年連続の赤字に陥った。こうした中、2009年（平成21年）に増資と自社株の売却で933億円、2012年（平成24年）には公募増資と劣後ローンで2,142億円を調達し、研究開発やメキシコ新工場をはじめとする設備投資に必要な資金を捻出した。

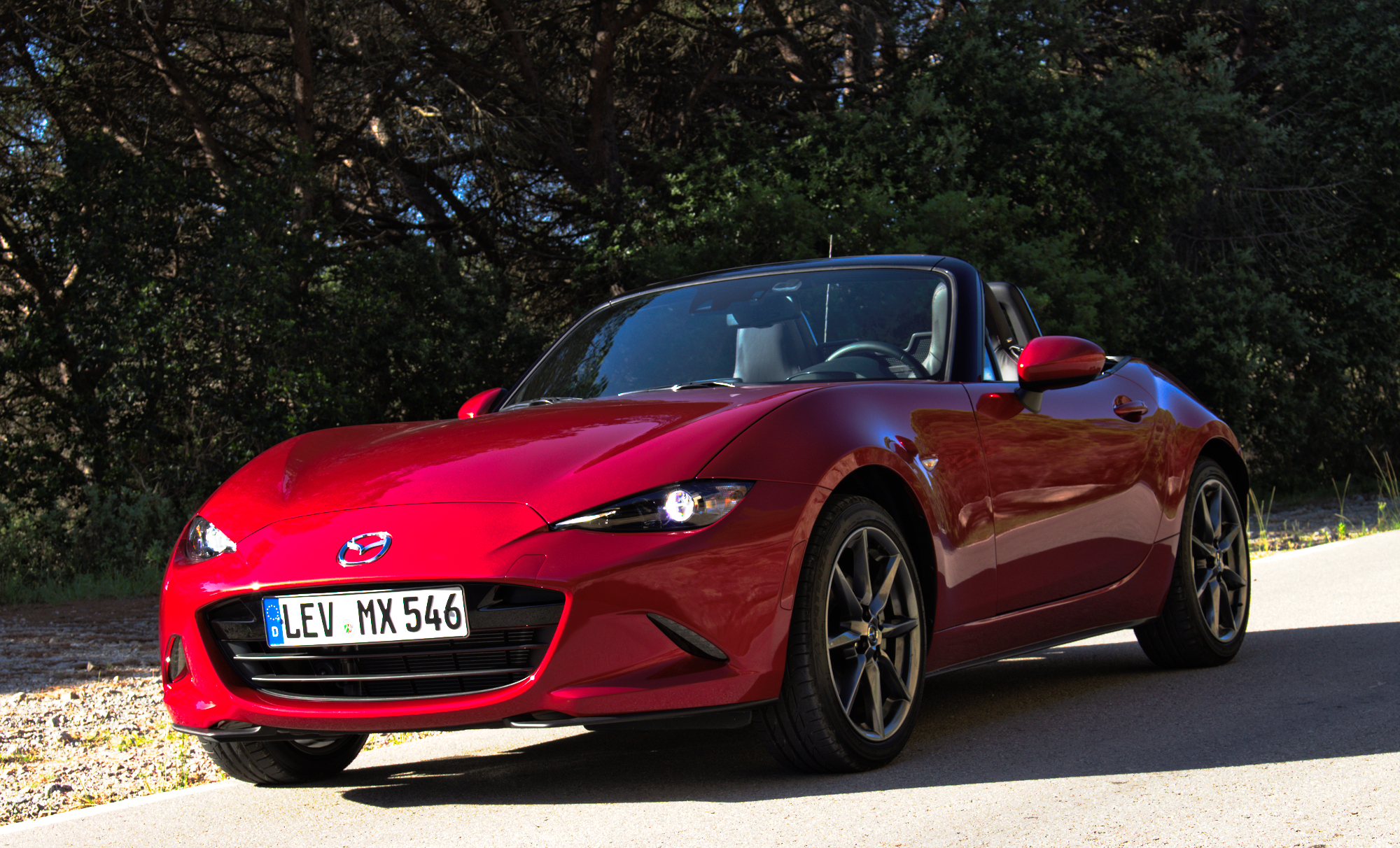
4代目ロードスター（2015年）

2010年（平成22年）10月、マツダは新世代のエンジン、トランスミッション、ボディ、シャシーといった一連の新技術を総称した「スカイアクティブ・テクノロジー」を発表。2011年（平成23年）には新開発したガソリンエンジンのSKYACTIV-Gをデミオに搭載して発売し、他社のハイブリッドカーと同等の燃費性能を実現した。2012年（平成24年）にはスカイアクティブ技術を全面的に採用した車種の第一弾であるCX-5を発売し、ディーゼルエンジンのSKYACTIV-Dを中心に大ヒットを記録。ロシアでも現地企業ソラーズと合弁会社を設立し、CXｰ5の生産を開始。この年にはスカイアクティブ技術を搭載した車種の好調な売れ行きを背景にマツダは黒字に転換した。2013年（平成25年）には専務の小飼雅道が社長に昇格した。
この後もスカイアクティブ技術とデザインテーマ「魂動」を採用した一連の車種は人気を集め、2015年（平成27年）に発売した4代目ロードスターは「世界・カー・オブ・ザ・イヤー」を受賞。合わせて日本車としては初の「ワールド・カー・デザイン・オブ・ザ・イヤー」も獲得し、同賞設立以来初めての2部門同時受賞を果たした。2016年（平成28年）3月期決算では過去最高の営業利益2,267億円を記録し、2018年（平成30年）3月期には販売台数が163万台と5年連続で過去最高を更新した。

### 現在
2015年（平成27年）5月、マツダとトヨタ自動車は提携拡大に向けた検討を開始すると発表した。その一方で、2008年（平成20年）以来段階的にマツダへの出資比率を下げていたフォードは、同年9月末までに保有していたすべてのマツダ株を売却し、これによりフォードとマツダの36年間にわたる資本提携は終了した。2017年（平成29年）8月、トヨタとマツダは互いに500億円ずつ株式を持ち合う資本業務提携で合意し、アメリカでの生産合弁会社の設立、電気自動車に関する共同技術開発といった提携内容を発表した。2018年（平成30年）、副社長の丸本明が社長に昇格した。2022年（令和4年）、ロシアでの生産を終了した。2023年（令和5年）、専務の毛籠勝弘が社長に昇格した。

## 年表
- 1920年（大正9年）

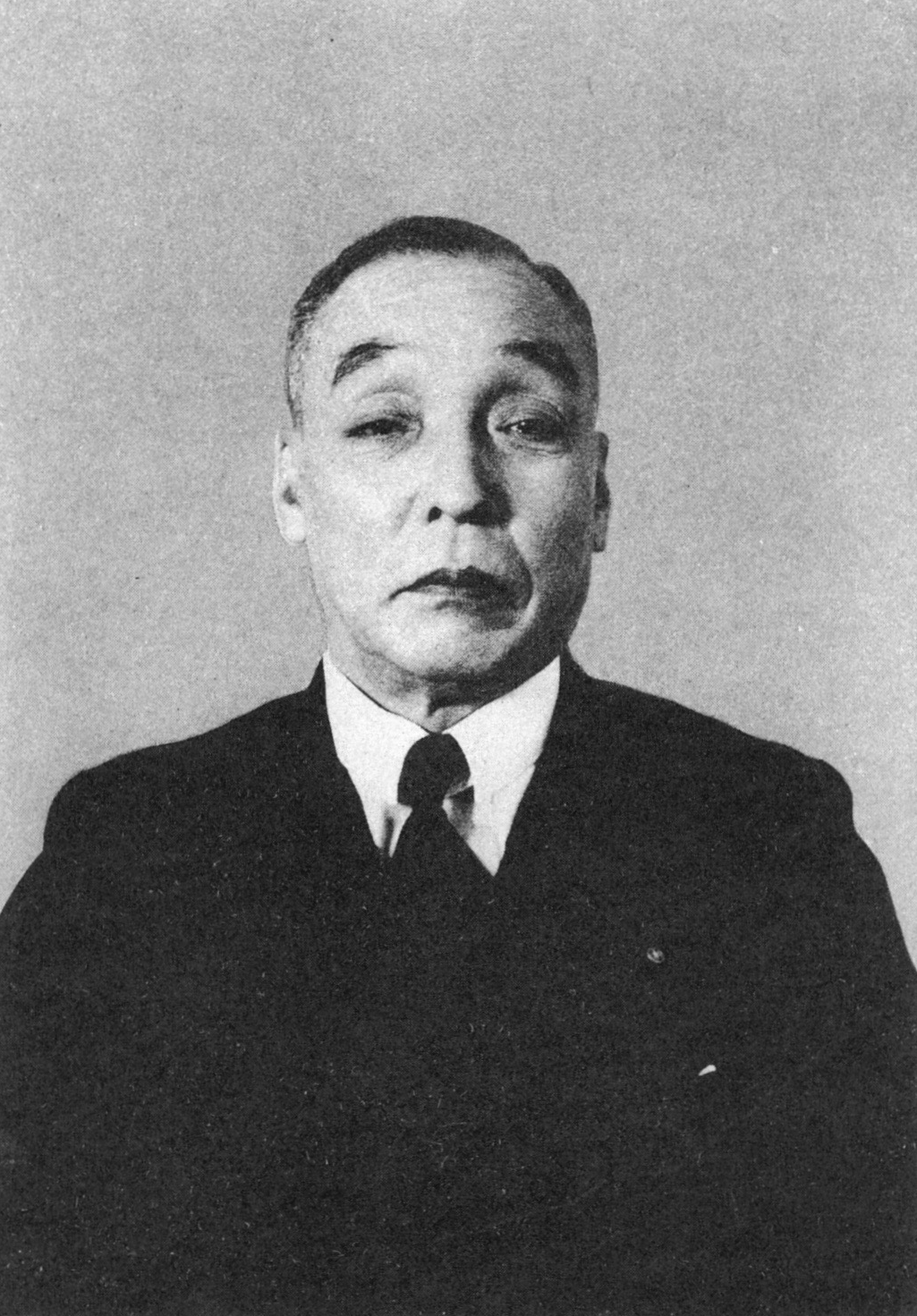
事実上の創業者である松田重次郎。長男がマツダ3代目社長の松田恒次、次男が広島マツダ初代社長の松田宗弥。

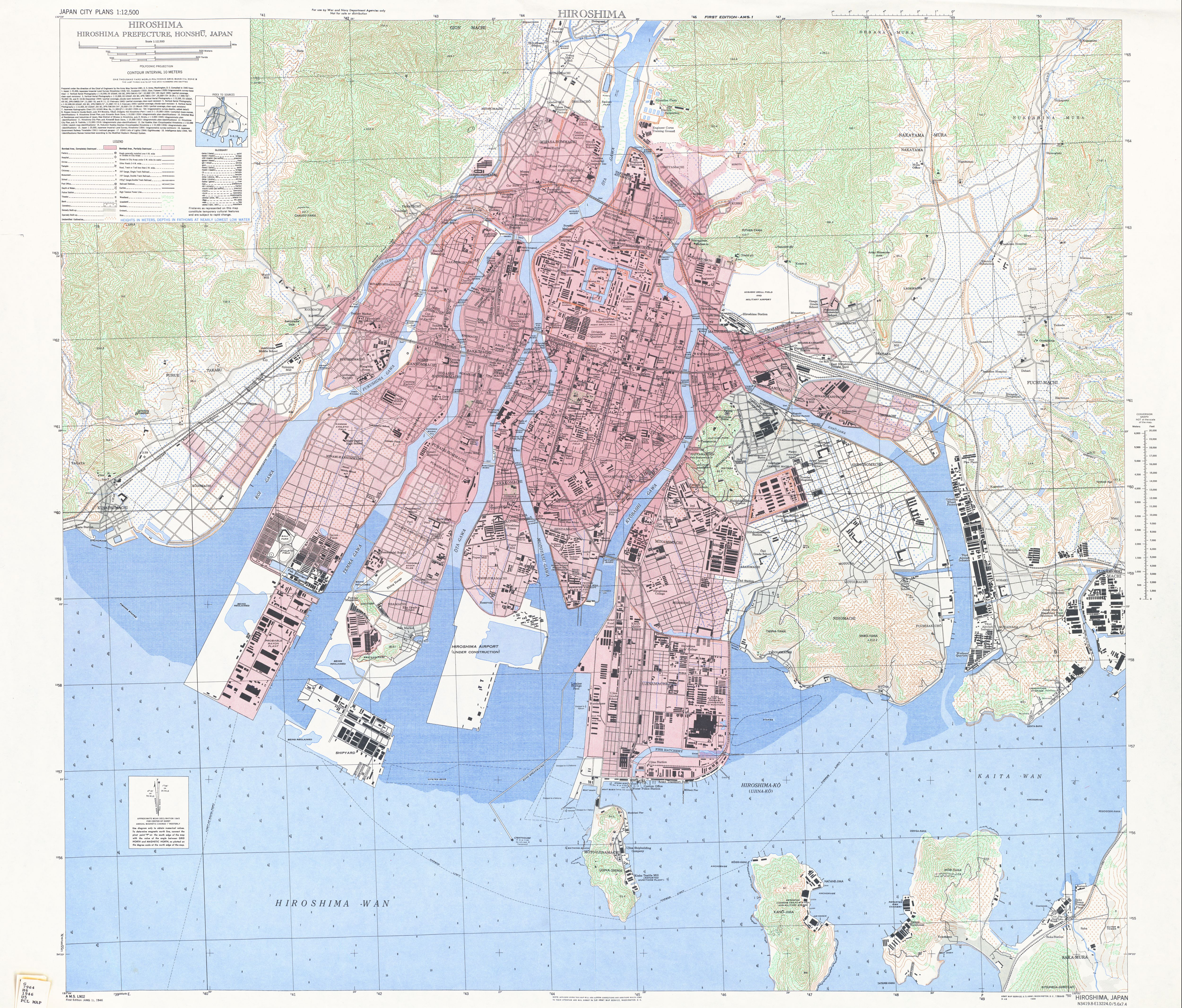
1945年米軍作成の広島市地図。右下猿猴川下流東側が現在の府中本社に当たる。

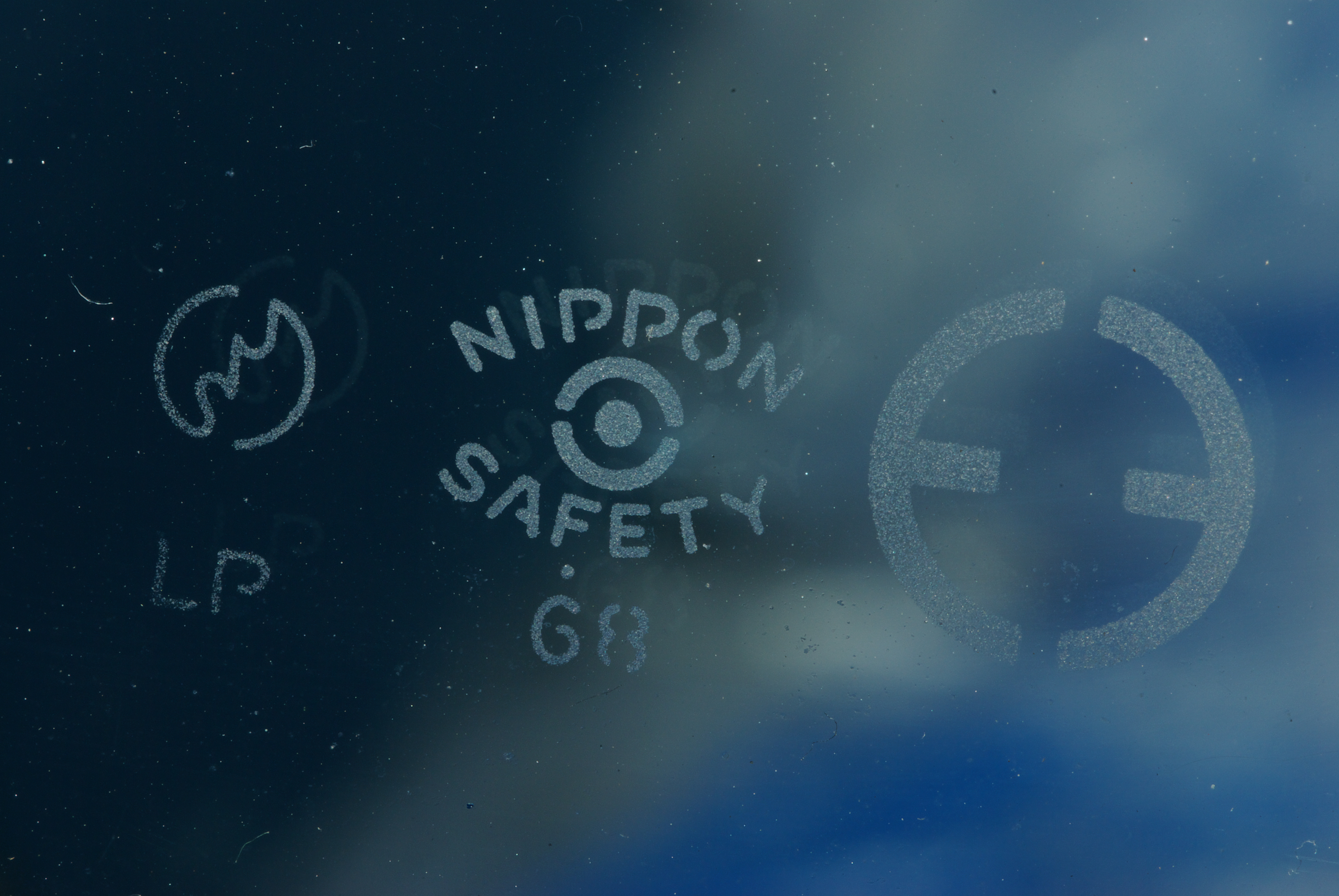
1968年式マツダ・T600のフロントガラスに刻印された当時の東洋工業のロゴマーク（右端）。

  - 1月 - 東洋コルク工業株式会社設立[245]。本社は広島市中島新町10[246]。
  - 2月 - 初代社長に海塚新八が就任[245]。
  - 6月 - 本社および工場を広島市吉島町234-1に移転[246]。
- 1921年（大正10年）3月 - 2代目社長に松田重次郎が就任[245]。
- 1927年（昭和2年）9月 - 商号を東洋工業株式会社に変更[245]。社章は左半分の「ト」・右半分の「ヨ」をあわせ円で囲み内部で漢字の「工」を示しピストンの切断面を表したものとした[247]。
- 1928年（昭和3年）10月 - 広海軍工廠の指定工場となる[246]。
- 1929年（昭和4年）
  - 1月 - 佐世保海軍工廠、呉海軍工廠の指定工場となる[246]。
  - 4月 - 工作機械の制作を開始[245]。
  - 8月 - 海軍省の指定工場となる[246]。
- 1931年（昭和6年）
  - 5月 - 本社を広島県安芸郡府中村字新地6047に移転[246]。
  - 7月 - 三菱商事と三輪トラックに関する販売契約を締結[246]。
  - 10月 - 三輪トラックDA型を発売[245]。
- 1935年（昭和10年）10月 - 削岩機を初出荷[245]。
- 1936年（昭和11年）8月 - 三菱商事と三輪トラックに関する国内の販売契約を解除[246]。
- 1937年（昭和12年）12月 - 三菱商事と三輪トラック輸出に関する販売契約を解除[246]。
- 1938年（昭和13年）1月 - 軍需工業動員法に基づき陸海軍共同管理工場に指定[10][246]。
- 1941年（昭和16年）7月 - 内山コルク工業所（現・内山工業）にコルク事業の売却を決定[246][248]。
- 1943年（昭和18年）10月 - 工作機械工場および鍛造工場が商工省の管理工場に指定[246]。
- 1944年（昭和19年）1月 - 兵器および工作機械部門が陸海軍の軍需会社に指定[246]。
- 1945年（昭和20年）8月 - 広島市への原子爆弾投下に際し、本社施設の一部を広島県に貸与、県庁の全機能が設置される（1946年7月15日迄）[246]。同月、軍需会社指定の取り消しを受ける[246]。
- 1946年（昭和21年）
  - 5月 - 裁判所に建物の一部を貸与[246]。
  - 8月 - 会社経理応急措置法に基づき特別経理会社に指定される[246]。同月、工作機械部門が賠償工場に指定[246]。
  - 12月 - 民間兵器工場部門が賠償工場に指定[246]。
- 1948年（昭和23年）7月 - 企業再建整備計画に基づき新旧勘定の整備を完了、特別経理会社指定の解除[246]。
- 1949年（昭和24年）5月 - 東京証券取引所に株式を上場[249]。
- 1950年（昭和25年）6月 - 初の小型四輪トラックCA型発売[246]。
- 1951年（昭和26年）12月 - 3代目社長に松田重次郎の子である松田恒次が就任[245]。
- 1952年（昭和27年）4月 - 工場の賠償指定解除[246]。
- 1957年（昭和32年）1月 - 生産累計20万台達成[250]。
- 1958年（昭和33年） - 大智浩デザインによるローマ字小文字の「m」をモチーフとしたロゴマークを制定[251]。
- 1960年（昭和35年）5月 - 初の量産型乗用車となるマツダ・R360クーペ発売[250]。
- 1961年（昭和36年）
  - 2月 - NSUおよびバンケル社とロータリーエンジンについて技術提携[250]。
  - 3月 - 韓国向けノックダウン輸出を開始[250]。
- 1962年（昭和37年）3月 - ベルトーネと乗用車設計について技術提携[252]。
- 1963年（昭和38年）
  - 1月 - 南アフリカ向けノックダウン輸出を開始[252]。
  - 3月 - 生産累計100万台達成[252]。
- 1965年（昭和40年）
  - 1月 - パーキンス（英語版）とディーゼルエンジン製造に関する技術提携[246]。
  - 5月 - 三次自動車試験場完成[252]。
  - 10月 - 東洋大橋開通[246]。
- 1966年（昭和41年）11月 - 宇品乗用車専門工場が完成[246]。
- 1967年（昭和42年）
  - 3月 - ヨーロッパに本格輸出を開始[253]。
  - 5月 - 初のロータリーエンジン搭載車コスモスポーツ発売[253]。
- 1969年（昭和44年）1月 - 生産累計300万台達成[253]。
- 1970年（昭和45年）
  - 1月 - 東洋工業・日産自動車・フォードとの合弁で「日本自動変速機株式会社」（現・ジヤトコ）を設立[254][253]。
  - 4月 - 対米輸出を開始[10]。
  - 11月 - 松田恒次社長の死去に伴い、4代目社長に恒次の子である松田耕平が就任[255]。
- 1971年（昭和46年）2月 - MMA（マツダモーターオブアメリカ）を設立[255]。
- 1972年（昭和47年）
  - 11月 - 宇品第2工場完成[255]。
  - 12月 - 生産累計500万台達成[255]。
- 1974年（昭和49年）1月 - フィリピンで現地組立を開始[255]。
- 1975年（昭和50年）1月 - コーポレートマークを制定（同年4月発売のロードペーサーより使用開始）、レイ吉村がデザインを担当しコーポレートカラー「マツダブルー」を制定[256]。同月、タイで現地組立を開始[255]。
- 1977年（昭和52年）12月 - 5代目社長に山崎芳樹が就任し、松田耕平は取締役会長に退く[255]。これにより同族経営は終焉した。
- 1978年（昭和53年）1月 - ロータリーエンジン車生産累計100万台達成[255]。
- 1979年（昭和54年）
  - 6月 - 生産累計1,000万台達成[255]。
  - 11月 - フォードが株式の24.5%を取得し資本提携[255]。
- 1981年（昭和56年）12月 - オートラマ設立[255]。
- 1983年（昭和58年）
  - 4月 - コロンビアで現地生産を開始[255]。
  - 7月 - マツダスピードを設立[255]。
  - 9月 - 起亜自動車へ資本参加[255]。
- 1984年（昭和59年）
  - 5月 - 商号をマツダ株式会社に変更[255]。
  - 10月 - マツダ財団を設立[255]。
  - 11月 - 6代目社長に山本健一が就任[255]。
- 1985年（昭和60年）
  - 1月 - 米国生産会社MMUCを設立[257]。
  - 8月 - 乗用車生産累計1,000万台達成[257]。
- 1986年（昭和61年）4月 - ロータリーエンジン車生産累計150万台達成[257]。
- 1987年（昭和62年）
  - 4月 - 生産累計2,000万台達成[257]。
  - 6月 - 技術研究所横浜研究所を開設[257]。
  - 12月 - スズキと軽自動車における生産協力を発表[257]。同月、7代目社長に古田徳昌が就任[257]。
- 1988年（昭和63年）
  - 5月 - 経営計画「マツダ・イノベーション計画」を開始[257]。同月、アメリカのアーバインに研究開発拠点「マツダR&Dセンター・アーバイン」を設立[11]。
  - 10月 - ヨーロッパに販売会社MMEを設立[257]。
- 1989年（平成元年）
  - 2月、マツダアステック、トーヨーエイテックを設立[257]。
  - 5月 - ユーノス、オートザムを設立[257]。
  - 7月 - シトロエンの輸入を開始[257]。
  - 11月 - 北海道剣淵耐寒自動車試験場を開設[257]。
- 1990年（平成2年）
  - 4月 - M2を設立[257]。
  - 5月 - 欧州に研究開発拠点MREを設立[258]。
  - 12月 - 生産累計2,500万台を達成[257]。
- 1991年（平成3年）
  - 6月 - 第59回ル・マン24時間レースでマツダ787Bが総合優勝[259]。
  - 11月 - マツダオート店をアンフィニ店に名称変更[257]。
  - 12月 - 8代目社長に和田淑弘が就任[257]。
- 1992年（平成4年）
  - 2月 - 防府第2工場操業開始[257]。
  - 6月 - 米国生産会社MMUCの社名をオートアライアンスインターナショナル（AAI）に改称し、フォードとの合弁企業化[257]。
  - 7月 - オートラマへの出資比率をフォードと均等化[257]。
- 1993年（平成5年）12月 - フォードとの新戦略的協力関係構築を発表[257]。
- 1995年（平成7年）
  - 4月 - 生産累計3,000万台を達成[257]。
  - 11月 - タイにフォードと合弁でオートアライアンスタイランド（AAT）（英語版）を設立[258]。
- 1996年（平成8年）
  - 4月 - アンフィニ店をマツダアンフィニ店に名称変更、ユーノス店をマツダアンフィニ店またはマツダ店に統合[260]。
  - 5月 - フォードが出資比率を33.4%に引き上げ[260]。
  - 6月、9代目社長にフォード出身のヘンリーD. G. ウォレスが就任[260]。
- 1997年（平成9年）
  - 6月 - 新ブランドシンボルを制定[260]（同年8月発売の7代目カペラより使用開始）。
  - 10月 - 北米事業を統合[260]。
  - 11月 - 10代目社長にジェームズ・E・ミラーが就任[260]。
- 1998年（平成10年）
  - 1月 - 社章を変更[260]。
  - 5月 - タイ・AAT社で量産を開始[258]。
- 1999年（平成11年）
  - 6月 - 三菱自動車と小型商用車のOEM供給で合意[260]（のち2011年9月を以ってOEM供給解消）。
  - 8月 - 保有するジヤトコの全株式を日産自動車に売却[261]。
  - 11月 - フォードと新型エンジンシリーズの共同開発及び分業生産を発表[260]。
  - 12月 - 11代目社長に マーク・フィールズ （英語版）が就任[260]。
- 2000年（平成12年）
  - 7月 - ロードスターが生産台数世界一でギネス世界記録に認定[260]。
  - 11月 - 中期経営計画「ミレニアムプラン」を発表[260]。
- 2001年（平成13年）9月 - 宇品第2工場を閉鎖[260]。
- 2002年（平成14年）
  - 4月 - 新ブランドメッセージ「Zoom-Zoom」を展開[260]。（現在[いつ?]も展開中）
  - 6月 - 12代目社長兼CEOに ルイス・ブース （英語版）が就任[260]
  - 9月 - マツダアステックをサンドビックに営業譲渡[260]。
- 2003年（平成15年）
  - 7月 - いすゞ自動車と小型トラックのOEM供給で合意[260]。
  - 8月 - 13代目社長兼CEOに井巻久一が就任[260]。同月、大阪・名古屋・福岡・札幌の4証券取引所での上場廃止を発表[262]。
- 2004年（平成16年）
  - 4月 - 本社第1工場での生産を終了[260]。
  - 5月 - 宇品第2工場を再稼働[260]。
- 2005年（平成17年）
  - 3月 - 中国に統括会社を設立[260]。
  - 8月 - 中国技術支援センターを開設[260]。
  - 9月 - マツダ、フォード、長安汽車の合弁で南京にエンジン生産会社を設立[260]。
- 2006年（平成18年）5月 - 美祢自動車試験場（旧・MINEサーキット）を開所[263]。
- 2007年（平成19年）
  - 3月 - 中期計画「マツダ アドバンスメントプラン」および技術開発の長期ビジョン「サステイナブル“Zoom-Zoom”宣言」を策定[263]。
  - 7月 - 国内生産累計4,000万台を達成[264]。
- 2008年（平成20年）11月 - 14代目社長兼CEOに山内孝が就任[263]。フォードが株式を13%残して売却[265]。
- 2010年（平成22年）
  - 3月 - トヨタ自動車とハイブリッドシステムの技術供与に合意[266]。
  - 10月 - 次世代技術「SKYACTIV」を発表[266]。
  - 11月 - フォードが株式を3.5%残して売却[267]。
- 2011年（平成23年）
  - 6月 - 北米生産からの撤退を発表[268]。同月、メキシコに車両組立およびエンジン組立工場建設を決定[269]。
- 2012年（平成24年）
  - 2月 - 中期計画「構造改革プラン」を発表[270]。
  - 11月 - トヨタとメキシコ工場における北米向けトヨタ車の生産について合意[266]。
  - 10月 - ロシア工場の操業開始[271]。
- 2013年（平成25年）
  - 3月 - フィアットとオープン2シータースポーツカーにおける事業契約を締結[272]。
  - 6月 - 15代目社長兼CEOに小飼雅道が就任[273]。
  - 8月 - 防府工場の生産累計台数1,000万台を達成[274]。
- 2014年（平成26年）
  - 1月 - メキシコ工場操業開始[275]。
  - 4月 - コロンビア生産から撤退[276]。
- 2015年（平成27年）
  - 1月 - タイのパワートレイン工場が操業開始[277]。
  - 4月 - 中期計画「構造改革ステージ2」を発表[278]。
  - 5月 - トヨタ自動車と中長期的な業務提携に向けて基本合意[20]。
  - 9月 - フォードがマツダの全株式を売却し資本関係を解消[279]。
- 2016年（平成28年）7月 - いすゞ自動車から次世代ピックアップトラックをOEM調達することで基本合意[280]。
- 2017年（平成29年）
  - 8月 - トヨタ自動車と業務資本提携することを発表[22]。同月、技術開発の長期ビジョン「サステイナブル Zoom-Zoom宣言 2030」を発表[281]。
  - 9月 - トヨタ自動車・デンソーと電気自動車の共同技術開発契約を締結し、合弁会社「EV C.A. Spirit」を設立[282]。
- 2018年（平成30年）
  - 3月 - トヨタ自動車と米国完成車生産を行う合弁会社「Mazda Toyota Manufacturing, U.S.A., Inc.」を設立[283]。
  - 5月 - 国内生産累計5,000万台を達成[284]。
  - 6月 - 16代目社長兼CEOに丸本明が就任[285]。
  - 7月 - 西日本豪雨の発生、従業員の通勤時の安全を確保するために広島県本社工場と山口県防府工場の操業を7月8日から4日間停止、再開後も9月まで生産量の調整が行われた[286]。
- 2019年（平成31年・令和元年）
  - 1月 - フォードが保有する「長安フォードマツダエンジン有限公司」の全株式を取得し、社名を「長安マツダエンジン有限公司」に変更[287]。
  - 5月 - 「中期経営方針」を発表[288]。
  - 6月 - MONET Technologiesと資本業務提携することを発表[289]。
  - 11月 - 「中期経営計画」を発表[290]。
  - 12月 - 東京本社を日比谷U-1ビルから霞が関ビル25階に移転[291]。
- 2020年（令和2年）
  - 3月 - 新型コロナウイルスの感染拡大に伴う生産量調整のため、本社工場と山口県防府工場、メキシコ、タイの工場の操業を一時停止した[292]。
  - 11月 - メキシコ工場について、住友商事が保有する全株式を取得することで合意し、単独出資に変更すると発表[293]。
- 2021年（令和3年）8月 - 中国での合弁体制を再編することを発表[294]。
- 2022年（令和4年）
  - 4月 - 東京証券取引所の市場区分の再編に伴い、「東証1部」から「プライム市場」に移行[295]。
  - 11月10日- ロシアでの生産事業からの撤退を正式発表した[296]。合弁先のソラーズに売却する。
- 2023年（令和5年）6月 - 17代目社長兼CEOに毛籠勝弘が就任[243][244]。
- 2024年（令和6年）
  - 2月16日 -　新たな価値創造に挑戦する仲間づくりの場として東京六本木に「マツダイノベーションスペース東京」を開設[297]。

## 経営者
マツダの歴代社長・会長は以下の通り。

### 歴代社長
|      | 氏名                                                     | 在任期間                | 備考                             |
| ---- | -------------------------------------------------------- | ----------------------- | -------------------------------- |
| 初代 | 海塚新八                                                 | 1920年02月 - 1921年03月 |                                  |
| 2代  | 松田重次郎                                               | 1921年03月 - 1951年12月 |                                  |
| 3代  | 松田恒次                                                 | 1951年12月 - 1970年11月 |                                  |
| 4代  | 松田耕平                                                 | 1970年11月 - 1977年12月 |                                  |
| 5代  | 山崎芳樹                                                 | 1977年12月 - 1984年11月 |                                  |
| 6代  | 山本健一                                                 | 1984年11月 - 1987年12月 |                                  |
| 7代  | 古田徳昌                                                 | 1987年12月 - 1991年12月 | 通商産業省（現・経済産業省）出身 |
| 8代  | 和田淑弘                                                 | 1991年12月 - 1996年06月 | 住友銀行（現・三井住友銀行）出身 |
| 9代  | ヘンリー・ディー・ジー・ウォレス （Henry D. G. Wallace） | 1996年06月 - 1997年11月 | フォード・モーター出身           |
| 10代 | ジェームズ・イー・ミラー （James E. Miller）             | 1997年11月 - 1999年12月 | フォード・モーター出身           |
| 11代 | マーク・フィールズ （Mark Fields）                       | 1999年12月 - 2002年06月 | フォード・モーター出身           |
| 12代 | ルイス・ブース （Lewis Booth）                           | 2002年06月 - 2003年08月 | フォード・モーター出身           |
| 13代 | 井巻久一                                                 | 2003年08月 - 2008年11月 |                                  |
| 14代 | 山内孝                                                   | 2008年11月 - 2013年06月 |                                  |
| 15代 | 小飼雅道                                                 | 2013年06月 - 2018年06月 |                                  |
| 16代 | 丸本明                                                   | 2018年06月 - 2023年06月 |                                  |
| 17代 | 毛籠勝弘                                                 | 2023年06月 - 現職       |                                  |

### 歴代会長
|      | 氏名       | 在任期間                | 備考                             |
| ---- | ---------- | ----------------------- | -------------------------------- |
| 初代 | 松田重次郎 | 1951年12月 - 1952年03月 |                                  |
| 2代  | 松田耕平   | 1977年12月 - 1980年01月 |                                  |
| 3代  | 岩澤正二   | 1980年01月 - 1984年11月 | 住友銀行（現・三井住友銀行）出身 |
| 4代  | 渡辺守之   | 1984年11月 - 1987年12月 |                                  |
| 5代  | 山本健一   | 1987年12月 - 1992年12月 |                                  |
| 6代  | 古田徳昌   | 1992年12月 - 1996年06月 |                                  |
| 7代  | 和田淑弘   | 1996年06月 - 1997年06月 |                                  |
| 8代  | 竹林守     | 1997年06月 - 2000年06月 |                                  |
| 9代  | 渡辺一秀   | 2000年06月 - 2006年06月 |                                  |
| 10代 | 井巻久一   | 2006年06月 - 2010年06月 |                                  |
| 11代 | 山内孝     | 2010年06月 - 2014年06月 |                                  |
| 12代 | 金井誠太   | 2014年06月 - 2018年06月 |                                  |
| 13代 | 小飼雅道   | 2018年06月 - 2021年06月 |                                  |
| 14代 | 菖蒲田清孝 | 2021年06月 - 現職       |                                  |

## 技術・開発思想

### ロータリーエンジン

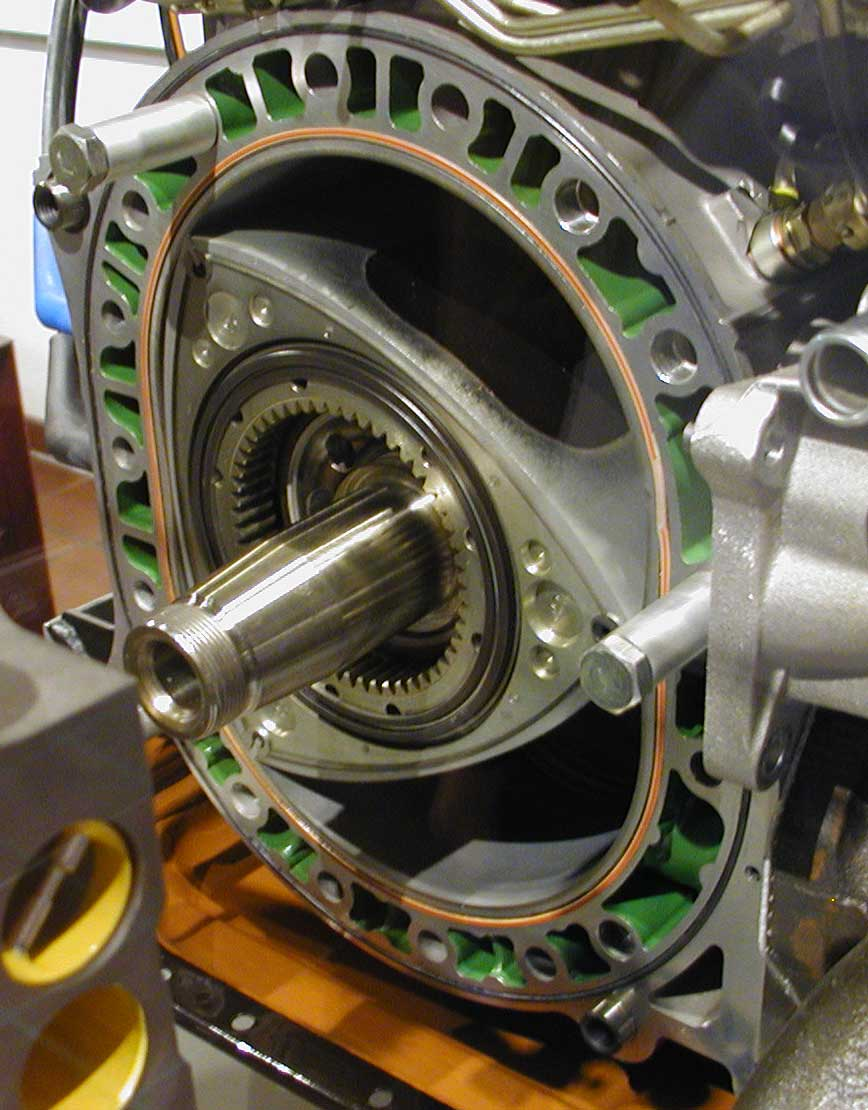
ロータリーエンジン（13B型）

マツダはロータリーエンジンの量産化に成功したメーカーであったが、2012年6月にRX-8の生産完了後は、ロータリーエンジン搭載車の生産から遠ざかっている。
2013年には、新型ロータリーエンジンを発電機（レンジエクステンダー）として搭載した電気自動車の試作車「マツダ RE レンジエクステンダー」を公開。
2015年10月には、次世代ロータリーエンジン「SKYACTIV-R」を搭載したコンセプトカーRX-VISIONを発表した。
2018年1月にトヨタ自動車が発表したMaaS専用電気自動車のコンセプトカー「e-Palette Concept」では、市販化に向けてマツダが技術パートナーとして参加し、ロータリーエンジンがレンジエクステンダーとして採用される予定であることが発表された。

### スカイアクティブ・テクノロジー
2011年、自動車を構成する諸要素の全てを刷新し、SKYACTIV TECHNOLOGYとして発表した。SKYACTIV TECHNOLOGYを全面的に搭載した車両は、この取り組みと並行的に進められてきた生産分野の改革「モノ作り革新」により、1ドル77円でも日本国内から輸出して全ての地域で利益を生み出せるコスト競争力を持つ。
SKYACTIV TECHNOLOGYの開発には「モデルベース開発」と呼ばれる手法が用いられており、この手法を用いた開発力については業界随一と他社から評されている。
2017年8月、圧縮着火による燃焼方式を世界で初めて実用化したガソリンエンジン「SKYACTIV-X」を発表、2019年11月にMAZDA3に搭載されて発売された。

### デザイン

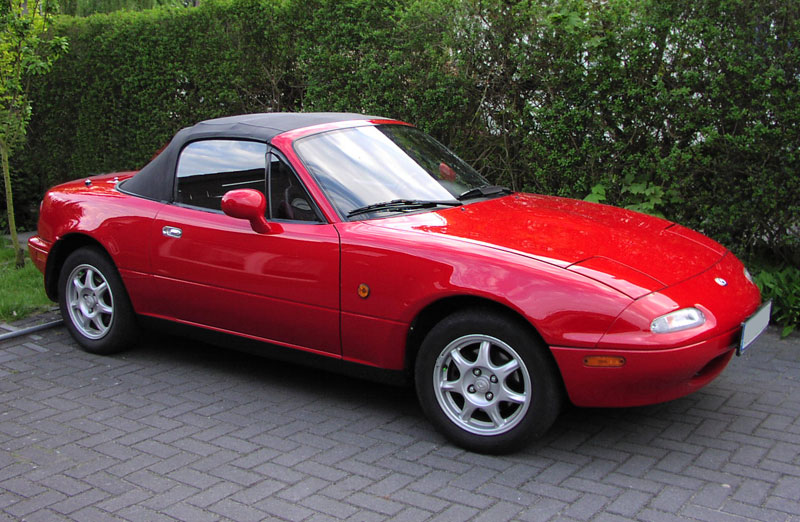
ロードスター（NA型・1989年）

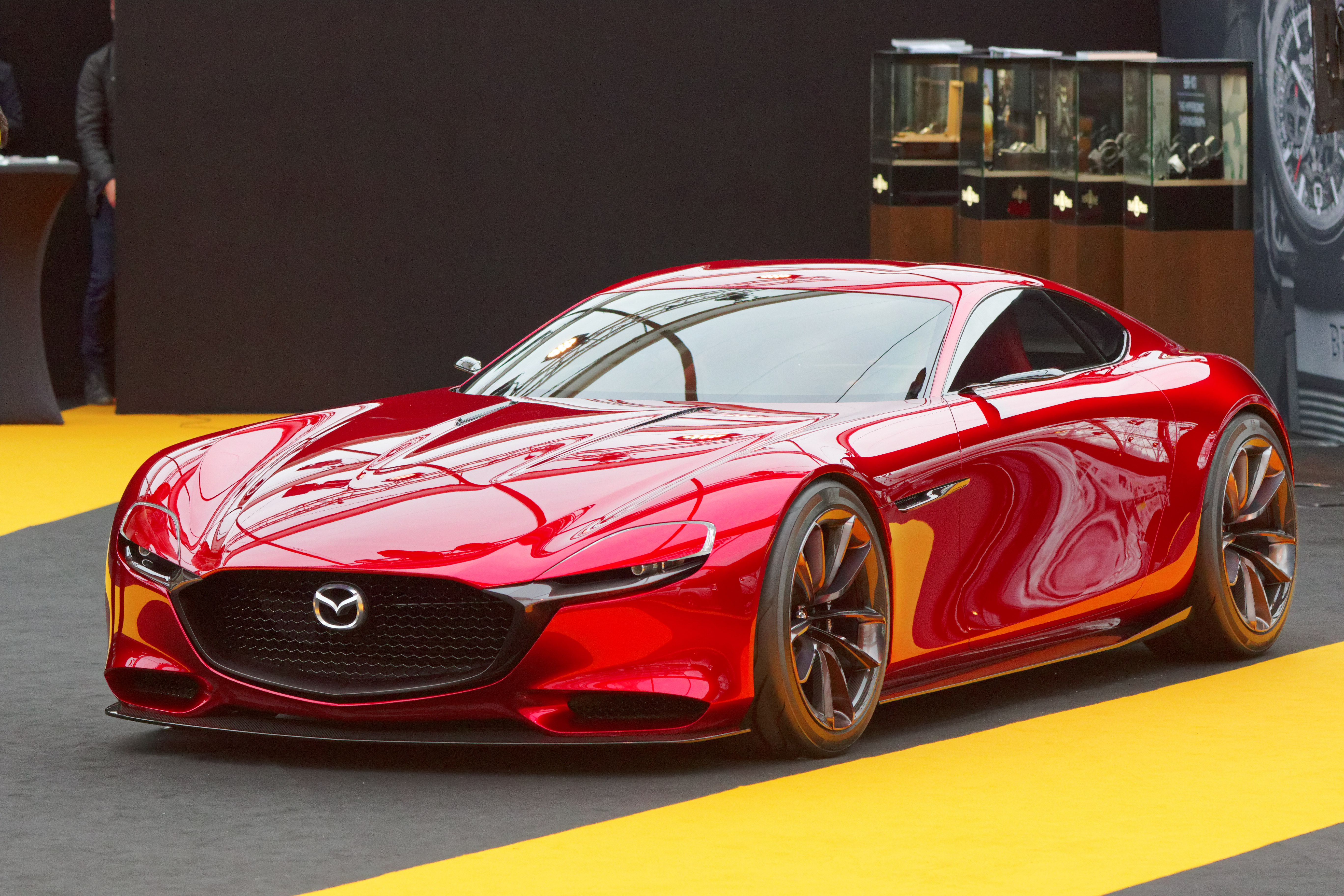
RX-VISION（2015年）

マツダは日本の自動車メーカーでも、工業デザインへの意識を早い時期に持った草分けである。1940年代末期に工業デザイナーの小杉二郎の助言を受けるようになり、1950年以降のオート三輪では、もともとプレスパーツを用いて直線的だったバーハンドルデザインを発展させる形で、オート三輪の風防ノーズ部を鋭角的に仕上げるスタイリングを採用した。続いて1955年以降はノーズの角をえぐる形で2眼ヘッドライトを配置する精悍な形態を導入、オート三輪デザインの基調とした。小杉の指導の下、自社デザイナーの手で仕上げられた軽三輪トラックのK360や軽四輪乗用車のR360クーペ（1960年）等までモチーフは引き継がれている。
また、1963年発売の初代ファミリアではシボレー・コルベア風のウエストベルトデザインを取り入れ、1966年発売の初代ルーチェでは、イタリアのベルトーネによるスタイリングを採用するなど、古くから旺盛なデザイン志向を発揮していた。
1980年代後半から1990年代前半に、デザイン本部長である福田成徳の指揮の下、「ときめきのデザイン」をテーマにボディの光と影をコントロールする造形を追求した。1989年に発表した初代ロードスターのリアコンビネーションランプは、そのデザイン性と機能性の両立が評価され、ニューヨーク近代美術館に展示・永久収蔵されている。1991年に発表した3代目RX-7は、2008年にイギリスのデイリー・テレグラフ紙が選ぶ「最も美しい車100選」の61位に選出された。また、1991年に発表したユーノス500のデザインは、イタリアのジョルジェット・ジウジアーロに絶賛されたと言われる。
1996年にはデザインテーマ「コントラスト・イン・ハーモニー」を制定し、全ての車種のフロントグリルに5角形の「ファイブポイントグリル」を適用することを決定。2001年にはフォード出身のモーレイ・カラムがデザイン本部長に就任し、デザインテーマ「アスレティック」の下、躍動感のある造形を追求した。
2006年にはローレンス・ヴァン・デン・アッカーがデザイン本部長に就任。デザインテーマ「NAGARE」の下、流（NAGARE）、流雅（RYUGA）、葉風（HAKAZE）、大気（TAIKI）、清（KIYORA）、風籟（FURAI）といった、自然界に存在する動きの美しさを取り入れたコンセプトカーを発表。その造形は2010年に発表された3代目プレマシーのデザインに反映された。
2009年にはアッカーのルノーへの転職に伴い、デザイン本部長に前田育男が就任。2010年にデザインテーマ「魂動－Soul of Motion」をコンセプトカー・靭（SHINARI）と共に発表して以来、生き物が見せる一瞬の動きの躍動感や緊張感、美しさを取り入れたデザインを進めている。2015年に発表したRX-VISIONは、フランスで最も美しいコンセプトカーに選出され、2016年には、4代目ロードスターが日本車としては初めて「ワールド・カー・デザイン・オブ・ザ・イヤー」を受賞した。

### マツダコネクト

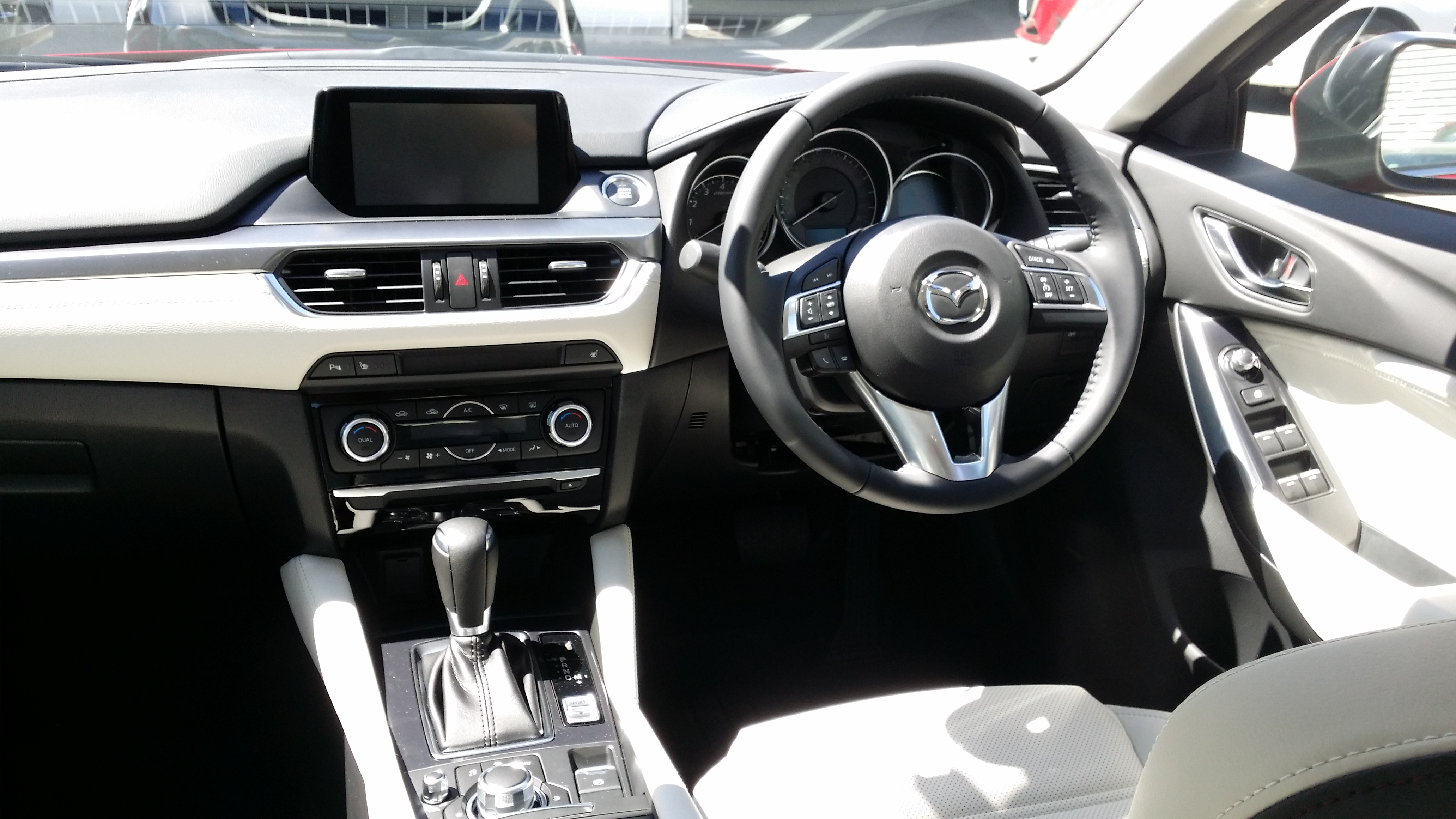
アテンザ（2014年型・海外仕様）に搭載されるマツダコネクト

マツダが開発するカーナビゲーションシステム及びインフォテインメントシステム。日本、アメリカ、カナダ、メキシコを除いた地域での名称はMZD Connect。2013年11月発売の3代目アクセラに初めて搭載された。一部のグレードを除き、ほぼ全てのマツダ車に搭載されている。「ヘッズアップコックピット」の考え方の下、「センターディスプレイ」、「アクティブ・ドライビング・ディスプレイ（ヘッドアップディスプレイ）」、「コマンダーコントロール」により構成され、脇見運転や不注意運転を最小化するようレイアウトされている。
ナビゲーション機能は、ショップオプションとして販売される地図データが書き込まれたSDメモリーカードを別途購入し、車載スロットに差し込むことで利用が可能になる。地図データは3年間無料で更新でき、更新ツールを利用すれば自宅でのアップデートも可能である。
発売当初、ナビゲーションシステムにはハンガリーのNNG社製のものがグローバルに採用されたが、日本のユーザーからはナビゲーション性能の不足を指摘されたため、2015年から日本市場のみ、日本のミックウェア社製のシステムに切り替えられた。
スマートフォンとも連携し、ハンズフリー通話やSMSの読み上げの他、TwitterやFacebookといったSNS、対応するインターネットラジオの利用も可能である。アプリケーションの追加や、Appleが提供するCarPlay、Googleが提供するAndroid Autoの対応も発表されているが、CarPlayとAndroid Autoの対応において、日本で販売しているモデルはCX-5（2代目・2019年モデル）とCX-8（2019年モデル）、マツダ3（2019年モデル）のみで、他のモデルについては2019年6月時点では対応していない。
マツダコネクトは2DIN規格に対応していないため、他社のカーナビゲーションに換装することはできないが、アルパインからCX-5（2代目）とCX-8専用のカーナビゲーションが登場している。
マツダ車以外では、OEM供給するトヨタ・ヤリスiA、フィアット・124スパイダー、アバルト・124スパイダーに採用されている。

## 販売

### 現在のディーラー
マツダ店
メイン店舗。商用車・乗用車の全車種を販売している。
マツダアンフィニ店
旧・マツダオート店。乗用車を中心としたディーラーとして登場し、1991年11月アンフィニ店に改称、1996年4月にはユーノス店との統合と同時にマツダの名を冠しマツダアンフィニ店となる。アンフィニ店時代はRX-7やMS-8などの専売車種があったが、現在はマツダ店同様全車種扱いである。
マツダオートザム店
元々は軽自動車・小型車を中心としたチャンネルで1989年にオートザム店として開設。経営母体は町の整備工場や中古車ディーラーが多かった。1998年から一定の基準を満たす店舗にマツダの名を冠し現在の名称に変更。軽自動車・小型車のみならずミニバンなどの量販車種も扱うようになった。これまでマツダオートザム店で扱っていないマツダ車はアテンザ、ロードスター、タイタン、ファミリアバンの4車種のみであったが、2016年4月からは、これまでのマツダ店・アンフィニ店同様全車種扱いを開始した。

### 過去に存在したディーラー
マツダモータース店
経営母体は主に町の整備工場で、他チャンネルへの統合等は行われなかった。
5チャンネル時代にはアンフィニの看板を掲げていた店舗もあった。
マツダ販売会社グループには属しておらず、実質淘汰され、独立系に移行した。
引き続きマツダ車専売で営業している店舗や、他社併売ながらマツダ車を中心として扱っている店舗では、看板のデザインが昭和期のもの、5チャンネル時代のもの、現行のマツダ販売会社グループ同様のものなど様々である。
ユーノス店
1989年9月開設。高級車志向のチャンネル。ロードスターやコスモなどの名車を生んだほかシトロエン車の販売も行ったが、販売が伸び悩み、1996年4月アンフィニ店に統合。
オートラマ店
フォード車のチャンネルとして、レーザーやテルスターなどマツダ車の姉妹車を数多く販売した。1994年にチャネル名称を「フォード店」へ変更後はマツダの販売チャネルとしての性格は薄れて行き、1999年に運営会社のマツダ保有分の全株式がフォード側へ売却された事によってマツダから完全に独立した。その後2016年内に輸入販売を含む日本におけるフォード事業を撤退する事が明らかとなり、2016年9月末日をもって、フォード店としての営業を終了した。

### メーカー運営によるショールーム
原宿マツダロータリー
1980年 - 1993年
マツダロータリー世田谷
1991年 - 1995年。M2ビル内に設置。

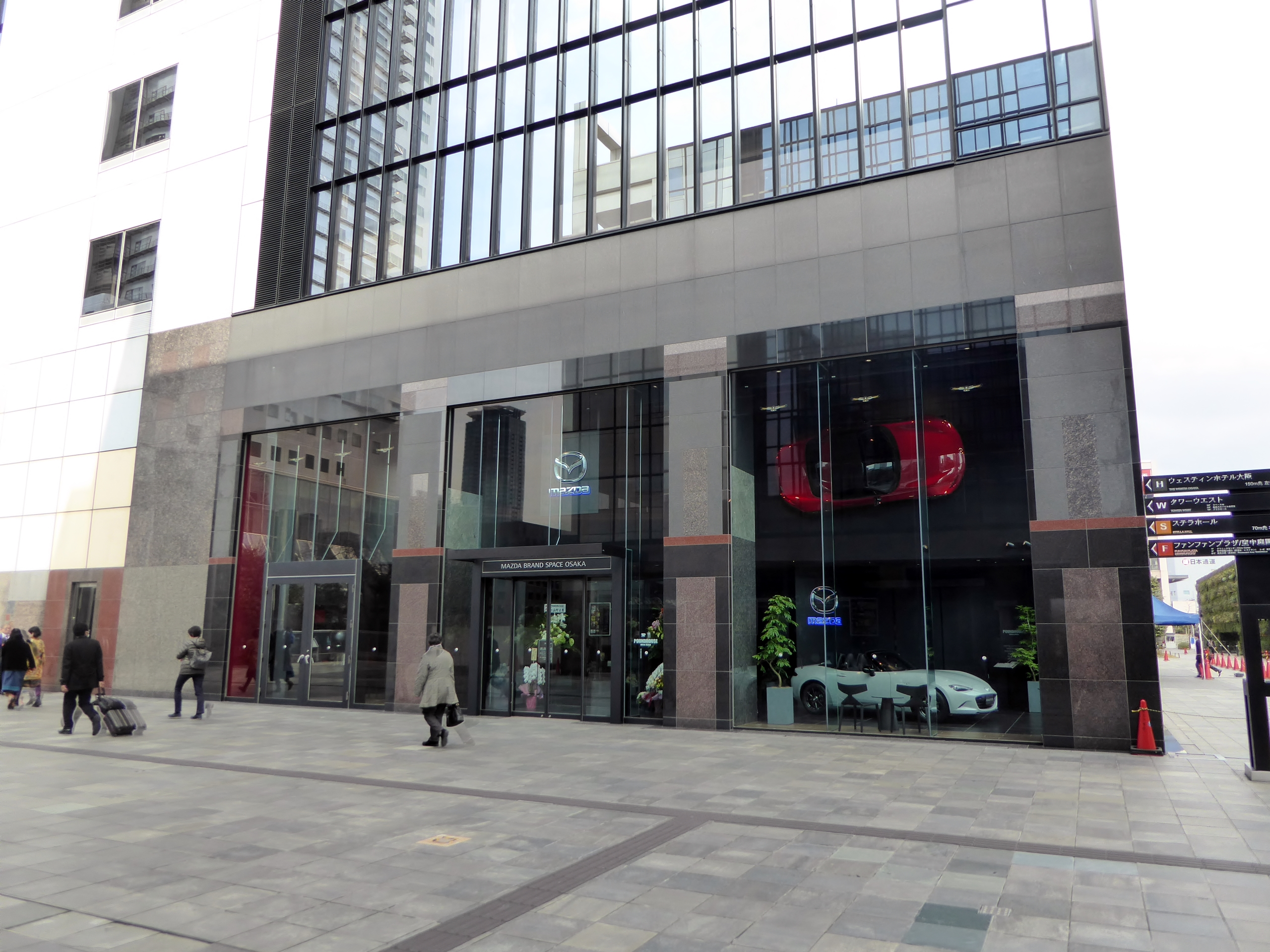
マツダブランドスペース大阪
2016年1月、大阪市の「梅田スカイビル タワーイースト」に開設。
MAZDA TRANS AOYAMA
2025年2月6日、東京都港区南青山にオープン。カフェを併設したブランド体感施設となる。

### 販売方針
マツダは1988年に、海外販売に依存していた経営体質を改善するため、国内販売を倍増させるとする「B‐10計画」を策定し、従来のマツダ、マツダオート、オートラマに加え、1989年にユーノスとオートザムの独自ブランドと販売網を新たに設立し、当時のトヨタや日産と同様の国内5チャンネル体制を敷いた。1991年にはマツダオートの名称をアンフィニに改称し、高級車専門店とした。しかし、急激なモデル数の増加によるブランドイメージの混乱や研究開発費・固定費の増大を招いた上に、バブル崩壊後の景気低迷の影響も受け、結果的に5チャンネル体制は失敗に終わった。
以来、住友銀行の主導の下、1994年から5チャンネルに広がった販売網の統廃合を進め、1996年にはマツダブランドに再び一本化された。しかし、国内販売では大幅な値引きや安売りに頼った販売拡大策を推し進めたためマツダ車の中古車査定価格は下落し、他社のディーラーに下取りに出そうとしても残価が低すぎるため、結果としてマツダ車以外に乗り換えられないマツダ地獄と揶揄される状態を招き、ブランドイメージの低下と販売不振を深刻化させる悪循環に陥った。
フォードの傘下に入ってからは、「Zoom-Zoom」のキャッチフレーズの下、スポーティなブランドイメージを構築する戦略を進め、大幅値引きに頼る販売を段階的に止めて、メーカーとディーラーが一体となってマツダのブランドイメージ向上に努めている。2011年のSKYACTIV TECHNOLOGY導入以降は、世界的に「売り方革新」と呼ばれる販売改革を進めており、インセンティブの削減、正価販売の定着をこれまで以上に進めていくとしている。
2014年には、デザイン本部が監修した新コンセプトの販売店「新世代店舗」を順次展開することを発表した。

## キャッチコピー

### メイン・キャッチコピー
- 技術革新のマツダ（旧ロゴ時代・1963年 - 1967年）
- ロータリーエンジンを完成したマツダの○○（カテゴリー）（旧ロゴ時代・1968年）
- 世界が注目するロータリーエンジンのマツダ（旧ロゴ時代・1968年）
- 世界へチャレンジするロータリーエンジンのマツダ（旧ロゴ時代・1969年 - 1970年代初頭）
- 人と社会にまごころをこめて奉仕するマツダ（旧ロゴ時代・1971年 - 1972年）
- クルマの主流をかえるロータリーのマツダ（旧ロゴ時代・1972年 - 1975年）
- Better & Better（現行ロゴ変更後・1970年代後半）
- 社会にとってのBetterへ 走ることのBetterへ（1970年代後半）
- 個性あざやかに 品質のマツダ（1980年代前半）

当時の広告、カタログでは「品質のマツダ」の表記がついていたが、CM、プロモーションビデオの最後の部分でも使用されたが、こちらは「品質のマツダ」の表記がなかった（上に、「個性あざやかに」下に「Mazda」の文字）。社名変更後は使われなくなった。
- 新しいマツダ、始めます。（1995年10月 - 1996年6月）
- For mobility pleasure（1995年10月 - 1996年6月）
- 使えるクルマ・楽しいクルマ。That`s Mazda（CMでは、使えるクルマ・楽しいクルマ。の部分が省略化されている。）（1996年7月 - 1999年3月）
- 心を動かす新発想（1999年4月 - 2002年4月）
- ZOOM-ZOOM（2002年4月 - 現在）
- Be a driver.（2013年4月 - 現在）

### サブ・キャッチコピー
- 走る歓びと環境安全性能の調和をめざすマツダ
- 大人だって、遊びがなくちゃ（2001年5月-2002年3月）
- 翼をもったクルマへ（2011年4月）
- 世界基準の走りとエコを SKYACTIV TECHNOLOGYのマツダ（2012年4月）
- 基本が変われば、パフォーマンスも変わる SKYACTIV TECHNOLOGYのマツダ（2013年1月）
- 自分の行く道は、自分で決めた方が楽しいに決まっている Be a driver. マツダ（2014年1月）
- クルマは、単なる道具ではない。（2014年7月）
- ともに走り、ともに歓び、ともに生きていく。（2015年1月）
- もっともっと人と一つになる車を Be a driver. マツダ（2016年1月）
- 美しく走る。（2019年1月）

## 他社との関係

### 日本国内
住友グループ
マツダのメインバンクである三井住友銀行をはじめ、住友グループ各社との関係が深い。オイルショック後の経営危機の際は、当時の住友銀行から役員の派遣を受け、銀行の主導で再建が進められた。バブル崩壊の1991年には、住友銀行出身の和田淑弘が社長に就任し、銀行主導でフォードとの提携が進められた。2010年にフォードがマツダの株式を売却した際には、三井住友銀行や住友商事が株式の一部を引き受けている。また、住友商事とは2011年にメキシコに共同で工場を設立した（2020年にマツダの単独出資に変更）。
2012年6月には、本社工場などの土地を三井住友ファイナンス&リースに139億円で売却し、これらの施設について今後はリース契約を結んで引き続き使用すると発表した。
伊藤忠商事
1983年に東洋工業（当時のマツダ）と共同で起亜自動車と資本提携契約を結んだ。2010年にフォードがマツダの株式を売却した際には、株式の一部を引き受けている。2012年にはマツダの連結子会社であるトーヨーエイテックの株式を取得することで合意し、発行済株式の7割を取得したが、2016年10月にマツダが株式の20%を買い戻し、トーヨーエイテックは両社の折半出資となった。2015年には南アフリカにおけるマツダの販売統括会社の第三者割当増資を引き受け、現地の販売事業を合弁化した。
トヨタ自動車
2010年3月、ハイブリッド技術のライセンス供与で合意し、2013年11月にはSKYACTIV-GとTHS-Ⅱを組み合わせたハイブリッドシステムをアクセラに搭載し発売した。
2012年11月には建設中のメキシコ工場で製造する予定のマツダ2をベースにした小型車を、トヨタにOEM供給することを発表。2015年にサイオンiAとして発売され、2016年にはサイオンブランドの廃止に伴いトヨタ・ヤリスiAに改称された。
2015年5月には中長期的な業務提携に向け基本合意したことを発表。2017年8月には業務資本提携を結ぶことを発表し、株式を相互に持ち合うことで合意した。合わせて、アメリカでの合弁工場の設立、電気自動車・コネクテッドカー・安全技術での協業、商品補完の拡充を進めていくことを発表した。
2017年10月には、デンソーを加えた3社で、電気自動車の共同開発拠点としてEV C.A. Spiritが設立された。
2018年6月には、トヨタのMaaS専用電気自動車のコンセプトカー「e-Palette Concept」の市販化に向けて、マツダが技術パートナーとして参加することが発表された。
同年6月にはトヨタからプロボックス・サクシードのOEM供給を受け、4代目ファミリアバンとして発売し、さらに2019年4月にはトヨタからハイエースのOEM供給を受け、3代目ボンゴブローニイとして発売した。
同年11月には折半出資で北米の新工場『マツダ・トヨタ・マニュファクチャリングUSA』の建設に着工した。
スズキ
マツダは1989年からスズキの軽自動車のOEM供給を受けており、現在ではそれぞれキャロル、スクラム、フレア、フレアワゴン、フレアクロスオーバーとして販売している。
以前は、スズキからエンジンやプラットフォームの供給を受け、キャロルやAZ-1を製造していた。さらに、AZ-1をスズキにOEM供給し、キャラとして販売していた。また、スズキの普通自動車であるエスクードのOEM供給を受け、プロシードレバンテとして販売していた。インドネシアでは小型MPVエルティガのOEM供給を受け、VX-1の名で販売していた。
いすゞ自動車
マツダはいすゞの商用車であるエルフのOEM供給を受け、タイタンとして販売している。2016年には、いすゞが開発した次世代ピックアップトラックをマツダにOEM供給することで合意した。
以前はいすゞからディーゼルエンジンの供給を受け、タイタンやファミリアに搭載していた。

### 日本国外
フォード
1979年11月にマツダの発行済み株式の25%を取得して以来、長らく筆頭株主であった。この時期にはマツダ車をベースとした車両をアジア・太平洋地域向で販売したり、日本国内ではマツダ車をオートラマ店（現・フォード店）でフォードブランドとして販売していた。バブル崩壊以後、マツダの経営状況が悪化したため、メインバンクの住友銀行（当時）の呼びかけに応じる形で1996年5月に出資比率を33.4%に引き上げ、経営権を握るに至った。これ以降、社長を始め多数の役員を派遣し、同じくフォードグループであるボルボも含めたプラットフォームやパワートレーンの共同開発・共有化が進められた。
しかし、2007年の世界金融危機により業績が悪化したフォードは、2008年11月に保有していたマツダ株式の大半を資金調達のために売却し、さらに2010年には追加売却が行われた。2015年にフォードは所有するマツダ株式の全てを売却し、マツダはフォードグループから独立した。
2019年1月には、フォードが保有する「長安フォードマツダエンジン有限公司」の全株式をマツダが取得し、社名を「長安マツダエンジン有限公司」に変更した。
資本提携が解消された現在においても、タイでの生産合弁事業は継続されている。
フィアット
2013年1月、次期ロードスターをベースに開発したスポーツカーを、傘下のアルファロメオブランドで発売することで合意したと発表。その後、当初の発表とは異なり、2015年にフィアットからは124スパイダーとして、2016年にはアバルトからアバルト・124スパイダーとして発表された。
第一汽車
中国での生産委託および合弁販売事業を行っている。
長安汽車
中国での生産委託および合弁販売事業を行っている。
ベルマツ
折半出資の合弁生産・販売会社を設立し、マレーシアでCX-5とアクセラの生産を行っている。2013年6月には、イノコムに委託している現地工場の所有権を取得することを発表した。

### 過去
日産自動車
マツダは1994年から2018年まで、日産の商用車であるADのOEM供給を受け、ファミリアバンとして販売していた。
マツダからは、ボンゴバン、ボンゴトラックをバネットバン、バネットトラックとしてOEM供給していた。また、プレマシーをラフェスタ ハイウェイスターとしてOEM供給していた。
三菱自動車工業
1976年に、軽自動車規格改定に伴うポーターキャブ改良で、G23B型の供給を受けて搭載した。
1999年から2011年までボンゴをOEM供給し、デリカバン、デリカ トラック、デリカカーゴとして販売していた。
ホールデン
部品供給契約を結び、ロードペーサーを製造した。
起亜自動車
当時の東洋工業より技術提供を受け、1962年に三輪車の生産を、1970年代からはマツダ車の乗用車や商用車のノックダウン生産を開始し、1983年には東洋工業（当時）及び伊藤忠商事と資本提携契約を結んだ。ボンゴは名称もそのままに現地で販売が行われた(→キア・ボンゴ)ため、韓国では「ボンゴ」はワンボックスカー全体を指す語（商標の普通名称化）になっているとされる。
本田技研工業
1999年に、駆動系部品の調達で、ホンダと業務提携をした。マツダは、ホンダのスポーツカーである、S2000のプロペラシャフトを供給していた。当時マツダはFRの開発経験があったため、ホンダはその外注を受けていた。また、5代目カペラは当時のホンダ車以外では唯一、ヘッドライトに702Kという特殊なバルブ（主に1980年代半ばから1990年代半ばにかけて多くのホンダ車に採用されていた）を採用していた。
シトロエン
ラインナップ補完のために、マツダの自動車ブランド「ユーノス」でシトロエンBX、エグザンティアなどを販売した。
ランチア・アウトビアンキ
高級車ラインナップを補う目的で、マツダのディーラーの一つ「オートザム」でランチア・テーマ、ランチア・デルタ、アウトビアンキ・Y10といったイタリア・フィアットオートが製造するランチア、アウトビアンキブランドの乗用車も販売されていた。
プレス工業
マツダの商用車であるボンゴ・トラックの製造を委託していた。

###### ソラーズ
折半出資の合弁企業「マツダソラーズマヌファクトゥリングルース」を設立し、ロシア連邦極東部にある沿海州の中心都市、ウラジオストクに建設した工場でCX-5、マツダ6（アテンザ）のノックダウン方式生産を行っていた。同プロジェクトは日本の安倍晋三首相が提示してロシアのウラジーミル・プーチン大統領が合意した2016年の「8項目協力プラン」の中にも位置付けられ、2018年9月10日にはウラジオストクでの東方経済フォーラム開催に際して安倍とプーチンの両首脳がこの合弁工場を視察した。しかし、2022年2月に開始されたロシアのウクライナ侵攻への対抗措置として日本政府がロシア政府に対して経済制裁を科し、両国間の経済活動が強く制限されたことから、マツダは3月から部品輸出を停止し、4月からは生産も停止した。その後の対応についてマツダとソラーズが協議した結果、マツダは合弁企業の所有株式をソラーズに1ユーロで売却してロシア事業から撤退することとなり、11月10日に発表した。

## モータースポーツ

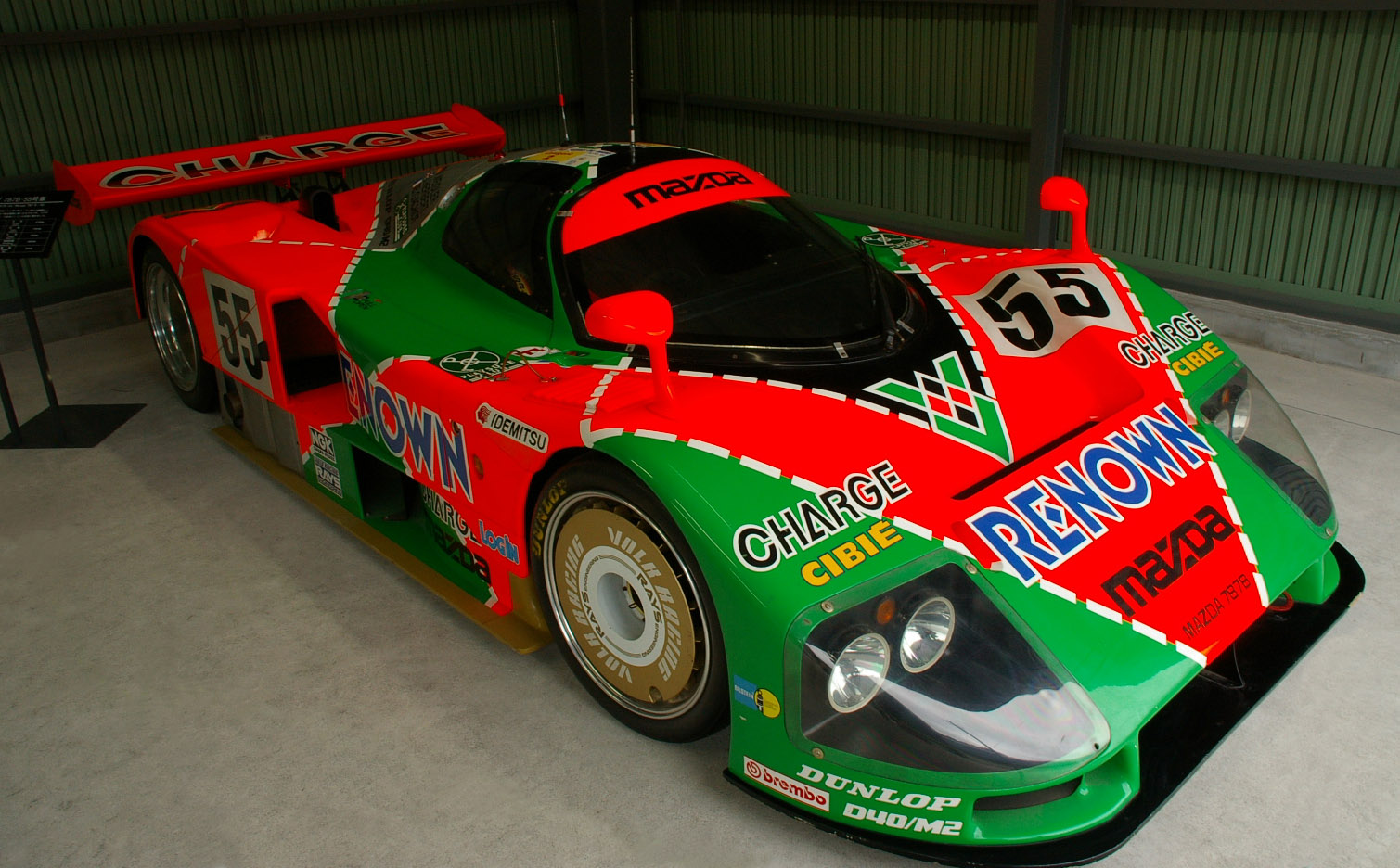
グループCの787B

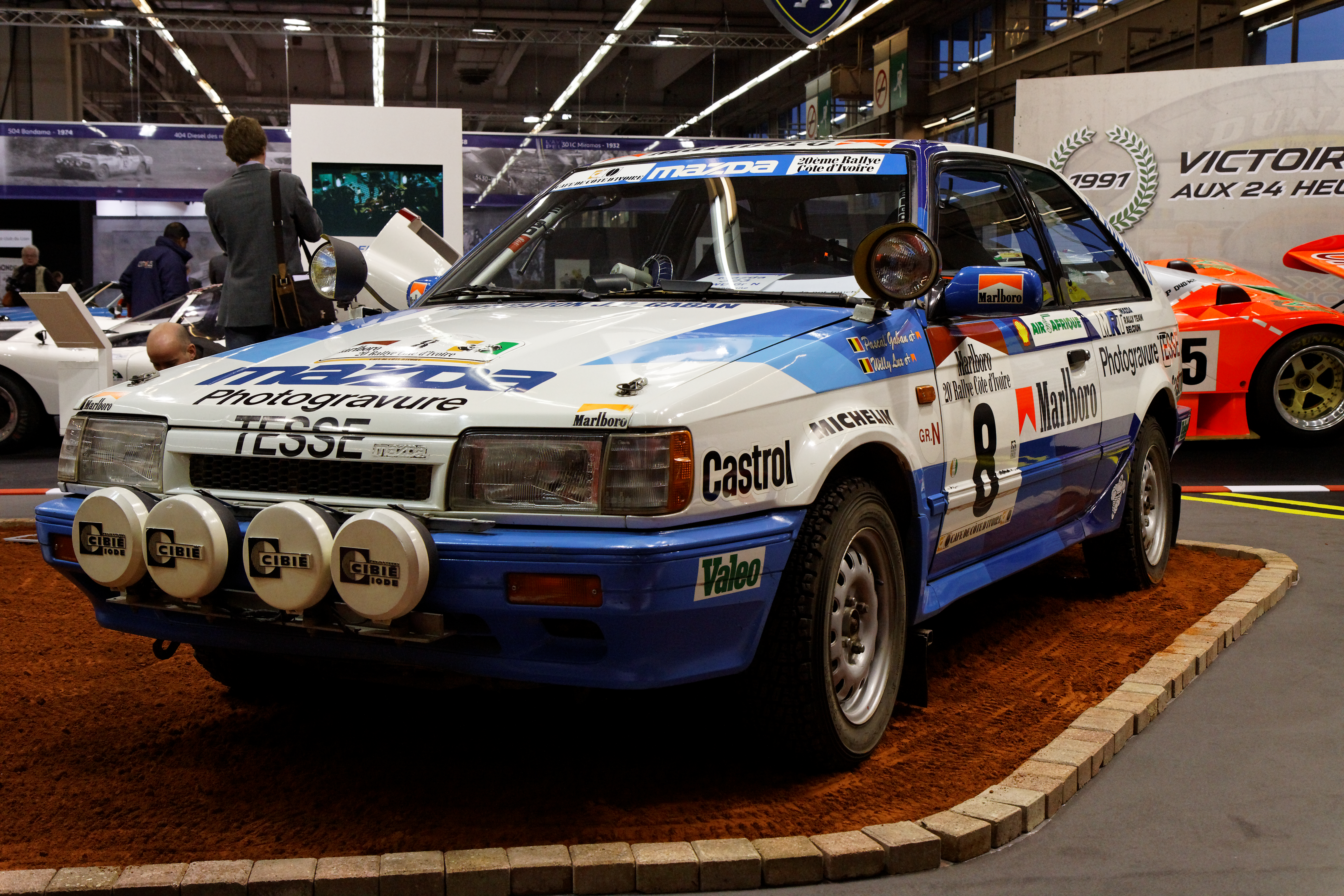
グループN仕様の323 4WD

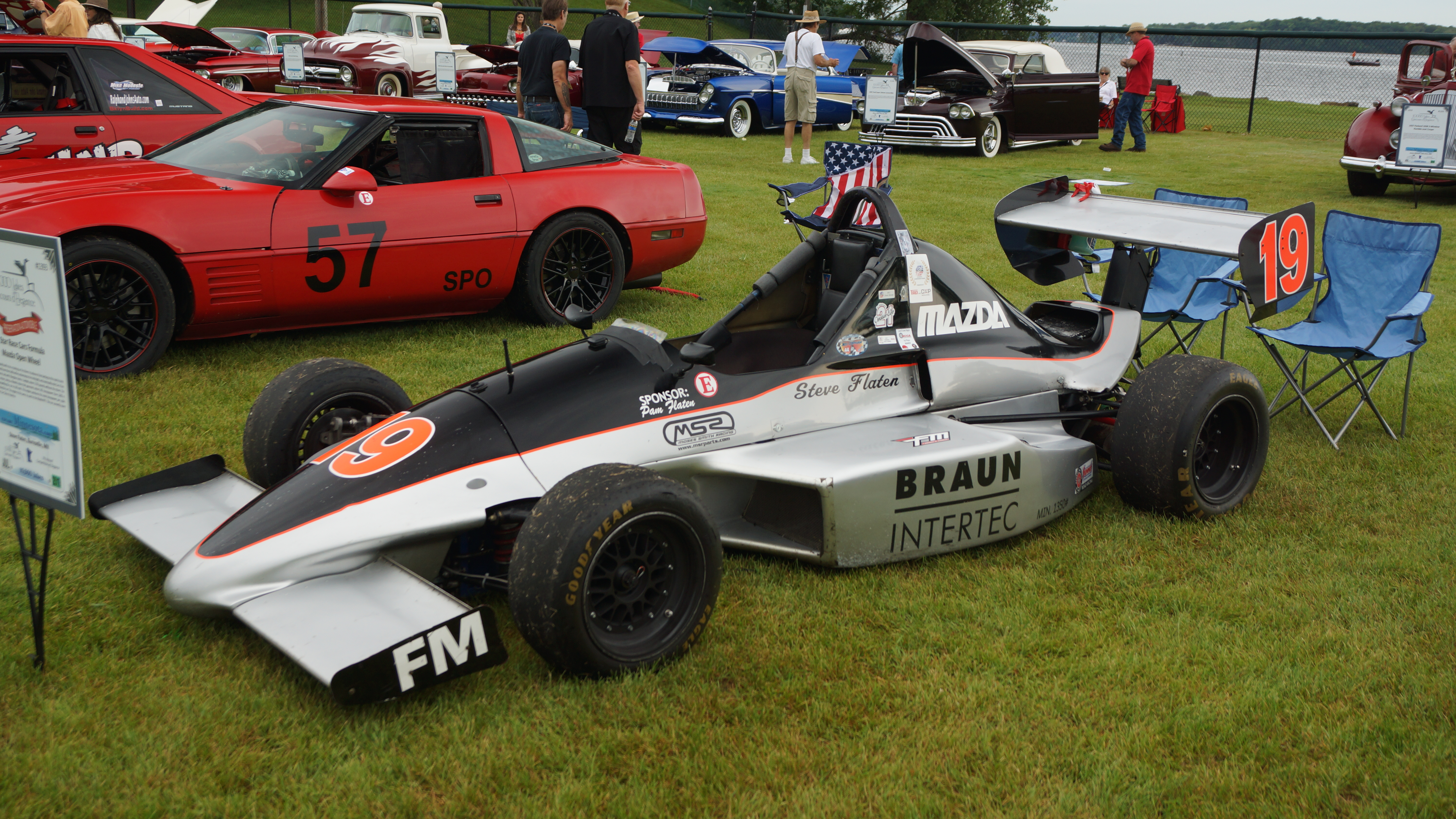
北米のフォーミュラ・マツダ

1990年代までは世界ラリー選手権（WRC）やル・マン24時間レースなどにワークス（マツダスピード）として積極的に参戦していた。80年代まではロータリーエンジン搭載車でのエントリーが主体であったが、80年代末期からWRCのファミリアやグループCのMX-R01、スーパーツーリングのランティスやクセドスなどレシプロエンジンでの参戦が目立つようになった。
1999年にマツダスピードがブランド名だけ残して解散して以降、日本法人のマツダとしては一切のワークス活動を行っていない。レースのノウハウと人材は全て社外に放出され、787Bなどは保管しているものの高出力エンジンに対応したエンジンベンチ設備すらない状態である。
1990年代以降もアメリカのマツダUSAはデイトナ24時間含むIMSAのスポーツカーレースに参戦し続けた他、グローバルMX-5カップやロードトゥインディ（プロ・マツダ チャンピオンシップなど）といった草の根レベルのレースを運営したり、プチ・ル・マンやラグナ・セカのタイトルスポンサーを務めるなど精力的に活動を続けていたが2021年をもって撤退。以降はMX-5カップなどのグラスルーツ（草の根）カテゴリにのみに活動を縮小した。
フォードはデュラテックエンジンの一部をマツダに製造させていたため、TC2000アルゼンチン選手権のように市販車を用いる競技でフォードバッジのマツダエンジンを用いることがあった。

### レース実績

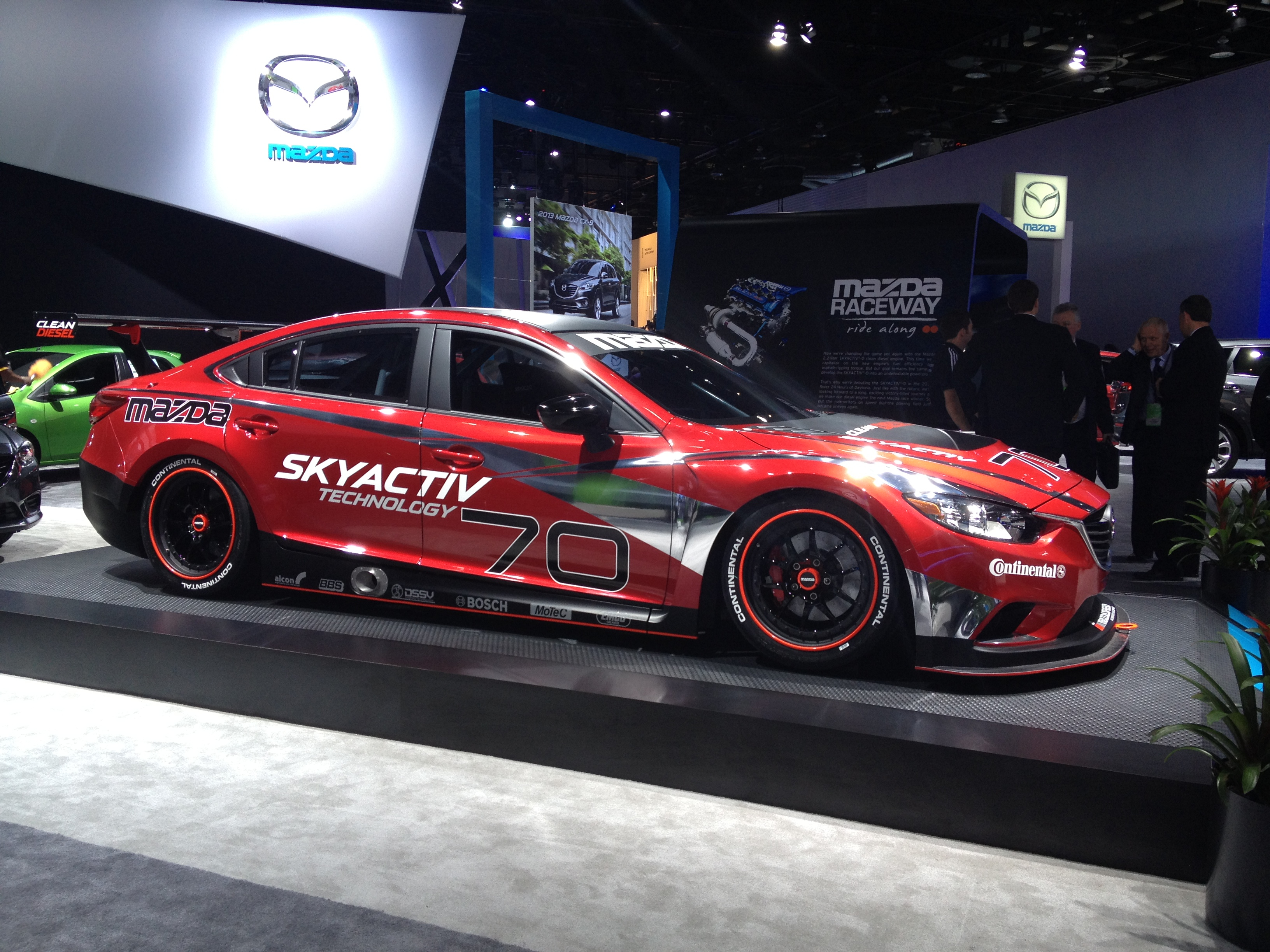
Grand Am GX MAZDA6 SKYACTIV-D Racing（2013年）

- 1970年代にサバンナ（RX-3）が国内レースで活躍。日産・スカイラインの連勝記録をストップさせた。
- 1991年のル・マン24時間レースで総合優勝。（ロータリーエンジン搭載車として、また日本車として初の総合優勝）
- サバンナRX-7がIMSAで通算100勝を達成。
- スパ・フランコルシャン24時間耐久レースでサバンナRX-7が日本車初の総合優勝。
- オーストラリアでのバサースト12時間耐久レースで、アンフィニRX-7が1992年から94年まで、3年連続でクラス優勝（現地法人）。
- ロードスター、RX-8のワンメイクレース主催。
- RX-7やファミリア（海外名323）の世界ラリー選手権（WRC）への参戦。ファミリアはグループA規定での87年スウェディッシュ、88年スウェディッシュとニュージーランドで総合優勝。グループNで行われるプロダクションカップを3度制覇。
- 90年代全日本ツーリングカー選手権（JTCC）と英国ツーリングカー選手権（BTCC）にクラス2（スーパーツーリング）規定のマシンを投入。
- 1994年IMSAにてクッズ製シャシーDG2にロータリーエンジンを搭載したマシンがWSCクラスチャンピオン獲得。1996年には同車両でル・マンLMP2クラス優勝。
- アメリカ合衆国のカリフォルニア州モントレーにあるサーキット「ラグナ・セカ」は、2001～2018年3月までマツダが冠スポンサーであった。
- 2005年、20B型3ローターエンジンを搭載した、クラージュ（Courage）C65 LMP2マシンが第2戦ロード・アトランタからアメリカン・ル・マン・シリーズに参戦。シリーズランキング3位を記録。
- 2004年より英国で行われている女性ドライバーによる年間シリーズ「フォーミュラ・ウーマン」は、RX-8のワンメイクシリーズである。
- 2006年より、アメリカのチャンプカー・ワールドシリーズの下位カテゴリーである、チャンプカー・アトランティックシリーズ（フォーミュラカーレースのF3に相当するカテゴリー）にエンジンを供給するコスワースに出資し、マツダエンジンとしてのバッジネームを取得。シリーズ名にも「チャンプカー・アトランティック・パワード・バイ・マツダ」の名が冠せられている。
- 2008年、2010年にデイトナ24時間レースのGTクラスでRX-8がクラス優勝を果たした。

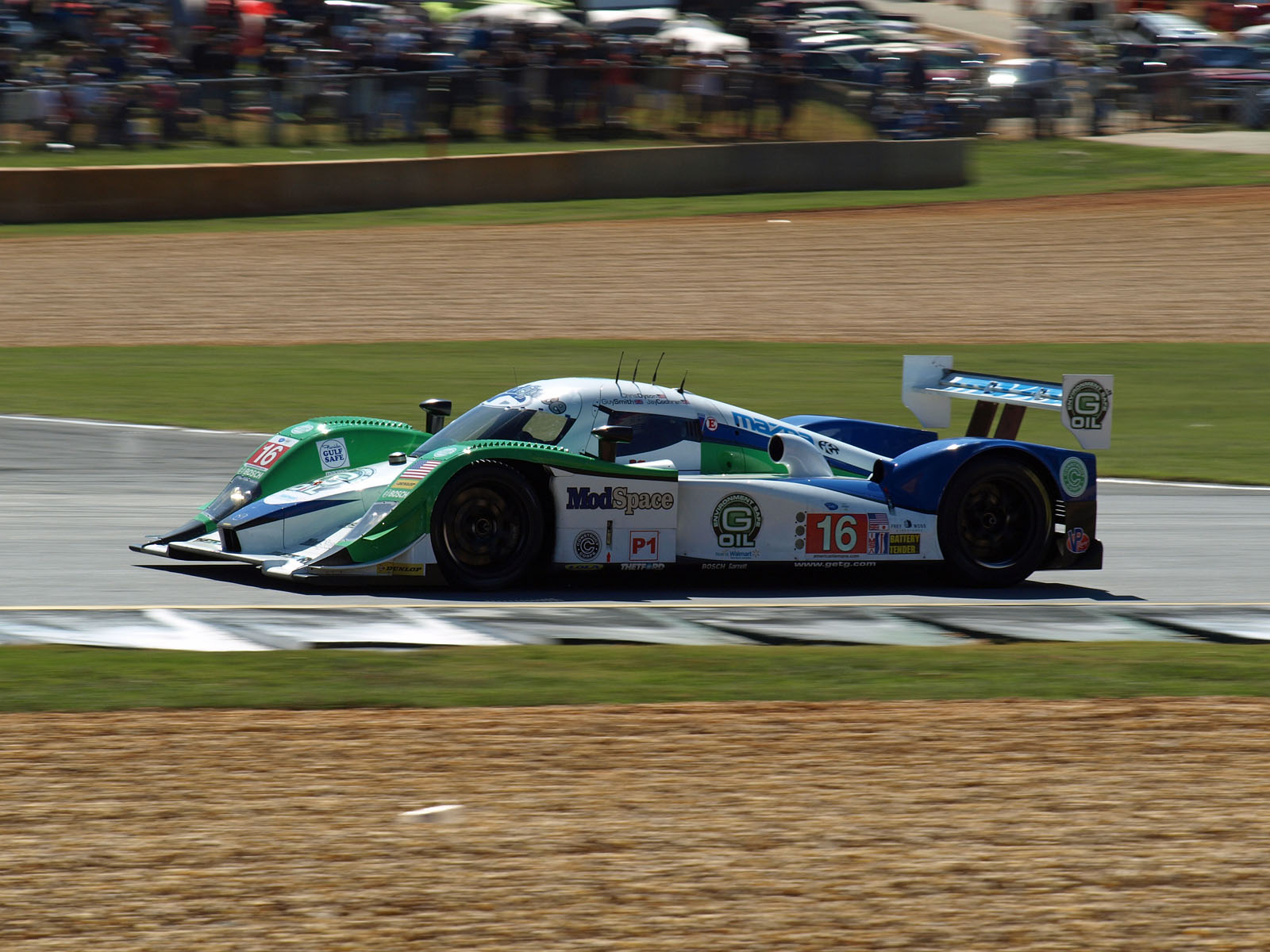
2011年 ローラ・B09/86 マツダ ALMS プチ・ルマン

- 2011年、アメリカン・ルマン・シリーズでAERと共同開発した、MZR-R2.0Lターボエンジンを搭載したダイソンレーシングがLMP1クラスでドライバー・チームのダブルタイトルを獲得した。
- 2012年6月、マツダが2.2L直列4気筒ディーゼルターボエンジンを、ル・マン24時間レースに出場するLMP2クラスに供給し、2013年にエンジンサプライヤーとしてレースに復活する方向であることが発表されたが、使用を希望するチームが現れず日本国内のイベントで車両を展示するに留まった[396]。
- 2013年、アメリカで、環境に配慮した車両によって競われるグランダムのGXクラスにマツダ6グランダムGXを投入。マツダ6グランダムGXはパイプフレームにアメリカのマツダ6似の外装を装着し、ディーゼルエンジンを搭載したマシンでシーズン中に9連勝などしてクラスチャンピオンを獲得した。レーシングエンジンの開発はマツダ社内では出来なくなってしまっている為に、フロリダ州のスピードソース・エンジニアリング社でエンジンが開発された。マツダは量産車の部品供給やマツダ本社とカリフォルニアのマツダUSA R&Dセンターからの専門家の派遣でサポートを行った。エンジンは380馬力を発生した。
- 2014年のサンダーヒル25時間レースでは、マツダRX-8がE2クラスを制覇。E3クラスは、NA型マツダMX-5ミアータが2度目の優勝を飾った。最も速いE1クラスにも3台のディーゼル車を投入したが成績は残せなかった。
- 2014年アメリカのUSCC（ユナイテッド・スポーツカー選手権）に、マツダUSAはチーム『SKYACTIV-Dレーシング』と『スピードソース』としてローラ製のシャシー（ローラ・B08/80）にディーゼルターボエンジン搭載した2台のLMP2マシンを出走させた[397]。前年のGXクラスでの活躍の経験を生かし、オーバーヒート対策や450馬力へのパワーアップがなされたエンジンがミドシップに搭載されたが、予選ではトップチームの4-5秒落ちのタイムしか記録できないなど戦力不足が明らかで戦績は芳しくなかった（他の主力チームはV8エンジンで650馬力前後）。デイトナ24時間では2台共エンジントラブルでリタイヤした。マツダLMP2は他チームより10%遅く35%燃費が良いと評価された。2016年にはディーゼルをやめ、英国AER製のガソリン直4ターボであるMZ-2.0Tに変更。これによりマシンからSKYACTIVの文字が消えた[398]。

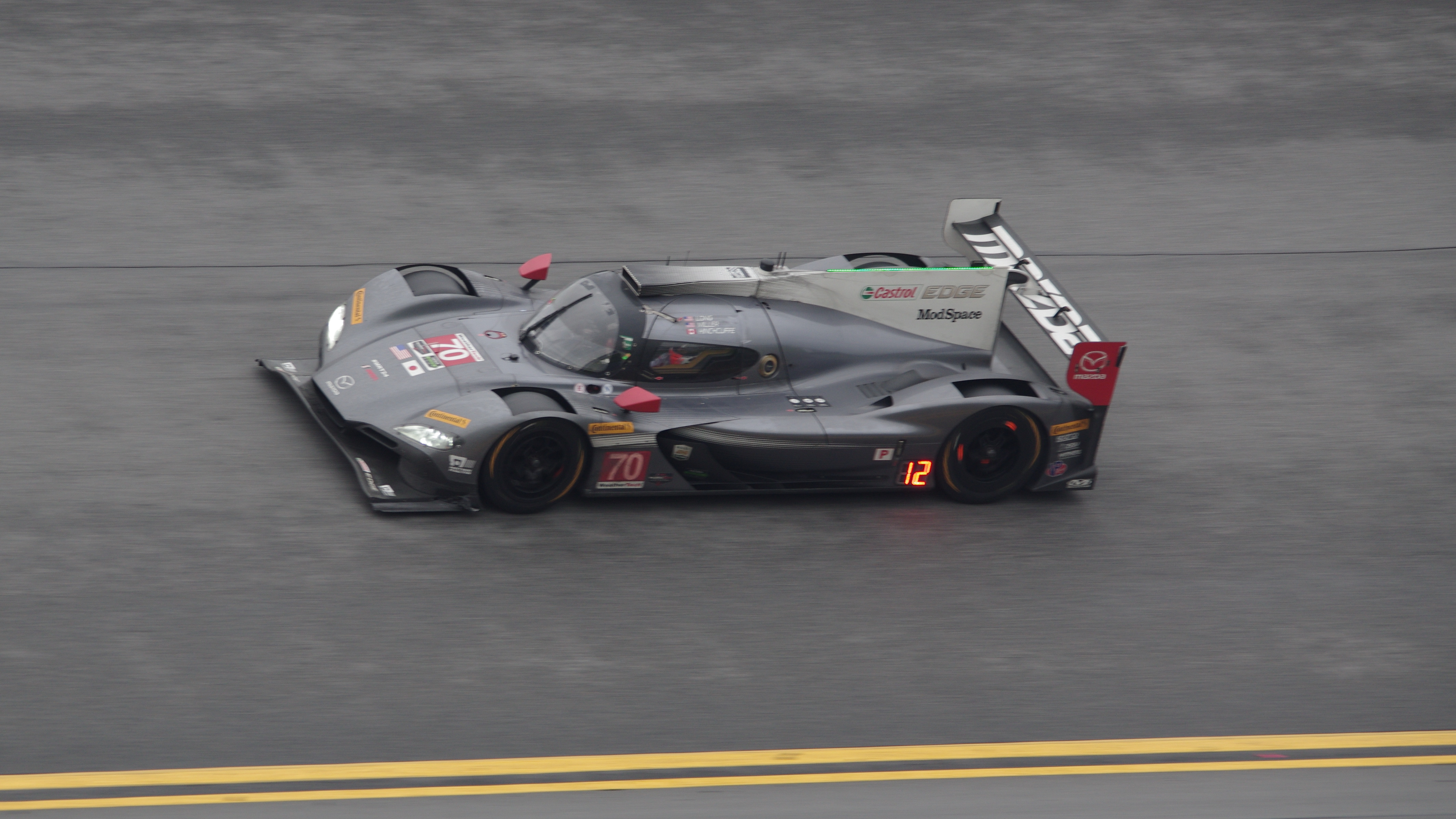
マツダ・RT24-P

- 2016年のグローバルMX-5カップが発足。
- 2017年から新規定、デイトナ・プロトタイプ・インターナショナル（DPi）規定のスポーツ・プロトタイプで参戦。マシン名はRT24-P。ライリー/マルチマティック製LMP2シャーシ、Mk.30を改造し、エンジンは引き続きAER製MZ-2.0Tが搭載される[399]。2017年デイトナ24時間レースに、マツダモータースポーツの名の元、スピードソースの運営で、レースデビューを果たした。[400]2017年7月、これまで20年以上にわたりマツダのレース活動を担ってきたスピードソースとの契約を解消し、ヨースト・レーシングと提携することを発表。同年の活動は休止し、2018年から改めてUSCCにフル参戦する事を決定した[401][402]。
- 2017年からインタープロトシリーズに『人馬一体ドライビングアカデミー』と称して、車両開発部門の有志たちがドライバー訓練のためジェントルマンドライバークラスに参戦を開始。
- 資源の選択と集中のため、2018年3月をもってラグナ・セカのタイトルスポンサーから撤退[403]。8月にはロードトゥインディからの年内撤退も発表した[404]。
- 2020年、セブリング12時間レースで初優勝[405]。
- 2021年限りでIMSAから撤退[406]。
- 2021年末、トヨタ自動車社長・豊田章男の呼びかけに呼応し、前田育男常務役員を筆頭とするマツダや広島の有志たちがスーパー耐久のST-Qクラスにバイオディーゼルのデミオでスポット参戦。翌年から「MAZDA SPIRIT RACING」を名乗ってフル参戦を開始[407]。

### レース車両

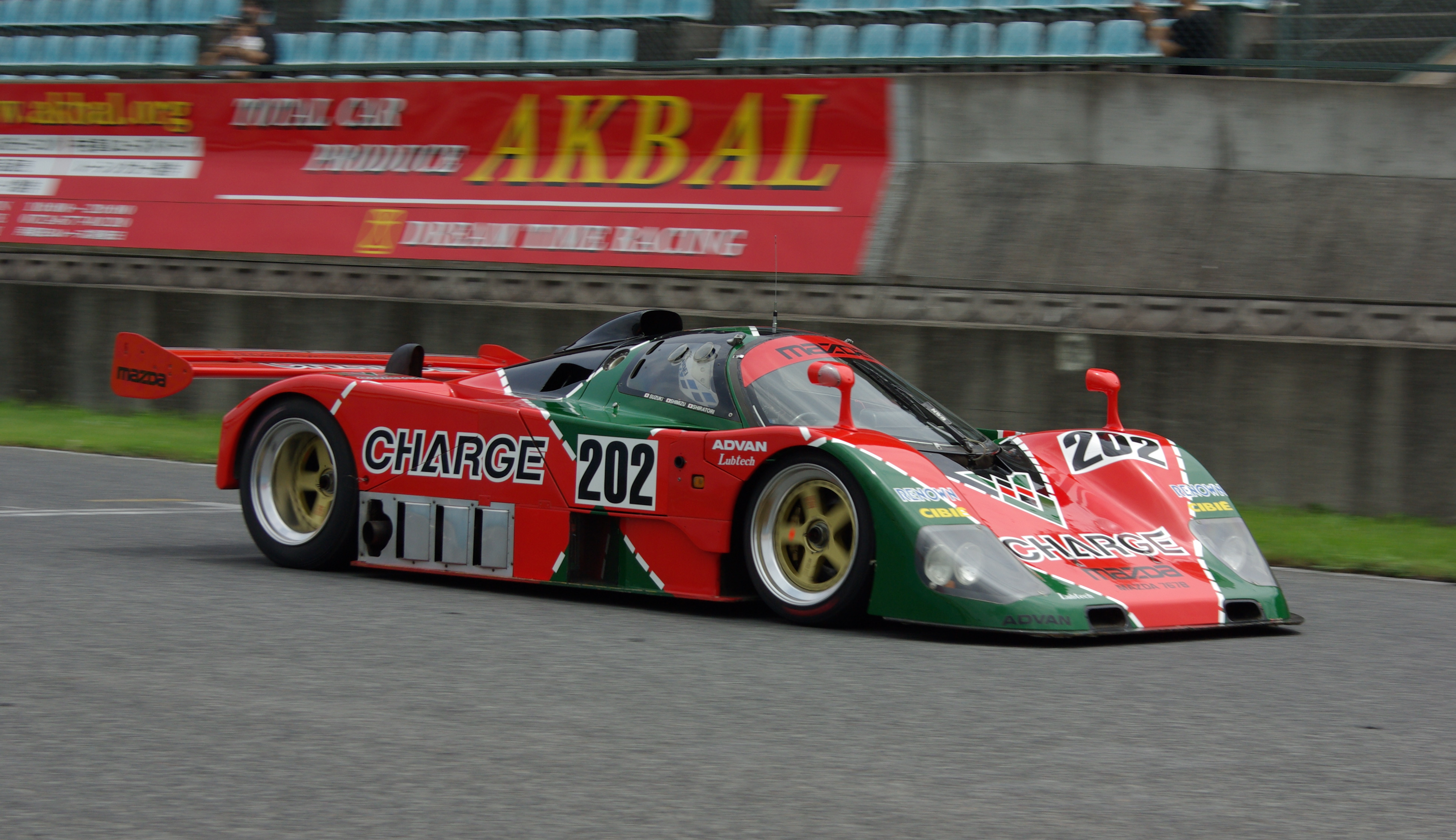
マツダ767B 兵庫県セントラルサーキット 2007年7月8日

- RX-7 252i
- RX-7 253
- RX-7 254
- 717C
- 727C
- 737C
- 757
- 767（767B）
- 787（787B）
- MX-R01
- RX-792P
- RT24-P

## スポンサー

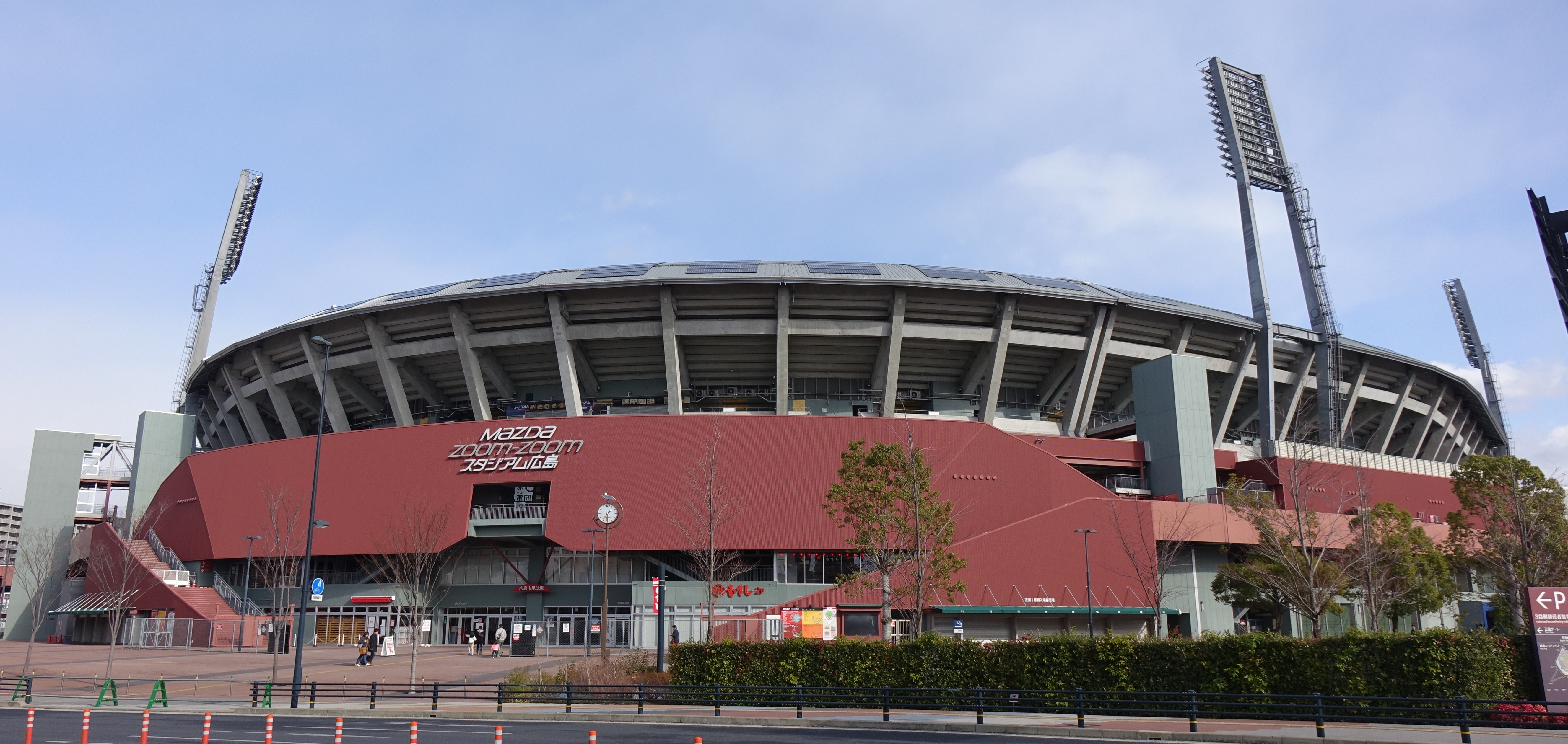
MAZDA Zoom-Zoom スタジアム広島

国内スポーツ
広島東洋カープ
プロ野球セントラル・リーグ所属の球団で、持分法を適用していないマツダの非連結子会社。1967年に当時の社長であった松田恒次が球団筆頭株主になって以降、事実上の親会社であり、メインスポンサーでもある。その際、当時の球団名「広島カープ」に当時の社名である東洋工業の「東洋」がついて現在の球団名になった。マツダは球団筆頭株主ではあるが、同社が同族経営でなくなった後も、引き続き球団株を合計50%以上取得している創業家の松田家一族が行っている。そのため球団オーナーは、松田耕平、松田元と松田家から輩出している。一方、2019年現在の常務取締役球団本部長の鈴木清明はマツダからの出向である。
広島東洋カープの新本拠地（二代目の広島市民球場）の建設に際して多額の建設事業寄付を行っており、完成すると命名権を獲得して「MAZDA Zoom-Zoom スタジアム広島」と称することになった。同球場のカープパフォーマンス席上にマツダの広告看板があり宇品・防府で生産する最新車種の宣伝を行っている。
日本選手権シリーズではカープが日本一に輝いた場合の最優秀選手に対してはマツダ提供の高級乗用車が贈られた（過去、1979年・1980年・1984年の3回。カープ以外の優勝の場合はトヨタ自動車協賛）。2007年から乗用車の副賞は廃止されたが、マツダが日本野球機構（NPB）パートナーであることから、同年以後カープを含む優勝球団の最優秀選手に対するマツダ賞の賞金として100万円が贈られている。
カープのヘルメットの色はマツダ車のカラーリングの1つである「ソウルレッドプレミアムメタリック」を再現したものである。マツダが特別色として開発し、カープに提供している。
マツダの旧社名「東洋工業」の略称の1つでもあった「東洋」を、グループ各社や他のスポンサー企業があまり使用しなくなった現在でも、球団の正式名称に入れている。
かつて王貞治が打席に立った際ににカープが使用していたシフトの「王シフト」は、球団の関係者が府中町のマツダの本社にまで出向き、マツダが所有していたコンピュータを用いてデータを算出し生み出された。
サンフレッチェ広島F.C
Jリーグ所属のサッカークラブで、マツダの持分法適用関連会社。マツダ（東洋工業）のサッカー部を母体としており、1992年の設立当初は球団筆頭株主で、家電量販店のデオデオ（現・エディオン）が筆頭株主となった2007年からは次席株主である。主要スポンサーの一つでもあり、1992年から現在までユニフォームスポンサーを務めている。同クラブが本拠地としているエディオンピースウイング広島の建設に際し、マツダが20億円の寄付を行った。
広島ドラゴンフライズ
B.LEAGUE所属のプロバスケットボールチーム。広島マツダがダイヤモンドパートナーとして加わっており、同社会長の松田哲也が後援会副会長を務める。また、マツダ本社もドラゴンフライズのプロモーションカー製作に関わり、2023-24シーズンからはダイヤモンドパートナーに加わっている（広島マツダも継続）。
さいたまブロンコス
B3.LEAGUE所属のプロバスケットボールチーム。マツダオート東京（現・関東マツダ）のバスケットボール部が前身だが、現在はマツダとの直接の関連はない。
マツダスカイアクティブズ広島
マツダの社会人ラグビーチーム。現在同社のシンボルチームの一つ。ジャパンラグビーリーグワン所属。
マツダ陸上競技部
マツダの社会人陸上競技チーム。現在同社のシンボルチームの一つ。東洋工業時代に全日本実業団対抗駅伝競走大会（現通称・ニューイヤー駅伝）優勝2度。
マツダ クロス・ナイン
マツダの9人制女子バレーボールチーム。V9チャンプリーグ所属。
海外スポーツ
- ACFフィオレンティーナ - 2011シーズンから2014年夏まで。
- ノースメルボルンFC（英語版） - オージーフットボールのクラブ。
- ナコーンラーチャシーマーFC - タイ1部リーグのクラブ。2013年から3年間。
- ASローマ - 2004/05シーズン。

大会スポンサー
- プロ野球オールスターゲーム - 2008年から2016年までの冠スポンサー。
- A3チャンピオンズカップ2003 - 冠スポンサー。
- 東洋チャンピオンスカウト - 東洋工業時代の冠スポンサー番組。
- TOTOジャパンクラシック - 以前は「マツダジャパンクラシック」としてスポンサーをしていた。
- 天皇盃全国都道府県対抗男子駅伝競走大会 - 第1回大会（1996年）から大会公式車両を提供しているほか、2012年から2014年まではラジオ中継の筆頭スポンサーも務めていた。（事実上の前身大会だった中国駅伝時代については不明）

テレビ番組
- 東洋チャンピオンスカウト
- 地球の最先端をスクープ!SCOOPER
- 未来シアター
- キャンベル・ライブ

ラジオ番組
現在
- MAZDA MUSIC VEHICLE（広島エフエム放送） - 1999年4月 - 。2009年3月まではエフエム山口でもネット。『マツダ・サウンド・マガジン』の後継ぎ。

過去
- ニュースハイライト
- 小さな朝の詩
- 長渕剛のひたすら60分
- 山城新伍の新伍一番勝負
- ほっと一息裕子です
- みのもんたのウィークエンドをつかまえろ
- マツダ・サウンド・マガジン（広島エフエム放送、エフエム山口）
- MAZDA SUPER SUNDAY（エフエム東京制作、JFN全国ネット） - 1999年4月4日〜2006年3月26日
- MAZDA MUSIC JAM（同上） - 2006年4月2日〜2007年3月25日

## 拠点

### 研究開発拠点
研究開発拠点は以下の通り。
- 本社研究開発部門（広島県安芸郡府中町）

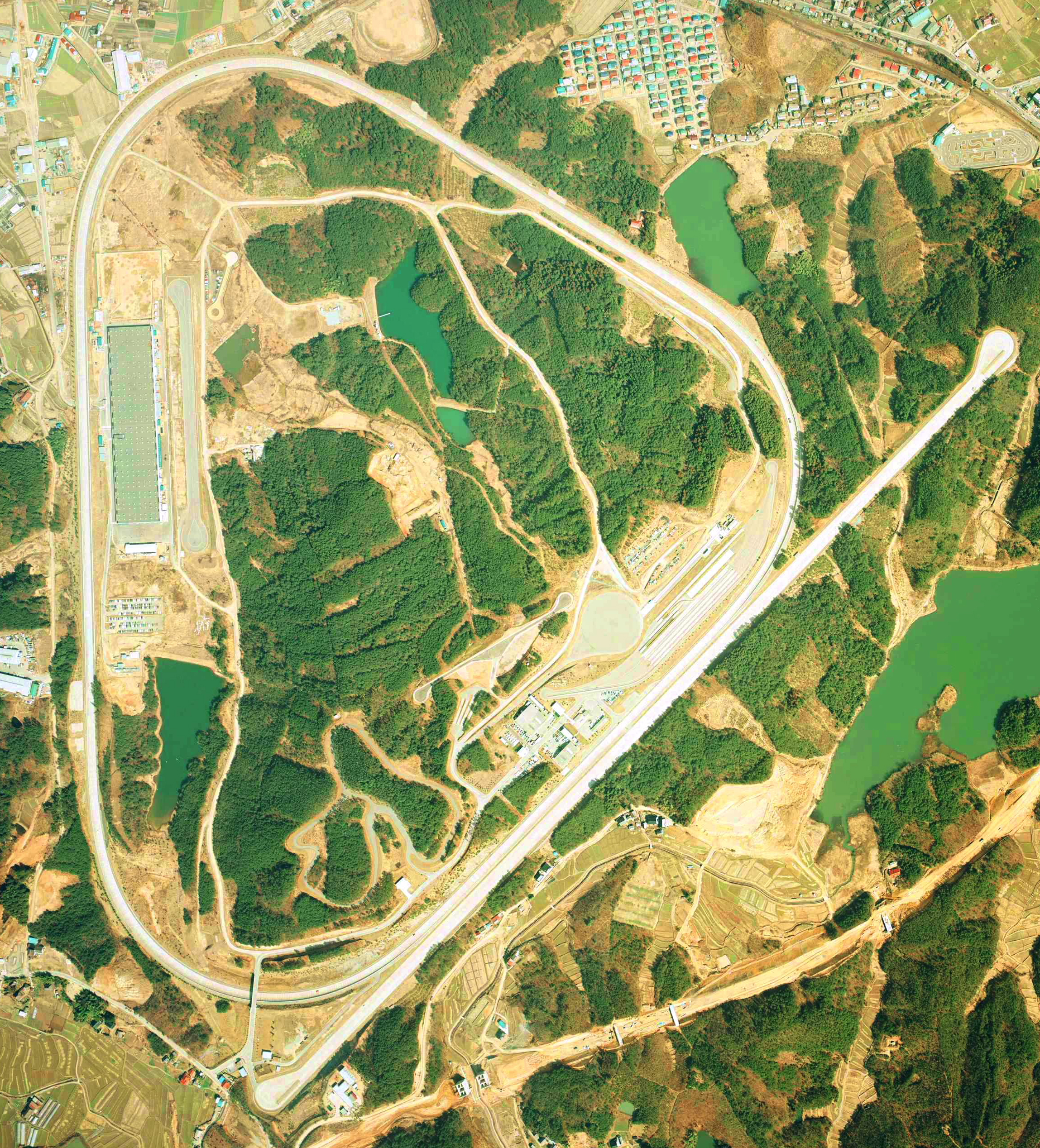
三次自動車試験場。1975年当時

- マツダR&Dセンター横浜（神奈川県横浜市）[注釈 12]
- マツダノースアメリカン オペレーションズ（アメリカ・カリフォルニア州アーバイン、ミシガン州フラットロック）
- マツダモーターヨーロッパ（ドイツ・ヘッセン州）
- マツダ（中国）企業管理有限公司中国技術支援センター（中国・上海市）

試験場
- 三次自動車試験場（広島県三次市・1965年6月開設）
- 美祢自動車試験場[注釈 13]（山口県美祢市・2006年5月開設）
- 北海道剣淵試験場（北海道上川郡・1990年1月開設）
- 北海道中札内試験場（北海道河西郡・2002年1月開設）

### 生産拠点

#### 現在
日本
- 本社工場（広島県安芸郡、広島市南区）
  - 本社（1931年3月操業）：ガソリンレシプロエンジン、自動車用手動変速機
  - 宇品（1964年12月操業）：ガソリンレシプロエンジン、ディーゼルエンジン
  - 宇品第1工場（通称U1・1966年11月操業）：CX-30、CX-5、CX-8、CX-9、MX-30、ロードスター
  - 宇品第2工場（通称U2・1972年12月操業）：CX-5
- 三次事業所（広島県三次市・1974年5月操業）：ガソリンレシプロエンジン
- 防府工場（山口県防府市）
  - 中関（1981年12月操業）：自動車用手動変速機、自動変速機
  - 防府第1工場（通称H1・1982年9月操業）：MAZDA2、MAZDA3、CX-3
  - 防府第2工場（通称H2・1992年2月操業）：MAZDA6、CX-60、CX-70、CX-80、CX-90
- プレス工業（尾道工場）: ボンゴトラック

北米
- マツダ・トヨタ・マニュファクチャリング・U.S.A.（アメリカ・アラバマ州ハンツビル・2021年9月操業）
  - CX-50
- マツダ・デ・メヒコ・ビークル・オペレーション（メキシコ・グアナファト州サラマンカ・2014年1月操業）
  - MAZDA2、MAZDA3、CX-30、トヨタ・ヤリスiA

欧州
- マツダソラーズマヌファクトゥリングルース（ロシア・プリモリスキー州ウラジオストク・2012年10月操業）
  - CX-5、CX-9、MAZDA6

アジア・太平洋
- オートアライアンス（タイランド）Co.,Ltd.（タイ・ラヨーン県イースタン・シーボード工業団地・1998年5月操業）
  - MAZDA2、MAZDA3、CX-3、CX-30、BT-50
- マツダパワートレインマニュファクチャリング（タイランド）（タイ・チョンブリ県・2015年1月操業）
  - 自動車用トランスミッション、エンジン
- 一汽乗用車有限公司（吉林省長春市・2003年3月操業）
  - MAZDA6、CX-4
- 長安マツダ汽車有限公司（江蘇省南京市・2007年10月操業）
  - MAZDA3、CX-30、CX-5、CX-8
- 長安フォードマツダエンジン有限公司（江蘇省南京市・2007年4月操業）
  - 自動車用エンジン
- タコ マツダ オートモービル マニュファクチャリングカンパニー（ベトナム・クアンナム省・2011年10月操業）
  - MAZDA3、MAZDA6、CX-5、CX-8
- マツダマレーシアSdn.Bhd.（マレーシア・スランゴール州・2012年9月操業）
  - CX-5、CX-8

#### 過去
- オートアライアンス・インターナショナル（アメリカ・ミシガン州フラットロック・1987年9月操業 - 2012年8月生産停止[418]）
- コンパニアコロンビアナアウトモトリスS.A.（コロンビア・ボゴタ・1983年4月操業 - 2014年4月生産停止[276]）
  - MAZDA2、MAZDA3、BT-50、323、626、

### 統括拠点
日本
- 広島本社（広島県安芸郡府中町新地3-1）

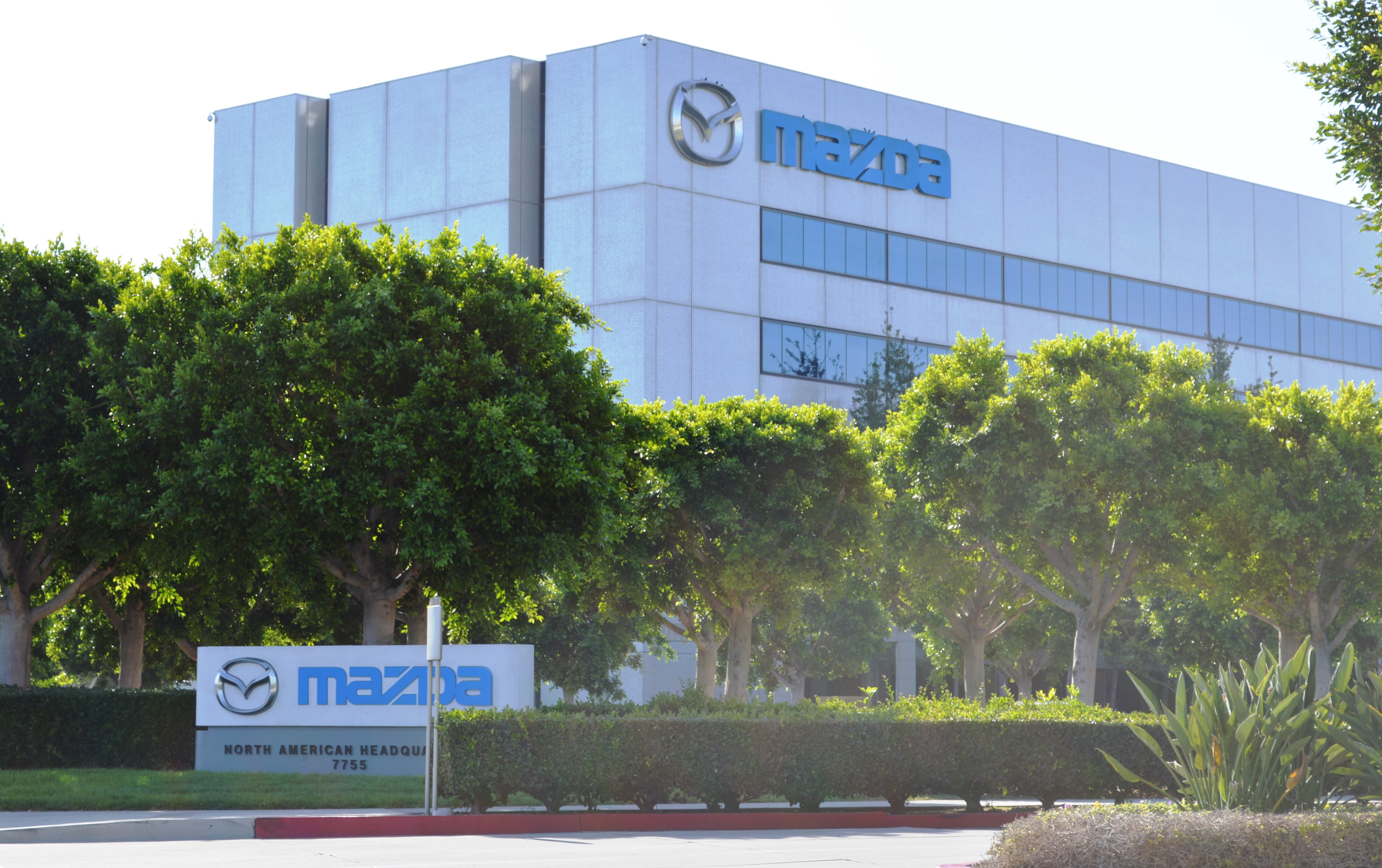
マツダノースアメリカンオペレーションズの本社ビル（カリフォルニア州アーバイン）

- 東京本社（東京都千代田区霞が関3-2-5 霞が関ビル25階）

北米
- マツダノースアメリカンオペレーションズ（英語版）（アメリカ・カリフォルニア州アーバイン、ミシガン州フラットロック）
  - マツダモーターオブアメリカ（アメリカ・カリフォルニア州アーバイン）
  - マツダ デ メヒコ セールス アンド コマーシャルオペレーション（メキシコ・メキシコシティ）
- マツダカナダ（カナダ・オンタリオ州）

欧州
- マツダモーターヨーロッパ（ドイツ・ノルトライン＝ヴェストファーレン州）
- マツダモーターロジスティクスヨーロッパ（ベルギー・アントワープ州）
- マツダモータースGmbH（ドイツ・ノルトライン＝ヴェストファーレン州）
- マツダオーストリアGmbH（オーストリア・クラーゲンフルト）
- マツダモトールデポルトガルLda.（ポルトガル・リスボン）
- マツダモーターイタリア,S.p.A.（イタリア・ローマ）
- マツダオートモービルズエスパーニャ,S.A.（スペイン・マドリッド）
- マツダ オトモビル フランスS.A.S（フランス・イヴリーヌ県）
- マツダスイスS.A.（スイス・プチランシー）
- マツダモータース UK Ltd.（イギリス・ケント州）
- マツダモーターデンマーク（デンマーク・レズオウア）
- マツダモーターノルウェー（ノルウェー・コルボン）
- マツダモータースウェーデン（スウェーデン・クングスバッカ）
- マツダモーターロシア,OOO（ロシア・モスクワ）
- マツダモーターアイルランド（アイルランド・ダブリン）
- マツダモーターチェコ（チェコ・プラハ）
- マツダモータースロバキア（スロバキア・ブラチスラバ）
- マツダモーターベラックス（ベルギー・ルクセンブルク）
- マツダモーターハンガリー（ハンガリー・ブダペスト）
- マツダモータークロアチア（クロアチア・ザグレブ）
- マツダモータースロベニア（スロベニア・リュブリャナ）
- マツダモーターポーランド（ポーランド・ワルシャワ）
- マツダモーターロジスティクスヨーロッパN.V. メルケジ・ベルチカ・トゥルキェ・イスタンブール・シュベシィ（トルコ・イスタンブール）
- マツダモーターネーデルランド（オランダ・ワディンクスフェーン）

アジア・太平洋
- マツダサウスイーストアジアリミテッド（タイ・バンコク）
- マツダセールス（タイランド）Co., Ltd.（タイ・バンコク）
- マツダオーストラリアPty Ltd.（オーストラリア・ビクトリア州）
- マツダモータースオブニュージーランドLtd.（ニュージーランド・オークランド市）
- マツダ（中国）企業管理有限公司（上海市浦東新区）
- マツダ（中国）企業管理有限公司 北京分公司（北京市朝陽区）
- マツダ（中国）企業管理有限公司 中国技術支援センター（上海市嘉定区）
- 一汽マツダ汽車販売有限公司（吉林省長春市）
- 長安マツダ汽車販売分公司（江蘇省南京市）
- 台湾マツダ汽車股份有限公司（台北市）

その他の地域
- マツダ デ コロンビア S.A.S（コロンビア・ボゴタ）
- マツダサザンアフリカ（Pty）Ltd（南アフリカ・ミッドランド）

## 事件・不祥事
パワーハラスメントによる社員の自殺
2007年、当時25歳であった男性社員がうつ病を基に自殺した。男性は、入社20年のベテラン社員が担当していた購買業務を引き継ぐ形で異動し、時間外労働は自殺直前に月80時間を超えていた。しかし上司は男性を叱責し続け、孤立無援の状態に置かれた男性はうつ病を発症し、社宅の自室で首つり自殺した。この上司は男性の自殺後にも、職場で笑いながら「あ、亡くなったわ」「この忙しいのに」と発言したり、同僚が男性の机に花を飾ろうとしたときに「大っぴらにするな」と制したりした。葬儀の場でも、弔文原稿に目を通しながら冗談めいた口調で「泣かすよなあ」と発言した。
マツダは遺族側と裁判で争い、「過重労働はなく、上司もサポートしていた」などと主張していたが、2011年2月、神戸地裁にて「質的、量的に過剰な労働で、自殺は業務に起因する。一方で上司の適切なサポートもなく、同社は安全配慮義務を怠った」として過労自殺が認められ、約6,400万円の支払いが命じられた。
下請法違反（2008年）
2008年6月、公正取引委員会がマツダに対して、下請け事業者への代金支払に関して違法行為があったとして、勧告を行った。2005年7月から2006年11月の間、マツダが取引先から購入した部品について、下請事業者の合意無しに単価を一方的に引き下げた結果、下請代金支払遅延等防止法（下請法）にて禁止されている代金減額が生じたと判断された。これを受けてマツダは、公取から指摘された減額代金全額を、2008年3月に下請事業者へ返還した。
派遣法違反
2009年6月、マツダが法定期間（3年）を超えて派遣社員を工場に勤務させたのは、労働者派遣法違反の疑いがあるとして、広島労働局が文書で指導を行った。マツダは本社工場や防府工場に派遣された5人の派遣社員を途中、期間従業員として約3か月間だけ直接雇用し、再び派遣社員で受け入れる方法で、法律上の直接雇用義務が生じる連続3年の派遣期間を超えないように操作していた。県労連は「全国初のケースではないか」としている。
マツダ本社工場連続殺傷事件
関東マツダによる修理費不正請求
2012年1月、マツダの連結子会社である関東マツダは、事故車両の修理費を損害保険会社に水増し請求する不正があったと公表した。不正は2006年4月以降、2,978件あり、水増しした請求額は計約7,707万円に上った。このため国土交通省関東運輸局は関東マツダに調査を指示し、行政処分を下した。
テレビCF撮影に伴う危険運転およびその対応
2015年5月下旬、マツダの連結子会社である静岡マツダが、当時登場したロードスター（ND型）の地方局向けテレビCFを作成するにあたり、西伊豆スカイライン（公道、静岡県伊豆市）にて、映像制作会社の撮影車両が対向車線を大きくはみ出すようなかたちで危険運転を行った。交通規制等は特に布かれていなかった。この様子は現地に居合わせた一般人が撮影し、Twitterの当人アカウントに掲載したほか、マツダ本社広報部のアカウントへの指摘も行った。
同年8月3日、この指摘に対しマツダは関与を否定。一方で、指摘者のアカウントへ返信する際に返信先アドレスに「.（ドット）」を付加したことで、双方のやり取りはマツダ側Twitterフォロワー4万7,000人（当時）にも閲覧可能となった。この結果、指摘者はマツダフォロワーからを多数の批難を受け、アカウントを削除するまでに追い込まれた。この件に対しITジャーナリストからは「企業の公式ツイッターでドットを打つなんて聞いたことがない。悪意を感じる。」「“さらし上げ”の効果が高まる。」「マツダは最初の調査に自信があったのか、『悪いのはウチじゃないんだ』と過剰な防衛意識が働いたのでしょう。」との指摘を受けている。
ところが8月5日、マツダは「確認範囲を拡げ、現在事実関係を調査中」とした上で、8月7日夜、静岡マツダによる撮影であったと謝罪。同年9月、当該の映像制作会社および男性社員が道路交通法違反の容疑で書類送検された。
関西マツダによる整備費架空請求
2016年7月、マツダの連結子会社である関西マツダは、車両整備料金の一部をリース会社に架空請求する不正があったと公表した。不正は2004年6月から2015年12月までの間に2,054件あり、リース会社2社に対する架空請求は総額約1,100万に上った。この事態を受け、国土交通省近畿運輸局は関西マツダに対して文書で警告した。
社員寮での強盗殺人事件
2016年9月14日午後4時15分頃、広島市南区向洋大原町のマツダの社員寮「マツダ大原寮」の非常階段において、19歳の男性社員が頭から血を流して倒れているのが発見され、その後病院で死亡が確認された。24日、広島県警は同期の20歳の男性社員を強盗殺人の疑いで逮捕した。被害者は14日午後2-3時頃、容疑者の運転する車（マツダの社員だが、所有していた車両は他社のものである初代トヨタ・マークXだった）で複数のATMを回り計120万円を引き出した後、午後3時35分頃、寮の非常階段において消火器で頭を殴られるなどして殺害されたとみられる。事件後に奪われたと見られる現金は容疑者の口座へ入金されていた。被疑者はその後10月14日に広島地方検察庁から同容疑で起訴された。2017年12月6日に広島地裁は元同僚に無期懲役判決を言い渡した。2018年3月22日に広島高裁は一審を支持して弁護側控訴を棄却した。上告せず刑確定。
完成車検査における不適切検査
2018年8月8日、マツダ、スズキ、ヤマハ発動機は、燃費・排ガスの検査で不適切な処理をしていたと国土交通省に報告した。不適切な検査で出荷された車両は、スズキが6,401台、マツダが72台、ヤマハ発動機が7台。マツダは、新車の出荷前の品質検査で、適性を欠いたデータを無効とせず、有効として扱っていた。今回の事案の発生原因として、速度トレースエラーが生じた場合に、自動的にシステムで無効にしていなかったこと、担当検査員に判定をゆだねる工程設計になっていたことの二つを、マツダはあげており、再発防止策として、測定結果を自動的に無効とする機能を追加するとともに、検査データを複数の検査員でダブルチェックする対応を進めるとしている。
下請法違反（2021年）
2021年3月、公正取引委員会はマツダに対し、下請け業者に手数料名目で不当な支払いをさせていたとして、下請代金支払遅延等防止法（下請法）違反で勧告を行った。マツダは2018年11月から2019年10月の間、下請けの資材メーカー3社に対して手数料名目で5,100万円を支払わせており、その際の振込手数料も3社に負担させていた。手数料はマツダが委託する部品メーカーと3社との取引量に応じて設定され、マツダが毎月請求していた。こうした請求は昭和50年代から続いていたとみられる。マツダは指摘を受けてこうした行為を取りやめ、資材メーカーに対して全額と振込手数料を返金した。

## 関連会社

### 連結子会社
連結子会社は以下の通り（2021年3月31日現在）。
- マツダ中販
- マツダモーターインターナショナル
- マツダエース
- マツダロジスティクス
- 倉敷化工
- マツダE&T
- マツダパーツ
- 函館マツダ
- 東北マツダ
- 福島マツダ
- 北関東マツダ
- 甲信マツダ
- 関東マツダ
- 静岡マツダ
- 東海マツダ販売
- 北陸マツダ
- 京滋マツダ
- 関西マツダ
- 西四国マツダ
- 九州マツダ
- 南九州マツダ
- 沖縄マツダ販売
- マツダモーターオブアメリカ, Inc.
- マツダカナダ Inc.
- マツダモトールデメヒコS. de R.L. de C.V.
- マツダセルヴィシオスデメヒコS. de R.L. de C.V.
- マツダモトールマヌファクトゥリングデメヒコS.A. de C.V.
- マツダモトールオペラシオネスデメヒコS.A. de C.V.
- マツダモータース（ドイツランド）GmbH
- マツダモーターロジスティクスヨーロッパN.V.
- マツダモーターヨーロッパGmbH
- マツダオトモビルフランスS.A.S.
- マツダモータースUK Ltd.
- マツダスイスS.A.
- マツダモトールデポルトガルLda.
- マツダモーターイタリア, S.r.1.
- マツダオートモービルズエスパーニャ, S.A .
- マツダオーストリアGmbH
- マツダモーターロシア,OOO
- マツダオーストラリアPty Ltd.
- マツダモータースオブニュージーランドLtd.
- マツダセールス（タイランド）Co., Ltd.
- マツダパワートレインマニュファクチャリング（タイランド）Co., Ltd.
- マツダマレーシアSdn.Bhd.
- マツダ（中国）企業管理有限公司
- 台湾マツダ汽車股份有限公司
- マツダサザンアフリカ(Pty)Ltd
- マツダデコロンビアS.A.S.

0その他22社

### 持分法適用会社
持分法適用会社は以下の通り（2021年3月31日現在）。
- トーヨーエイテック
- 日本クライメイトシステムズ
- ヨシワ工業
- サンフレッチェ広島F.C
- マツダプロセシング中国
- マツダクレジット
- MCMエネルギーサービス
- マツダ部品広島販売
- マツダトヨタマニュファクチャリングUSA,Inc.
- マツダソラーズマヌファクトゥリングルースLLC
- オートアライアンス（タイランド）Co., Ltd.
- 長安マツダ汽車有限公司
- 長安マツダエンジン有限公司
- 一汽マツダ汽車販売有限公司

0その他4社

### 持分法非適用会社
- 広島東洋カープ[注釈 14]

## 関連団体・関連施設

### マツダミュージアム

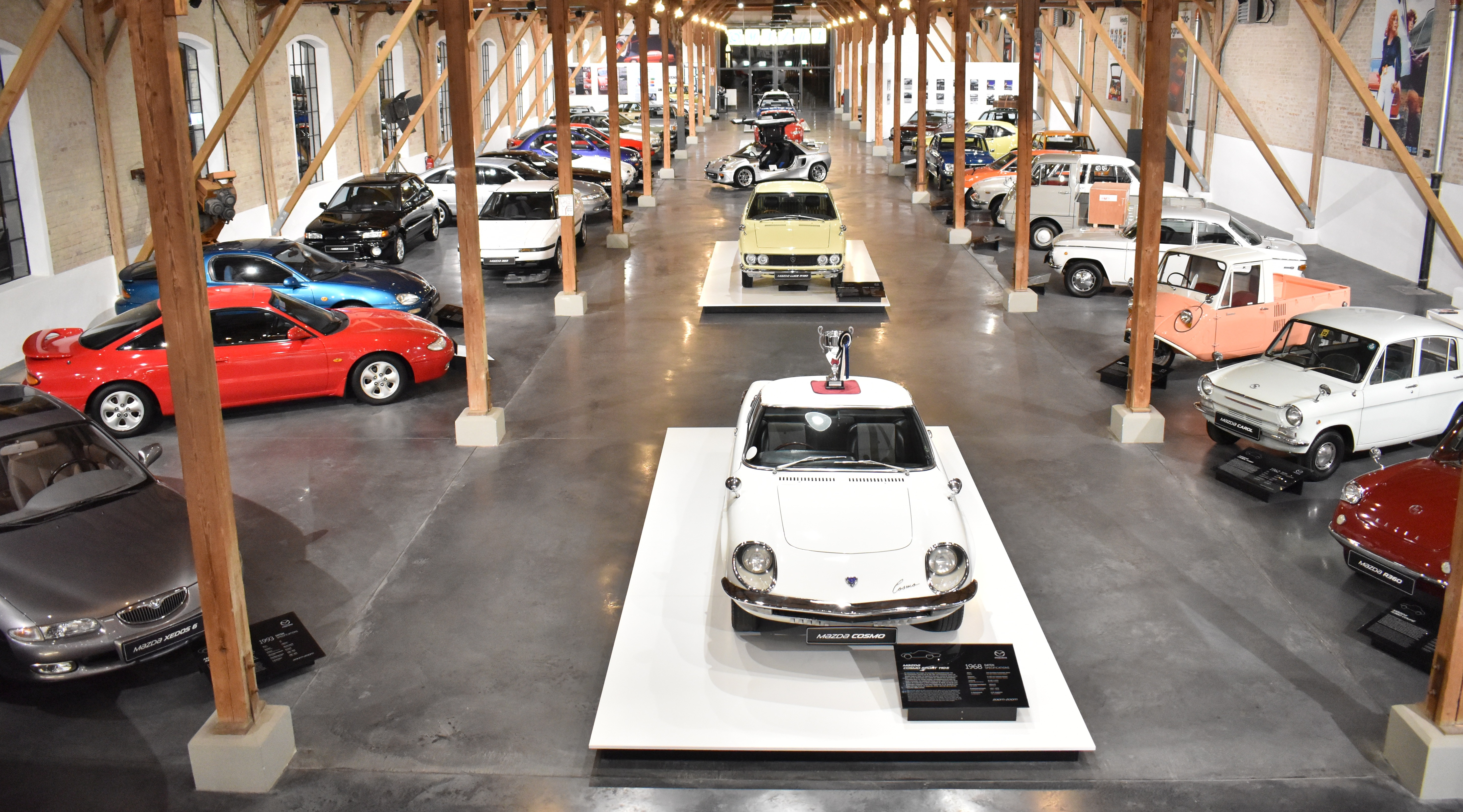
Mazda Classic Automobil Museum Frey
（ドイツ・アウクスブルク）

日本
マツダが運営する企業博物館。宇品第一工場に隣接しており、入館は完全予約制。係員の案内で各種展示と、実際に稼動している隣接工場の生産ラインを見学することが出来る。
ドイツ
2017年5月にドイツの現地ディーラーの経営者が「Mazda Classic Automobil Museum Frey」の名で開設したマツダ公認のミュージアム。所有する120台以上の中から45台が交代で展示される。アウクスブルクの路面電車の旧車庫を改装して開設され、ギフトショップやレストランも併設されている。

### マツダ病院
マツダが運営する企業立病院。1938年にマツダ構内の医務室として開設されたのが始まり。1950年に付属病院に変更され、1961年には現在の地に病棟が建設された。

### マツダ財団
公益財団法人マツダ財団は、「科学技術の振興と青少年の健全育成のための助成などを行い、世界の人々が共に繁栄を分かち合い、心豊かに生きることのできる社会づくりに寄与すること」を目的としてマツダが設立した公益財団法人。1984年に財団法人として設立され、2010年11月に公益財団法人へと移行した。

### マツダ工業技術短期大学校
マツダ工業技術短期大学校は、マツダが設立した厚生労働省認定の2年制企業内短大。技術・技能者を育成するために1988年に設立された。企業内学校であるため入校者は全てマツダの社員であり、新卒者と社内選抜者で構成されている。

### 東洋大橋
マツダが広島本社内に所有する橋。マツダミュージアム見学の際には社内バスでこの橋を渡って移動する。

## テレビ番組
- 日経スペシャル ガイアの夜明け 俺たちの技を継げ! ～団塊の匠が消える日～（2005年9月13日、テレビ東京）[450] - ロータリーエンジン製造技術伝承のための"伝承道場"を取材。